# Navicula
Genre
Navicula est un genre d’algues (diatomées) de la famille des Naviculaceae.

## Synonyme
Navicula a pour synonyme :
- Scolioneis D.G. Mann in F.E. Round, R.M. Crawford & D.G. Mann, 1990[2]

## Liste des espèces, formes et variétés

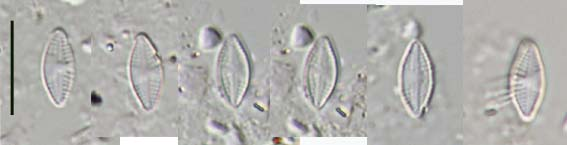
Navicula ingenua.
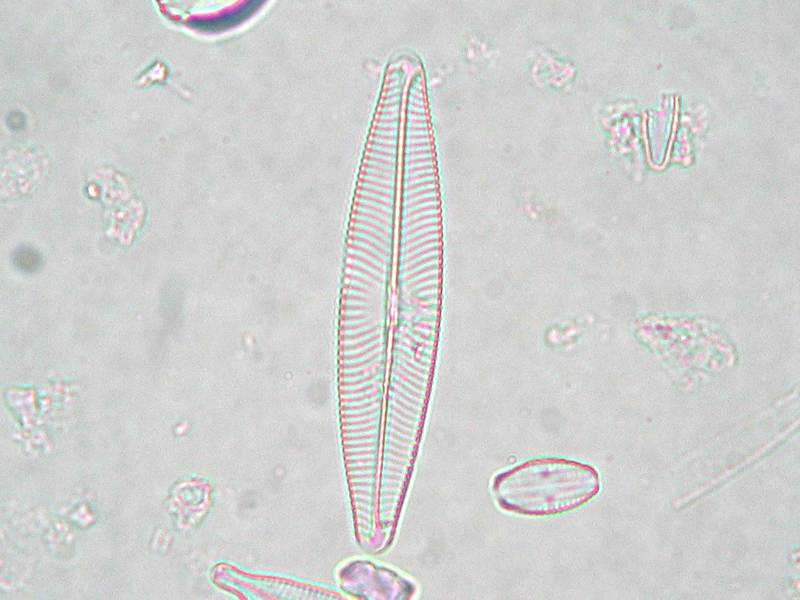
Navicula lanceolata.
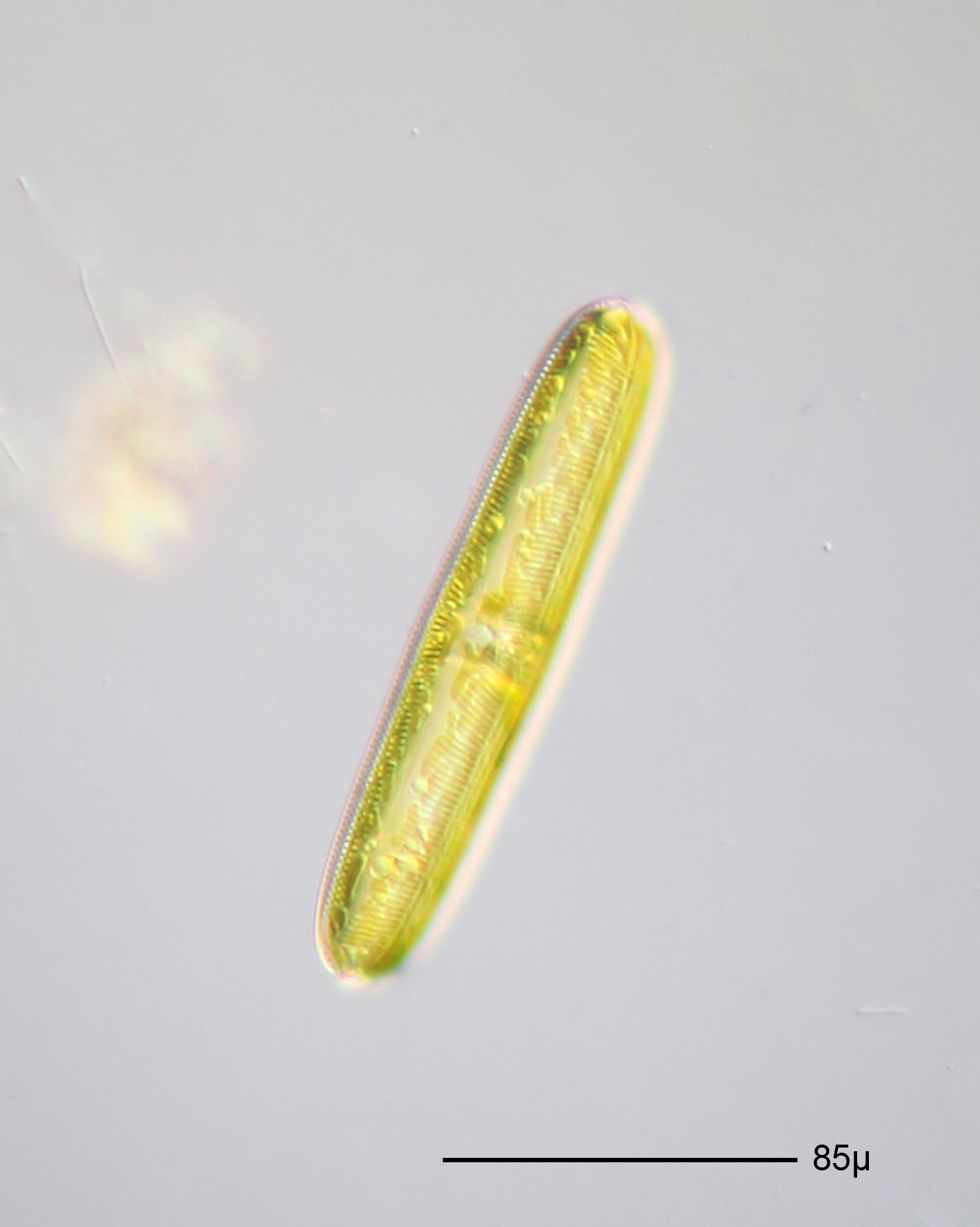
Navicula oblonga.
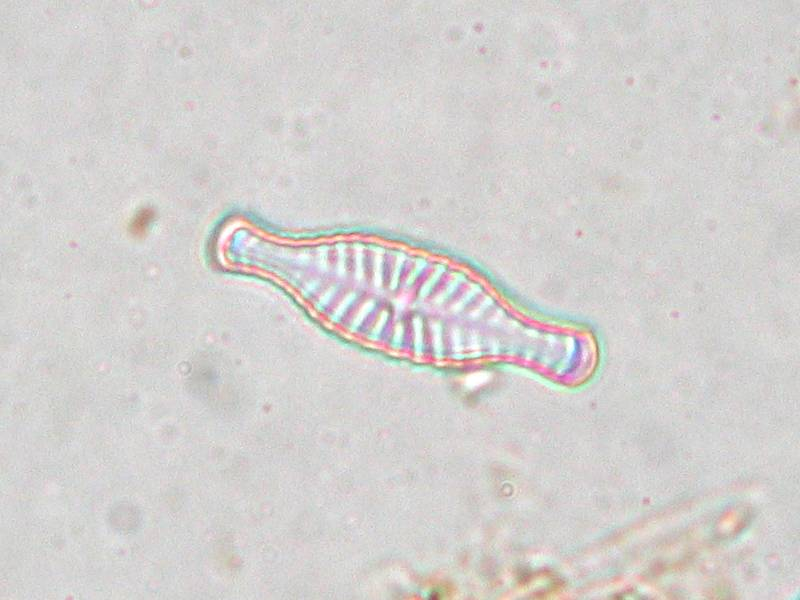
Navicula stesvicensis.
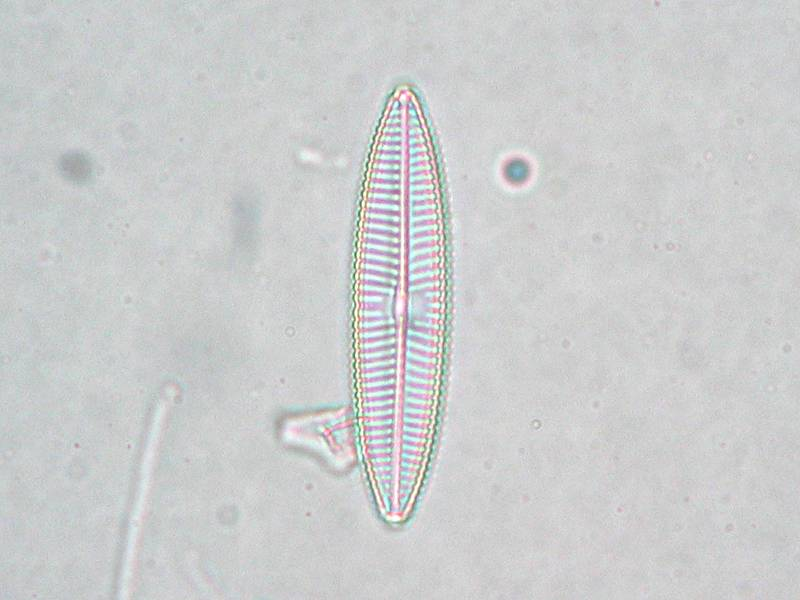
Navicula tripunctata.

Selon ITIS (5 mars 2021) :
- forme Navicula approximata f. elongata Hustedt
- forme Navicula gastrum f. maxima Tempère & M. Peragallo
- forme Navicula gracilis f. minor Guermeur
- forme Navicula paludosa f. rhomboidea Reimer
- forme Navicula ventraloconfusa f. simplex Lange-Bertalot
- variété Navicula amphibola var. perrieri M. Peragallo & Héribaud in Héribaud
- variété Navicula amphibola var. polymorpha Fusey
- variété Navicula anglica var. lapponica Cleve-Euler
- variété Navicula anglica var. minuta Cleve
- variété Navicula anglica var. subsalsa (Grunow) Cleve
- variété Navicula clementis var. quadristigmata Manguin ex Kociolek & Reviers
- variété Navicula creuzburgensis var. multistriata Patrick
- variété Navicula exigua var. capitata Patrick
- variété Navicula glacialis var. hudsonii Poulin & Cardinal
- variété Navicula incompta var. incurva Reimer
- variété Navicula lagerheimii var. intermedia Hustedt
- variété Navicula lyra var. dilatata Schmidt
- variété Navicula major var. dilatata M. Peragallo
- variété Navicula major var. maxima Tempère & M. Peragallo
- variété Navicula mediocris var. intermedia Reimer
- variété Navicula mesogongyla var. interrupta Cleve
- variété Navicula nyassensis var. capitata O. Miller
- variété Navicula oblongum var. subcapitata Pantocsek
- variété Navicula paramutica var. binodis Bock
- variété Navicula perpusilla var. distans Cleve-Euler
- variété Navicula placentula var. maculata Hustedt
- variété Navicula ruttneri var. capitata Hustedt
- variété Navicula scutelloides var. minutissima Cleve
- variété Navicula scutelloides var. mocarensis Grunow
- variété Navicula seminulum var. hustedtii Patrick
- variété Navicula subhamulata var. undulata Hustedt
- variété Navicula terrestris var. relicta (McCall) Lund
- variété Navicula tuscula var. obtusa Hustedt
- Navicula abbottii Cholnoky & Claus
- Navicula abducta Manguin
- Navicula aboensis (Cleve) Hustedt
- Navicula abruptoides Hustedt
- Navicula abscondita Hustedt
- Navicula abstrusa Hustedt
- Navicula abuensis Foged
- Navicula abunda Hustedt
- Navicula abundoides Cholnoky
- Navicula accedens Hustedt
- Navicula accurata Hustedt
- Navicula achthera Hohn & Hellerman
- Navicula acidobionta Lange-Bertalot
- Navicula acidobiontica T. Watanabe
- Navicula acidophila Cholnoky
- Navicula acrosphaeria (Brébisson) Kützing
- Navicula acuticuneata Metzeltin, Lange-Bertalot & García-Rodríguez
- Navicula acuticuneatula Metzeltin, Lange-Bertalot & García-Rodríguez
- Navicula acutirostris Hustedt
- Navicula acutissima Hustedt
- Navicula adamata Hustedt
- Navicula adamsii Cholnoky
- Navicula addaae Pantocsek
- Navicula addicta Hustedt
- Navicula admenda Hohn & Hellerman
- Navicula adnatoides Cholnoky
- Navicula adumbrata Cholnoky
- Navicula adversa Krasske
- Navicula adversatrix Pantocsek
- Navicula aedfex Pantocsek
- Navicula aegyptica Salah
- Navicula aemilia Forti
- Navicula aequalis Ehrenberg
- Navicula aequatorialis Heiden & Kolbe
- Navicula agatkae Witkowski, Lange-Bertalot & Metzeltin
- Navicula aggerica Reichardt
- Navicula aggesta Hustedt
- Navicula agma Hohn & Hellerman
- Navicula agnewii Cholnoky
- Navicula agnita Hustedt
- Navicula agrestis Hustedt
- Navicula agulhasica Cholnoky
- Navicula aikenensis Patrick
- Navicula aitchelbee Bahls
- Navicula ajajensis Skabitschevsky
- Navicula aktinoides Skuja
- Navicula alaskana Patrick & Freese
- Navicula albanica Krenner
- Navicula alea Hohn & Hellerman
- Navicula aleksandrae Lange-Bertalot, Bogaczewicz-Adamczak & Witkowski
- Navicula algida Grunow
- Navicula algor Hohn & Hellerman
- Navicula alineae Lange-Bertalot
- Navicula alisoviana (Skvortzov) A. Tuji
- Navicula allorgei Manguin
- Navicula alpha Cleve
- Navicula alternans Schumann
- Navicula altiplanensis U. Rumrich & Lange-Bertalot
- Navicula amabilis Hustedt
- Navicula amicorum Grunow
- Navicula ammophila Grunow
- Navicula amnicola Hohn & Hellerman
- Navicula amoenaeformis Manguin
- Navicula amphiceropsis Lange-Bertalot & U. Rumrich
- Navicula amphilepta Ehrenberg
- Navicula amphisphenia Ehrenberg
- Navicula anatis Hohn & Hellerman
- Navicula angolensis Cholnoky
- Navicula angusta Grunow
- Navicula anna Hendey
- Navicula annexa Hustedt
- Navicula antiqua Grunow in Cleve & Möller
- Navicula antonii Lange-Bertalot
- Navicula antonioides Van de Vijver, Jarlman & Lange-Bertalot
- Navicula antverpiensis Van de Vijver & Lange-Bertalot
- Navicula apiculata Brébisson
- Navicula apta Hustedt
- Navicula aquaedurae Lange-Bertalot
- Navicula arctissima Schmidt
- Navicula arctotenelloides Lange-Bertalot & Metzeltin in Lang-Bertalot, Kulbs, Lauser, Norpel-Schempp & Willmann
- Navicula arenaria Donkin
- Navicula arenicola Grunow
- Navicula arenula Hohn & Hellerman
- Navicula argutiola Hohn & Hellerman
- Navicula arkona Lange-Bertalot & Witkowski
- Navicula armata Carter
- Navicula arvensiformis Carter
- Navicula arvensis Hustedt
- Navicula arverna M. Peragallo & Héribaud
- Navicula asiatica F. Meister
- Navicula aspersa Hustedt
- Navicula associata Lange-Bertalot
- Navicula assula Cholnoky
- Navicula astrolabensis Hendey
- Navicula astutus Fontell in manus., Cleve-Euler
- Navicula asymbasia Hohn & Hellerman
- Navicula atacamana Patrick
- Navicula athenae Witkowski, Lange-Bertalot & Metzeltin
- Navicula atomarius Skvortzov
- Navicula atwateri Seddon, Witkowski & Hemphill-Haley
- Navicula auklandica Grunow
- Navicula aurora Sovereign
- Navicula australica (Schmidt) Cleve
- Navicula australoceanica Witkowski, Riaux-Gobin & Daniszewska-Kowalczyk
- Navicula australomediocris Lange-Bertalot & R. Schmidt
- Navicula austrocollegarum Lange-Bertalot & Voigt
- Navicula avenacea (Rabenh.) Brébisson ex Grunow in Schneider
- Navicula avenaceoides Gandhi
- Navicula avonensis Round
- Navicula baardsethii Cleve-Euler
- Navicula baccata Brun
- Navicula bacilloides Hustedt
- Navicula bacterium Frenguelli
- Navicula bacula Hohn & Hellerman
- Navicula baicalcollegarum Kulikovskiy & Lange-Bertalot
- Navicula baicalensis Skvortzov & Meyer
- Navicula baicalirmengardis Kulikovskiy, Lange-Bertalot & Metzeltin
- Navicula baicalofrigidicola Metzeltin, Kulikovskiy & Lange-Bertalot
- Navicula baicaloppugnata Kulikovskiy, Lange-Bertalot & Metzeltin
- Navicula baicaloradiosa Kulikovskiy, Lange-Bertalot & Metzeltin
- Navicula bainii Cholnoky
- Navicula barbarica Hustedt
- Navicula barberi Hendey
- Navicula barberiana Foged
- Navicula barentsii Foged
- Navicula barrowiana Patrick & Freese
- Navicula bastianii M. Peragallo in Tempère & M. Peragallo
- Navicula bastowii Hustedt
- Navicula bdesma Hohn
- Navicula beaufortiana Hustedt
- Navicula bella Hustedt
- Navicula bellatii Frenguelli
- Navicula belliatula Archibald
- Navicula bellissima Hustedt
- Navicula bergenensis Hohn
- Navicula bergeri Krasske
- Navicula besarensis Giffen
- Navicula beta Cleve
- Navicula biaculeata Cleve-Euler
- Navicula biakensis Cholnoky
- Navicula bialbata H. Peragallo & M. Peragallo
- Navicula bicapitellata Hustedt
- Navicula bicephala Hustedt
- Navicula biconfusa VanLandingham
- Navicula bicuneolus Metzeltin & Lange-Bertalot
- Navicula bievexa Hohn
- Navicula bifurcatula Hustedt
- Navicula bioculata Grunow
- Navicula bipustulata A. Mann
- Navicula birhis Hohn
- Navicula biskanterae Hustedt
- Navicula bita Hohn
- Navicula bituminosa Pantocsek
- Navicula bjoernoeyaensis Metzeltin, Witkowski & Lange-Bertalot in Metzeltin & Witkowski
- Navicula blasii Frenguelli
- Navicula boergesenii Østrup
- Navicula bogotensis Grunow in Schmidt
- Navicula bongrainii M. Peragallo
- Navicula borneoensis Hustedt
- Navicula borowkae Witkowski, Lange-Bertalot & Metzeltin
- Navicula boseana Skvortzov
- Navicula bossvikensis Busse & Snoeus
- Navicula bottnica Grunow in Cleve & Möller
- Navicula bourrellyi Manguin
- Navicula bourrellyivera Lange-Bertalot, Witkowski & Stachura
- Navicula boyei Østrup
- Navicula bozenae Lange-Bertalot, Witkowski & Zgrundo
- Navicula brasiliensis Grunow
- Navicula brehmii Hustedt
- Navicula brehmioides Hustedt
- Navicula breitenbuchii Lange-Bertalot
- Navicula breviata Hustedt
- Navicula brevirostrata Hustedt in Schmidt & al.
- Navicula broetzii Lange-Bertalot & Reichardt in Lange-Bertalot & Metzeltin
- Navicula brokenshirei Bastow
- Navicula bruchii Grunow in Cleve
- Navicula brunellii Poulin, Hudon & Cardinal
- Navicula brunii Pantocsek
- Navicula buccella Hohn & Hellerman
- Navicula buchansiana Woodhead & Tweed
- Navicula budda Skvortzov
- Navicula burcki Reinhold
- Navicula butreensis Foged
- Navicula caduca Hustedt
- Navicula caeca A. Mann
- Navicula caenosus Carter & Bailey-Watts
- Navicula calcuttensis Skvortzov
- Navicula caldwellii Bastow
- Navicula calva Østrup
- Navicula camerata Cholnoky
- Navicula campanilae Cholnoky
- Navicula canaliculata Cleve
- Navicula canalis Patrick
- Navicula canariana Lange-Bertalot
- Navicula cancellata Donkin
- Navicula cantonatii Lange-Bertalot
- Navicula capitatoradiata Germain
- Navicula capitellata Skvortzov
- Navicula capitulata Frenguelli
- Navicula capsa Hohn
- Navicula capsula Cleve-Euler
- Navicula caractacus Hohn & Hellerman
- Navicula carecti Cholnoky
- Navicula cari Ehrenberg
- Navicula carinata Ehrenberg
- Navicula carinifera Grunow in Schmidt & al.
- Navicula cariocincta Lange-Bertalot in Tsarenko & al.
- Navicula carminata Hustedt
- Navicula carolinensis Ehrenberg
- Navicula caroliniae Bahls
- Navicula carteri VanLandingham
- Navicula carvajaliana Patrick
- Navicula cascadensis Sovereign
- Navicula casei Cholnoky
- Navicula cassieana Foged
- Navicula catalanogermanica Lange-Bertalot & G. Hofmann in Lange-Bertalot
- Navicula cataracta-rheni Lange-Bertalot
- Navicula cataractarum Hustedt
- Navicula catarinensis Krasske
- Navicula caterva Hohn & Hellerman
- Navicula caucasica R. Ross
- Navicula caudata Kulikovskiy, Metzeltin & Lange-Bertalot
- Navicula cavernae Cholnoky
- Navicula ceciliae Van de Vijver, Jarlman & Lange-Bertalot
- Navicula celinei Witkowski, Metzeltin & Lange-Bertalot
- Navicula cellesensis Héribaud & M. Peragallo
- Navicula cendronii Manguin
- Navicula centraster Cleve
- Navicula centropunctata Hustedt
- Navicula cerneutia Hohn
- Navicula certa F. Meister
- Navicula chandolensis Gandhi
- Navicula charlottae Foged
- Navicula chasmaensis Foged
- Navicula chasmigera Cholnoky
- Navicula chi Cleve
- Navicula chiarae Lange-Bertalot & Genkal
- Navicula chinensis Skvortzov
- Navicula cholnokyana Foged
- Navicula cholnokyii Gandhi
- Navicula chyzerii Pantocsek
- Navicula cimex Cholnoky
- Navicula cincta (Ehrenberg) Ralfs in Pritchard
- Navicula cinctaeformis Hustedt
- Navicula cingulatoides Cholnoky
- Navicula cinna Hohn & Hellerman
- Navicula cipollae Zanon
- Navicula citriformis Cleve-Euler
- Navicula citrus Krasske
- Navicula clagesii Gerd Moser, Lange-Bertalot & Metzeltin
- Navicula claromontensis Héribaud
- Navicula claytonii Carter
- Navicula climacospheniae Booth
- Navicula cluthensis Gregory
- Navicula cluthensoides Hustedt
- Navicula coccinella Metzeltin & Lange-Bertalot
- Navicula cocconioides Carter
- Navicula coei Cholnoky
- Navicula colii Héribaud
- Navicula collersonii Roberts & McMinn
- Navicula columbiana Hustedt
- Navicula columnaris Ehrenberg
- Navicula comerei Héribaud
- Navicula comoides (Dillwyn) H. Peragallo & M. Peragallo
- Navicula completa Hustedt
- Navicula completaoides Foged
- Navicula compositestriata Jasnitsky
- Navicula compressicauda Schmidt
- Navicula concamerata Hustedt
- Navicula concentrica Carter
- Navicula concinna Hustedt
- Navicula concordia Witkowski, Riaux-Gobin & Daniszewska-Kowalczyk
- Navicula confidens Cholnoky
- Navicula congerana Hagelstein
- Navicula consanguinea Cleve
- Navicula consentanea Hustedt
- Navicula contempta Krasske
- Navicula contentaeformis Manguin
- Navicula contortula Sovereign
- Navicula contraria Patrick
- Navicula convergens Patrick
- Navicula coraliana Metzeltin & Lange-Bertalot
- Navicula cordillerae Frenguelli
- Navicula corrugata Manguin
- Navicula cortanensis Krasske
- Navicula corticela Manguin ex Kociolek & Reviers
- Navicula corymbosa (Agardh) Cleve
- Navicula costuloides Skvortzov
- Navicula crassirostris Grunow in Cleve & Grunow
- Navicula crassulexigua Reichardt
- Navicula craticularis Frenguelli
- Navicula cremorne Hohn & Hellerman
- Navicula criophiliforma Witkowski, Riaux-Gobin & Daniszewska-Kowalczyk
- Navicula crispa Krasske
- Navicula cristula Hohn
- Navicula crocodill Cholnoky
- Navicula cronullensis Wood
- Navicula crucialis Frenguelli
- Navicula crucifera Grunow in Schmidt
- Navicula crucigeriformis Hustedt
- Navicula cryptocefalsa Lange-Bertalot
- Navicula cryptocephala Kützing
- Navicula cryptocephaloides Hustedt
- Navicula cryptofallax Lange-Bertalot & G. Hofmann
- Navicula cryptogaster Lowe
- Navicula cryptorrhynchus Cholnoky
- Navicula cryptostriata Salah
- Navicula cryptotenella Lange-Bertalot
- Navicula cryptotenelloides Lange-Bertalot
- Navicula csaszkaae Pantocsek
- Navicula cubitus Tempère & Brun
- Navicula cucullus Pantocsek
- Navicula cuneata O'Meara
- Navicula curiosa Hustedt
- Navicula curta Hustedt
- Navicula curtisterna Lange-Bertalot
- Navicula curvilineata A. Mann
- Navicula curvipunctata Leuduger-Fortmorel
- Navicula cuspis O'Meara
- Navicula cyclops A. Mann
- Navicula cylindrata Kulikovskiy, Lange-Bertalot & Metzeltin
- Navicula cymbelliformis Cholnoky
- Navicula cymbula Donkin
- Navicula cyprinus (W. Smith) Boyer
- Navicula dahurica Skvortzov
- Navicula dailyi Reimer
- Navicula darwiniana Seddon & Witkowski
- Navicula dealpina Lange-Bertalot
- Navicula debilissima Grunow
- Navicula demerara Grunow
- Navicula demissa Hustedt
- Navicula densestriata Hustedt
- Navicula densilineolata Lange-Bertalot
- Navicula detenta Hustedt
- Navicula diagonalis Bailey
- Navicula dibola Hohn
- Navicula difficillima Hustedt
- Navicula difficillimoides Hustedt
- Navicula digitoconvergens Lange-Bertalot
- Navicula digitoradiata (Gregory) Ralfs in Pritchard
- Navicula dilucida Hustedt
- Navicula directa (W. Smith) Brébisson
- Navicula disputans Patrick
- Navicula dissipata Hustedt
- Navicula distans (W. Smith) Brébisson
- Navicula distinctastriata Hohn & Hellerman
- Navicula diversistriata Hustedt
- Navicula doehleri Lange-Bertalot
- Navicula duerrenbergiana Hustedt in Schmidt & al.
- Navicula dulcis Krasske
- Navicula dumontiae Baardseth & Taasen
- Navicula duomedia Patrick
- Navicula dystrophica Patrick
- Navicula ebor Hohn & Hellerman
- Navicula ehrlichiae Lange-Bertalot & Reichardt
- Navicula eichhorniaephila Manguin ex Kociolek & Reviers
- Navicula eidrigiana Carter
- Navicula eiowana Ehrenberg
- Navicula elaphros Hohn & Hellerman
- Navicula electrolytifuga Lange-Bertalot & U. Rumrich
- Navicula elegantissima M. Peragallo in Tempère & Peragallo
- Navicula elmorei Patrick
- Navicula elsoniana Patrick & Freese
- Navicula eponka Hohn
- Navicula erifuga Lange-Bertalot in Kammer & Lange-Bertalot
- Navicula escambia (R.M. Patrick) Metzeltin & Lange-Bertalot
- Navicula evexa Sovereign
- Navicula exilis Kützing
- Navicula exilissima Grunow in Van Heurck
- Navicula expecta VanLandingham
- Navicula fabiformis Witkowski, Riaux-Gobin & Daniszewska-Kowalczyk
- Navicula faceta Hustedt
- Navicula farta Hustedt in Schmidt & al.
- Navicula fauta Hustedt
- Navicula festiva Krasske
- Navicula feuerbornii Hustedt
- Navicula flagellifera Hustedt
- Navicula flanatica Grunow
- Navicula flandriae Van de Vijver & A. Mertens
- Navicula flatheadensis Bahls
- Navicula flavasinensis Moghadam
- Navicula flebilis Cholnoky
- Navicula flexuosa Ehrenberg
- Navicula fluens Hustedt
- Navicula fluminitica Camburn
- Navicula formenterae Cleve
- Navicula fortis (Gregory) Ralfs
- Navicula fragilarioides Krasske
- Navicula freesei Patrick & Freese
- Navicula friedelhinziae Wojtal, Ognjanova-Rumenova, Buczkó & Van de Vijver
- Navicula friesneri Reimer
- Navicula friska Carter
- Navicula fritschii Lund
- Navicula frugalis Hustedt
- Navicula fulva Ehrenberg
- Navicula fusidium Ehrenberg
- Navicula galapagoensis Seddon & Witkowski
- Navicula galloae Bahls
- Navicula gaufinii Moghadam
- Navicula geitleri Hustedt
- Navicula gelida Grunow
- Navicula genifera Schmidt
- Navicula genovefae Fusey
- Navicula gerloffii Schimanski
- Navicula germainii Wallace
- Navicula germanopolonica Witkowski & Lange-Bertalot
- Navicula geronimensis Potapova in Potapova & Charles
- Navicula gieskesii Cholnoky
- Navicula glaciei Van Heurck
- Navicula globulifera Hustedt
- Navicula glomus Carter
- Navicula goersii Bahls
- Navicula gololobovae Chudaev
- Navicula gondwana Lange-Bertalot
- Navicula gottlandica Grunow
- Navicula graciloides Mayer
- Navicula gradatoides Cholnoky
- Navicula granii (E. Jørgensen) Gran
- Navicula grasmueckii Lange-Bertalot
- Navicula gregaria Donkin
- Navicula grevilleana Hendey
- Navicula grimmei Krasske
- Navicula groschopfii Hustedt
- Navicula gurovii Pantocsek
- Navicula guttata Grunow
- Navicula gysingensis Foged
- Navicula habena Hohn & Hellerman
- Navicula hagelsteinii Hustedt
- Navicula halinae Hustedt
- Navicula hamiltonii Witkowski, Lange-Bertalot & Metzeltin
- Navicula hanseatica Lange-Bertalot & Stachura in Witkowski, Lange-Bertalot & Stachura
- Navicula hansenii M. Møller
- Navicula harderi Hustedt in Brendemühl
- Navicula hariola Cholnoky
- Navicula harmoniae Bahls
- Navicula hasta Pantocsek
- Navicula hastata Jurilj
- Navicula hastatula Lange-Bertalot & Miho
- Navicula hedinii Hustedt
- Navicula heimansii van Dam & Kooyman
- Navicula heimansioides Lange-Bertalot
- Navicula henriquesii Zimmermann
- Navicula herbstiae Metzeltin & Lange-Bertalot
- Navicula heufleri Grunow
- Navicula hintzii Lange-Bertalot
- Navicula hippodontaformis Witkowski, Riaux-Gobin & Daniszewska-Kowalczyk
- Navicula hodgeana Patrick & Freese
- Navicula hofmanniae Lange-Bertalot
- Navicula humboldtiana Lange-Bertalot & U. Rumrich
- Navicula hustedtiana Simonsen
- Navicula hyalina (Ehrenberg) Kützing
- Navicula illinoensis Ehrenberg
- Navicula imbellis Hohn & Hellerman
- Navicula imbricata Bock
- Navicula imperfecta Cleve
- Navicula impexa Hustedt
- Navicula incarum U. Rumrich & Lange-Bertalot
- Navicula incomitatus Hohn & Hellerman
- Navicula incomposita Hagelstein
- Navicula indemnis Hohn & Hellerman
- Navicula indianensis Reimer
- Navicula indicatrix VanLandingham
- Navicula inflata (Kützing) Kützing
- Navicula inflexa (Gregory) Ralfs in Pritchard
- Navicula infrenis Hohn & Hellerman
- Navicula ingapirca Lange-Bertalot & U. Rumrich
- Navicula ingenua Hustedt
- Navicula ingrata Krasske
- Navicula inpossibilis Cholnoky
- Navicula insequens Hustedt
- Navicula insulsa Metzeltin & Lange-Bertalot
- Navicula ireneae Van de Vijver, Jarlman & Lange-Bertalot
- Navicula irmengardis Lange-Bertalot
- Navicula irminae Witkowski, Riaux-Gobin & Daniszewska-Kowalczyk
- Navicula isabelensiformis Seddon & Witkowski
- Navicula isabelensiminor Seddon & Witkowski
- Navicula isabelensis Seddon & Witkowski
- Navicula isabelensoides Seddon & Witkowski
- Navicula iserentantii Lange-Bertalot & Witkowski
- Navicula jakovljevici Hustedt
- Navicula jeffreyi Hallegraef & Burford
- Navicula jentzschii Grunow
- Navicula johannrossii Giffen
- Navicula jonssonii Østrup
- Navicula kariana Grunow in Cleve & Grunow
- Navicula karsia Hohn
- Navicula kefvingensis (Ehrenberg) Kützing
- Navicula kepesii Grunow
- Navicula kincaidii Sovereign
- Navicula kisber Hohn & Hellerman
- Navicula kjellmanii (Cleve in Cleve & Grunow) Cleve
- Navicula kohlenbachii Lange-Bertalot & U. Rumrich
- Navicula kohlmaieri Lange-Bertalot
- Navicula korzeniewskii Witkowski, Lange-Bertalot & Metzeltin
- Navicula kotschyi Grunow
- Navicula krammerae Lange-Bertalot
- Navicula kuseliana Lange-Bertalot & U. Rumrich
- Navicula lacunarum Grunow
- Navicula lagerstedtii O'Meara
- Navicula lagunae Seddon & Witkowski
- Navicula lalia Hohn & Hellerman
- Navicula lanceolata (Agardh) Kützing
- Navicula lancettula Schumann
- Navicula latelongitudinalis Patrick
- Navicula laterostrata Hustedt
- Navicula lauca U. Rumrich & Lange-Bertalot
- Navicula leistikowii Lange-Bertalot
- Navicula lenzii Hustedt
- Navicula lepidissima Cleve-Euler
- Navicula leptoloba Meister
- Navicula leptorhynchus Ehrenberg
- Navicula leptostriata Jørgensen
- Navicula libellus Gregory
- Navicula libonensis Schoeman
- Navicula limata Hustedt
- Navicula lineola Grunow
- Navicula lirata Ehrenberg
- Navicula litos Hohn & Hellerman
- Navicula lohmannii Lange-Bertalot & U. Rumrich
- Navicula loibl-sittlerii E. Reichardt
- Navicula longa (Gregory) Ralfs in Pritchard
- Navicula longicephala Hustedt
- Navicula luciae Witkowski & Lange-Bertalot in Lange-Bertalot & Genkal
- Navicula lucidula Grunow
- Navicula ludloviana Schmidt
- Navicula lumbricastriata Hohn & Hellerman
- Navicula lundii Reichardt
- Navicula lusitanica Zimmermann
- Navicula lusoria Giffen
- Navicula luzonensis Hustedt
- Navicula macaronesica Lange-Bertalot
- Navicula maculata (Bailey) Edwards
- Navicula madeirensis Lange-Bertalot
- Navicula magnifica Hustedt
- Navicula mahoodii Witkowski & Witon
- Navicula maidanae Metzeltin & Lange-Bertalot
- Navicula mannii Hagelstein
- Navicula margalithii Lange-Bertalot
- Navicula martyi Lauby
- Navicula mascarenae (Coste & Ricard) Metzeltin & Lange-Bertalot
- Navicula meandrinoides Hustedt
- Navicula mediacomplexa Hohn & Hellerman
- Navicula mediahelos Hohn & Hellerman
- Navicula medicostata Reichardt
- Navicula medioconvexa Hustedt
- Navicula mediterranea Cleve & Brun
- Navicula melanesica Lange-Bertalot & Steindorf
- Navicula menaiana Hendey
- Navicula meniscoides Hustedt
- Navicula menisculus Schumann
- Navicula meniscus Schumann
- Navicula meulemansii Mertens, Witkowski & Lange-Bertalot
- Navicula mica Hohn & Hellerman
- Navicula microcari Lange-Bertalot
- Navicula microdicta Cholnoky
- Navicula microdigitoradiata Lange-Bertalot
- Navicula micropupula Cholnoky
- Navicula migma Hohn & Hellerman
- Navicula minnewaukonensis Elmore
- Navicula minthe Hohn & Hellerman
- Navicula minuscula Grunow in Van Heurck
- Navicula minuta Skvortzov
- Navicula misella Hustedt
- Navicula moenofranconica Lange-Bertalot
- Navicula mollicula Hustedt
- Navicula mollis (W. Smith) Cleve
- Navicula monmouthianastodderi Yermeloff
- Navicula montanensis Moghadam
- Navicula moskalii Metzeltin, Witkowski & Lange-Bertalot in Metzeltin & Witkowski
- Navicula mournei Patrick
- Navicula mucicola Hustedt
- Navicula mucronata Elmore
- Navicula multigramme Hohn & Hellerman
- Navicula muraloides Hustedt
- Navicula muscerda Hohn
- Navicula namibica Lange-Bertalot & U. Rumrich in U. Rumrich, Lange-Bertalot & Rumrich
- Navicula narinosa Hohn
- Navicula nasuta Giffen
- Navicula neglecta Kützing
- Navicula nemoris Hohn & Hellerman
- Navicula neoventricosa Hustedt
- Navicula nigrii De Notaris
- Navicula nimbus Hohn & Hellerman
- Navicula nipponica (Skvortzov) Lange-Bertalot
- Navicula nodulosa (Bréb.) Kützing
- Navicula nolens Simonsen
- Navicula nonana Cholnoky
- Navicula normalis Hustedt
- Navicula normaloides Cholnoky
- Navicula northumbrica Donkin
- Navicula notanda Østrup
- Navicula notha Wallace
- Navicula novaesiberica Lange-Bertalot
- Navicula nugalis Hohn & Hellerman
- Navicula oblonga (Kützing) Kützing
- Navicula oblongata Kützing
- Navicula oblongiformis Hustedt
- Navicula obtusangula (Hustedt) Simonsen
- Navicula obtuseprotracta Hustedt
- Navicula ocallii Hohn
- Navicula odiosa Wallace
- Navicula oestrupii Cleve
- Navicula ohiensis Ehrenberg
- Navicula okawangoi Cholnoky
- Navicula oligotraphenta Lange-Bertalot & G. Hofmann in Lange-Bertalot
- Navicula omega Cleve
- Navicula oppugnata Hustedt
- Navicula orangiana Patrick
- Navicula orbiculata Patrick
- Navicula ordinaria Hustedt
- Navicula oregonica Ehrenberg
- Navicula oxigua (Gregory) Müller
- Navicula paanaensis Cleve-Euler
- Navicula paca Hohn & Hellerman
- Navicula pachyptera Ehrenberg
- Navicula pagophila Grunow
- Navicula palpebralis (Brébisson) W. Smith
- Navicula palpebrulum Cholnoky
- Navicula pampeana Frenguelli
- Navicula papilioarea Witkowski, Riaux-Gobin & Daniszewska-Kowalczyk
- Navicula parablis Hohn & Hellerman
- Navicula paracari Lange-Bertalot
- Navicula parahasta Lange-Bertalot & Miho
- Navicula parapontica Witkowski, Kulikovskiy, Nevrova & Lange-Bertalot
- Navicula paratunkae Peterson
- Navicula pargemina Underwood & Yallop
- Navicula parinacota U. Rumrich & Lange-Bertalot
- Navicula parodia Hohn
- Navicula partabgarhensis Gandhi
- Navicula parthenopea H. Peragallo & M. Peragallo
- Navicula parunculus Hustedt
- Navicula parva (Ehrenberg) Ralfs in Pritchard
- Navicula parvipendata Cholnoky
- Navicula patula W. Smith
- Navicula paucivisitata Patrick
- Navicula paul-schulzii Witkowski & Lange-Bertalot
- Navicula paupercula Lange-Bertalot & U. Rumrich
- Navicula pavillardi Hustedt
- Navicula pediculus Cleve
- Navicula pelagica Cleve
- Navicula pellicola Brockmann
- Navicula pelliculosa (Kützing) Hilse
- Navicula pellucidoides Hustedt
- Navicula pennata Schmidt in Schmidt & al.
- Navicula peragalli Brun
- Navicula peratomus Hustedt
- Navicula peregrina (Ehrenberg) Kützing
- Navicula peregrinopsis Lange-Bertalot & Witkowski
- Navicula perexigua Østrup
- Navicula perhyalina Cleve-Euler
- Navicula perlatoides Hustedt
- Navicula perlucens Østrup
- Navicula perminuta Grunow in Van Heurck
- Navicula permulsa Hustedt
- Navicula perobesa Hustedt
- Navicula perotii Patrick & Freese
- Navicula perparva Hustedt
- Navicula perpendicularis Cleve-Euler
- Navicula perpicea Kulikovskiy, Lange-Bertalot & Metzeltin
- Navicula perrhombus (Hustedt) Simonsen
- Navicula perrostrata Hustedt
- Navicula perrotettii (Grunow) Cleve
- Navicula persica Rabenhorst
- Navicula pertenuis Hustedt
- Navicula pertinax Cholnoky
- Navicula perturbata Jurilj
- Navicula peterseni Hustedt
- Navicula peticolasii M. Peragallo in Tempère & M. Peragallo
- Navicula petrmarvanii Falasco & Ector
- Navicula phyllepta Kützing
- Navicula phylleptosoma Lange-Bertalot in Lange-Bertalot & Genkal
- Navicula phylleptosomaformis Seddon & Witkowski
- Navicula piercei Bahls
- Navicula pierre-comperei Lange-Bertalot & G. Hofmann
- Navicula platalea Ehrenberg
- Navicula platystoma Ehrenberg
- Navicula platyventris F. Meister
- Navicula pletura Hohn
- Navicula plicata Donkin
- Navicula podzorskii Lange-Bertalot
- Navicula polaris Lagerstedt
- Navicula pontica (Mereschkowsky) Witkowski, Kulikovskiy, Nevrova & Lange-Bertalot
- Navicula porifera Hustedt
- Navicula potzgeri Reimer
- Navicula praedicabilis Simonsen
- Navicula praedii Cholnoky
- Navicula praeterita Hustedt
- Navicula pragma Hohn & Hellerman
- Navicula pseudoarvensis Hustedt
- Navicula pseudobryophila Hustedt
- Navicula pseudofrickia Patrick
- Navicula pseudokotschyi Lange-Bertalot in Kammer & Lange-Bertalot
- Navicula pseudolacertosa Cholnoky
- Navicula pseudolanceolata Lange-Bertalot
- Navicula pseudonivalis Bock
- Navicula pseudopalebralis Hendey
- Navicula pseudopelliculosa Manguin
- Navicula pseudoppugnata Lange-Bertalot & Miho
- Navicula pseudoreinhardtii Patrick
- Navicula pseudosalinarioides Giffen
- Navicula pseudosilicula Hustedt
- Navicula pseudotenelloides Krasske
- Navicula pseudoventralis Hustedt
- Navicula punctata Donkin
- Navicula quadripartita Hustedt
- Navicula quadripedis Cleve-Euler
- Navicula quarnerensoides Hustedt
- Navicula quasidisjuncta Lange-Bertalot & U. Rumrich
- Navicula quechua Lange-Bertalot & U. Rumrich
- Navicula rabenhorstii Ralfs
- Navicula radians Héribaud
- Navicula radiosa Kützing
- Navicula radiosafallax Lange-Bertalot
- Navicula radiosiola Lange-Bertalot
- Navicula radiostriata (Hustedt) Simonsen
- Navicula rainierensis Sovereign
- Navicula rajmundii Witkowski, Lange-Bertalot & Metzeltin
- Navicula rakowskae Lange-Bertalot
- Navicula ramosissima (Agardh) Cleve
- Navicula ranomafanensis (Manguin) Metzeltin & Lange-Bertalot
- Navicula recava Hohn & Hellerman
- Navicula recens Lange-Bertalot in Krammer & Lange-Bertalot
- Navicula recurva (F. Meister) Witkowski, Lange-Bertalot & Metzeltin
- Navicula recurvata Gran
- Navicula reichardtiana Lange-Bertalot in Lange-Bertalot & Krammer
- Navicula reinhardtii (Grunow) Grunow
- Navicula retusa Donkin
- Navicula rhodana Hohn & Hellerman
- Navicula rhynchocephala Kützing
- Navicula rhynchotella Lange-Bertalot
- Navicula ricardae Lange-Bertalot
- Navicula riediana Lange-Bertalot & U. Rumrich in U. Rumrich, Lange-Bertalot & Rumrich
- Navicula riotecensis Metzeltin & Lange-Bertalot
- Navicula rivalis Hohn & Hellerman
- Navicula rivulorum Lange-Bertalot & U. Rumrich
- Navicula rolandii Wunsam, Witkowski & Lange-Bertalot
- Navicula rostellata Kützing
- Navicula rotaeana (Rabenh.) Grunow in Van Heurck
- Navicula rotesta Carter
- Navicula rugula Hohn & Hellerman
- Navicula rumaniensis Hustedt
- Navicula runtuensis Cholnoky
- Navicula rusticensis Lobban
- Navicula sabiniana Patrick
- Navicula sagitta Hohn & Hellerman
- Navicula salinarum Grunow
- Navicula salinicola Hustedt
- Navicula sanctaecrucis Østrup
- Navicula sanctamargaritae Beauger
- Navicula saugerii Desmazieres
- Navicula savannahiana Patrick
- Navicula scabellum Hustedt
- Navicula scalprum Kützing
- Navicula scaniae Van de Vijver, Jarlman & Lange-Bertalot
- Navicula schaarschmidtii Pantocsek
- Navicula schadei Krasske
- Navicula schmassmannii Hustedt
- Navicula schroeteri F. Meister
- Navicula schweigeri Bahls
- Navicula scintillosa Manguin
- Navicula scoliopleuroides Quint
- Navicula scoresbyi Foged
- Navicula scottiae Cholnoky
- Navicula scutula Hohn
- Navicula scutum Schumann
- Navicula secreta Pantocsek
- Navicula seibigiana Lange-Bertalot
- Navicula semen Ehrenberg
- Navicula semenoides Hustedt
- Navicula semidiversa Manguin
- Navicula seminularia Cholnoky
- Navicula seminuloides Hustedt
- Navicula septata Hustedt
- Navicula septenaria Bailey
- Navicula septentrionalis (Grunow) Gran
- Navicula sequens Barber & Carter
- Navicula serena Frenguelli
- Navicula sericea Cholnoky
- Navicula setanensis Okuno
- Navicula setschwanensis Skuja
- Navicula setzeri Patrick & Freese
- Navicula severascens Cholnoky
- Navicula sibirica (Grunow in Cleve & Möller) Cleve
- Navicula sieminskiae Lange-Bertalot & Witkowski
- Navicula sigma Ehrenberg
- Navicula silens Cholnoky
- Navicula silicea Skvortzov
- Navicula silvahercynia Lange-Bertalot
- Navicula silvatica Cholnoky
- Navicula silvestrina Zanon
- Navicula silvicola Cholnoky
- Navicula simplex Krasske
- Navicula simplus F. Meister
- Navicula simula Patrick
- Navicula singularis Schmidt
- Navicula sitiens Cholnoky
- Navicula sjoersii Busse & Snoeus
- Navicula skabitchewskyayae Kulikovskiy, Lange-Bertalot & Metzeltin
- Navicula skabitschewsky Sabelina
- Navicula skalenastriata Hohn
- Navicula skiftei Foged
- Navicula slesvicensis Grunow in Van Heurck
- Navicula smeerenburgensis Foged
- Navicula sorella Hohn & Hellerman
- Navicula sovereignii Bahls
- Navicula spicula (Hickie) Cleve
- Navicula spirata Hustedt
- Navicula splendicula VanLandingham
- Navicula spuria Cleve
- Navicula stachurae Witkowski, Lange-Bertalot & Metzeltin
- Navicula staffordiae Bahls
- Navicula stankovicii Hustedt
- Navicula starmachii Witkowski & Lange-Bertalot
- Navicula starmachioides (Witkowski & Lange-Bertalot) Witkowski & Lange-Bertalot in Metzeltin & Witkowski
- Navicula staurifera Thomas in Thomas & Chase
- Navicula stompsii Cholnoky
- Navicula streckerae Lange-Bertalot & Witkowski in Witkowski & al.
- Navicula striolata (Grunow) Lange-Bertalot
- Navicula structa Lange-Bertalot & Steindorf
- Navicula subadnata Hustedt
- Navicula subagnita Proschkina-Lavrenko
- Navicula subalpina Reichardt
- Navicula subapiculata (Grunow in Cleve & Grunow) Hustedt
- Navicula subarvensis Hustedt
- Navicula subconcentrica Lange-Bertalot
- Navicula subcontenta Hustedt
- Navicula subdiffusa Hustedt
- Navicula subelata Gandhi
- Navicula subexilissima Carter
- Navicula subfasciata Patrick
- Navicula subhexagona Hustedt
- Navicula subinflatoides Hustedt
- Navicula subnympharum Hustedt
- Navicula subocculta Hustedt
- Navicula subrhynchocephala Hustedt
- Navicula subrostellata Hustedt
- Navicula subrotundata Hustedt
- Navicula subseminulum Hustedt in Brendemühl
- Navicula subsulcata Hustedt
- Navicula subvasta Carter
- Navicula subwalkeri Bahls & Potapova
- Navicula superba Cleve
- Navicula supergregaria Lange-Bertalot & U. Rumrich in U. Rumrich, Lange-Bertalot & Rumrich
- Navicula supleeorum Bahls
- Navicula suprinii Gerd Moser, Lange-Bertalot & Metzeltin
- Navicula swaniana Moghadam
- Navicula symmetrica Patrick
- Navicula syvertsenii Witkowski, Metzeltin & lange-Bertalot in Metzeltin & Witkowski
- Navicula szlachetkoi Witkowski, Riaux-Gobin & Daniszewska-Kowalczyk
- Navicula taedens Cholnoky
- Navicula taedia Wallich
- Navicula tanakae Fukushima, Ko-Bayashi & Yoshitake
- Navicula taraxa Hohn & Hellerman
- Navicula tenelloides Hustedt
- Navicula tentata Cholnoky
- Navicula tenuipunctata Hustedt
- Navicula tenuis Krasske
- Navicula texana Patrick
- Navicula thermes Elmore
- Navicula thienemannii Hustedt
- Navicula torifera Hustedt
- Navicula tracery Hohn & Hellerman
- Navicula transistantioides Foged
- Navicula transitans Cleve
- Navicula transversa Bory
- Navicula tridentula Krasske
- Navicula trigonocephala Cleve
- Navicula trilatera Bahls
- Navicula tripunctata (O.F. Müller) Bory
- Navicula trivialis Lange-Bertalot
- Navicula trophicatrix Lange-Bertalot in Lange-Bertalot & Metzeltin
- Navicula tropicoidea Witkowski, Metzeltin & Lange-Bertalot
- Navicula tulugakii Carter
- Navicula turris Hustedt in Schmidt & al.
- Navicula ultratenelloides Lange-Bertalot
- Navicula umbra Hohn & Hellerman
- Navicula uniseriata Østrup
- Navicula upsaliensis (Grunow) M. Peragallo
- Navicula upupensis Cholnoky
- Navicula utlandshoerniensis VanLandingham
- Navicula valida Cleve & Grunow
- Navicula vandamii Schoeman & Archibald
- Navicula vaneei Lange-Bertalot in Witkowski, Lange-Bertalot & Stachura
- Navicula vanhoeffenii Gran
- Navicula vanidica Cholnoky
- Navicula vara Hustedt in Schmidt
- Navicula varians Gregory
- Navicula vekhovii Lange-Bertalot & Genkal
- Navicula venerablis Hohn & Hellerman
- Navicula veneta Kützing
- Navicula vilaplanii (Lange-Bertalot & Sabater) Lange-Bertalot & Sabater in Rumrich & al.
- Navicula viminea Hustedt
- Navicula viminoides Giffen
- Navicula viridula (Kützing) Ehrenberg
- Navicula viridulacalcis Lange-Bertalot
- Navicula virihensis Cleve-Euler
- Navicula visitanda Carter
- Navicula vocanica Bahls & Potapova
- Navicula vulpina Kützing
- Navicula walkeri Sovereign
- Navicula wardii Patrick
- Navicula wasmundii Witkowski, Metzeltin & Lange-Bertalot
- Navicula weberi Bahls
- Navicula wellingtonia Cholnoky
- Navicula whitefishensis Bahls
- Navicula wiesneri Lange-Bertalot
- Navicula wiktoriae Witkowski & Lange-Bertalot
- Navicula wildii Lange-Bertalot
- Navicula willisiae Seddon & Witkowski
- Navicula winona Bahls
- Navicula witkowskii Lange-Bertalot, Iserentant & Metzeltin
- Navicula woltereckii Hustedt
- Navicula wunsamiae Witkowski, Lange-Bertalot & Metzeltin
- Navicula wygaschii Lange-Bertalot
- Navicula yorkensis Camburn
- Navicula zanoni Hustedt
- Navicula zeta Cleve
- Navicula zostereti Grunow

Selon World Register of Marine Species (5 mars 2021) :
- Navicula abaujensis Pantocsek, 1889
- Navicula abbottii Cholnoky & Claus, 1961
- Navicula abbreviata Grunow in Cleve & Grunow, 1880
- Navicula abdita Krasske, 1929
- Navicula abducta Manguin, 1952
- Navicula abelioensis Foged, 1966
- Navicula aberantior R.Simonsen, 2012
- Navicula aberrans Cleve-Euler, 1953
- Navicula aberrans Simonsen, 1960
- Navicula abica Carter, 1966
- Navicula abnormalis De Toni, 1891
- Navicula abnormis Castracane, 1886
- Navicula abnormis Grunow in Cleve & Möller, 1878
- Navicula abnormis Grunow, 1880
- Navicula abonuensis Foged, 1966
- Navicula abraensis Foged, 1966
- Navicula abrupta (W.Gregory) Donkin, 1870
- Navicula abruptoides Hustedt, 1964
- Navicula abscondita Hustedt, 1939
- Navicula absoluta Hustedt, 1950
- Navicula abstrusa Hustedt, 1939
- Navicula abuensis Foged, 1966
- Navicula abunda Hustedt, 1955
- Navicula abundoides Cholnoky, 1963
- Navicula abyssinica Grunow, 1886
- Navicula acacia Harting, 1852
- Navicula accedens Hustedt, 1954
- Navicula acceptata Hustedt, 1950 †
- Navicula acceptata sensu Foged, 1962
- Navicula accommoda Hustedt in Messikommer, 1950
- Navicula accomoda sensu Foged, 1958
- Navicula accurata Hustedt, 1950
- Navicula acephala Héribaud, 1903
- Navicula acephala Schoeman, 1973
- Navicula achnanthoides Skvortzow, 1936
- Navicula achnanthoides Østrup, 1902
- Navicula achthera M.H.Hohn & Hellerman, 1963
- Navicula acidobionta Lange-Bertalot in Lange-Bertalot & Krammer, 1989
- Navicula acidobiontica T.Wanatabe, 2004
- Navicula acidophila Cholnoky, 1958
- Navicula acnjnjnjus Ehrenberg, 1835
- Navicula acrosphaeria A.Schmidt, 1875
- Navicula actinota Andrews, 1970
- Navicula acuminata sensu Wolle, 1890
- Navicula acus Cleve in Cleve & Grunow, 1880
- Navicula acuta Bory, 1822
- Navicula acuta Kützing, 1844
- Navicula acuta Meister, 1919
- Navicula acuta Meister, 1934 (1935)
- Navicula acuta Schütt, 1896
- Navicula acuta Skvortzov, 1937
- Navicula acuticuneata D. Metzeltin, H. Lange-Bertalot & F. García-Rodríguez, 2005
- Navicula acuticuneatula D. Metzeltin, H. Lange-Bertalot & F. García-Rodríguez, 2005
- Navicula acutirostris Hustedt, 1944
- Navicula acutissima Hustedt in Schmidt & al., 1934
- Navicula adakensis M.Hein
- Navicula adamata Hustedt, 1952
- Navicula adami Pantocsek, 1902
- Navicula adampeensis Foged, 1966
- Navicula adamsii Cholnoky, 1965
- Navicula addaae Pantocsek, 1903
- Navicula addicta Hustedt, 1966
- Navicula adhaerens Mereschkovsky, 1901
- Navicula admenda M.H.Hohn & Hellerman, 1963
- Navicula admissa Hustedt, 1955
- Navicula adnata Hustedt, 1937
- Navicula adnatoides Cholnoky, 1963
- Navicula adnatus Heiden & Kolbe, 1928
- Navicula adriatica Grunow, 1860
- Navicula adsidua Archibald, 1971
- Navicula adumbrata Cholnoky, 1961
- Navicula adumbrata M.H.Hohn & Hellerman, 1963
- Navicula advena A.Schmidt, 1875
- Navicula adversa Krasske, 1938
- Navicula adversatrix Pantocsek, 1913
- Navicula aedifex Pantocsek, 1913
- Navicula aegyptiaca De Toni, 1891
- Navicula aegyptiaca Zalat
- Navicula aegyptica Salah, 1955
- Navicula aemilia Forti, 1913
- Navicula aemula Grunow
- Navicula aequatorialis Heiden in Heiden & Kolbe, 1928
- Navicula aequinoctialis Montagne, 1850
- Navicula aequorea Hustedt, 1939
- Navicula aerophila Krasske, 1932
- Navicula aestimata Hustedt, 1964
- Navicula aestuarii Brébisson ex Kützing, 1849
- Navicula aestuarii Cleve
- Navicula affinis Ehrenberg, 1843
- Navicula affinis sensu Gregory, 1854
- Navicula affinis sensu W. Smith, 1853
- Navicula affirmata Leuduger-Fortmorel, 1879
- Navicula africana Ehrenberg, 1839
- Navicula africana Hustedt, 1910
- Navicula africana Petit, 1876
- Navicula afroalpina Gasse, 1978
- Navicula agatkae Witkowski
- Navicula agellus Ehrenberg, 1840
- Navicula aggerica E.Reichardt, 1982
- Navicula aggesta Hustedt, 1966
- Navicula aglaos Hohn, 1966
- Navicula agma M.H.Hohn & Hellerman, 1963
- Navicula agmastriata Hohn & Hellerman, 1966
- Navicula agnewii Cholnoky, 1962
- Navicula agnita Hustedt, 1955
- Navicula agnita Hustedt, 1966
- Navicula agrestiformis H.P.Gandhi ex Karthick, 2020
- Navicula agrestis Hustedt, 1936
- Navicula agulhasica Cholnoky, 1959
- Navicula ahmedabadensis VanLandingham, 1975
- Navicula aikenensis Patrick, 1959
- Navicula airdevronsixii D.E. Kellogg, M. Stuiver, T.B. Kellogg & G.H. Denton, 1980
- Navicula aitchelbee L.L.Bahls, 2012
- Navicula ajajensis Skabichevskii, 1936
- Navicula ajenaensis Foged, 1966
- Navicula akebergii
- Navicula aketechiensis Foged, 1966
- Navicula akimensis Foged, 1966
- Navicula aktinoides Skuja, 1937
- Navicula alandica
- Navicula alaskana Patrick & Freese, 1961
- Navicula alata Cleve in Cleve & Moller, 1882
- Navicula albanica Krenner, 1926
- Navicula albinensis Grunow, 1884
- Navicula albinensis sensu Cleve-Euler, 1939
- Navicula alea M.H.Hohn & Hellerman, 1963
- Navicula aleemi Hustedt in Hustedt & Aleem, 1951
- Navicula aleemii Hustedt, 1951
- Navicula aleksandrae Lange-Bertalot, Bogaczewicz-Adamczak & Witkowski, 2003
- Navicula algeriensis Montagne, 1846
- Navicula algida Grunow, 1884
- Navicula algor M.H.Hohn & Hellerman, 1963
- Navicula alineae Lange-Bertalot, 2000
- Navicula allista Hohn & Hellerman, 1966
- Navicula allorgei É.Manguin, 1952
- Navicula alluviana Heiden, 1900
- Navicula alpha Cholnoky, 1955
- Navicula alpha Cleve, 1893
- Navicula alpha Heinzerling, 1908
- Navicula alternans Schumann, 1867
- Navicula alterofasciata Kooijman, 1982
- Navicula altiplanensis U.Rumrich & Lange-Bertalot
- Navicula amabilis Hustedt, 1966
- Navicula ambigua Smith in A. Schmidt, 1897
- Navicula ambigua sensu Pantocsek, 1902
- Navicula americana F.W. Mills, 1934
- Navicula amerinda Carter, 1966
- Navicula amica Cleve & Grunow in Cleve, 1881
- Navicula amici E.M. Nelson, 1910
- Navicula amicii E.M. Nelson, 1911
- Navicula amicii J.W. Bailey, 1851
- Navicula amicorum Grunow
- Navicula ammophila Grunow, 1862
- Navicula amnicola M.H.Hohn & Hellerman, 1963
- Navicula amoena Cleve manuscript in Cleve, 1894
- Navicula amoena Manguin ex Kociolek & Reviers, 1996
- Navicula amoenaeformis Manguin, 1964
- Navicula amphibia Jousé, 1939
- Navicula amphibola Cleve, 1891
- Navicula amphiceropsis Lange-Bertalot & Rumrich, 2000
- Navicula amphilepta Ehrenberg, 1857
- Navicula amphioxys Ehrenberg, 1843
- Navicula amphioxys sensu Kützing, 1844
- Navicula amphioxys sensu Westendorp, 1845-1859
- Navicula amphipleuroides Hustedt, 1955
- Navicula amphirrhina Ehrenberg, 1842
- Navicula amphirynchus sensu Donkin, 1871
- Navicula amphisbaena Bory de Saint Vincent, 1824
- Navicula amphisbaena sensu W. Smith, 1853
- Navicula amphisphenia Ehrenberg, 1843
- Navicula amphora Brun, 1891
- Navicula amphora Ehrenberg, 1832
- Navicula amphoroides O'Meara, 1867
- Navicula amplectens Hustedt in Schmidt & al., 1934
- Navicula amygdalina Hustedt in Schmidt & al., 1936
- Navicula anassae Cholnoky, 1957
- Navicula anatis Hohn & Hellerman, 1963
- Navicula anca J.R.Carter, 1964
- Navicula ancilla Hendey, 1964
- Navicula ancora Weisse in Eichwald, 1844
- Navicula ancyli Fontell in manus. Cleve-Euler, 1953
- Navicula anderabensis Foged, 1959
- Navicula anderssonii Cleve, 1881
- Navicula andesitica Pantocsek, 1889
- Navicula andium Frenguelli, 1942
- Navicula andranokelyna Manguin, 1949
- Navicula andrussowii Pantocsek, 1902
- Navicula anenuta Fusey, 1953
- Navicula angarae D.Metzeltin, M.S.Kulikovskiy & H.Lange-Bertalot, 2012
- Navicula angelica Ralfs, 1861
- Navicula angelorum Cleve
- Navicula angleana Lauby, 1910
- Navicula anglica sensu Donkin, 1871
- Navicula anglophila Lange-Bertalot, 1987
- Navicula angolensis Cholnoky, 1966
- Navicula angulata Quekett, 1848
- Navicula angulosa Gregory, 1856
- Navicula angulosa sensu Cleve-Euler, 1915
- Navicula angusta Grunow, 1860
- Navicula angustata Ehrenberg, 1842
- Navicula angustata Ehrenberg, 1843
- Navicula angustefasciata Østrup, 1920
- Navicula angustissima Hustedt in Schmidt & al., 1934
- Navicula anhuiensis Yang, 1994
- Navicula ankobraensis Foged, 1966
- Navicula anna Hendey, 1973
- Navicula annexa Hustedt, 1966
- Navicula anopaia Cholnoky, 1961
- Navicula antarctica Frenguelli, 1960
- Navicula antarctica Karsten, 1905
- Navicula antediluviana Hustedt, 1955 †
- Navicula anthracis Cleve & Brun in Brun & Tempère, 1889
- Navicula antinitescens M.Peragallo, 1908
- Navicula antiqua Cleve-Euler, 1932
- Navicula antiqua Grunow in Cleve & Möller, 1878
- Navicula antiqua Schmidt ex Cleve & Möller, 1879
- Navicula antiqua Skvortzow, 1937
- Navicula antonii Lange-Bertalot, 2000
- Navicula antonioides Van de Vijver, Jarlman & Lange-Bert., 2010
- Navicula antverpiensis Van de Vijver & Lange-Bert., 2009
- Navicula aoboensis
- Navicula aokebergii Cleve-Euler, 1953
- Navicula aperta Frenguelli, 1923
- Navicula aperta Guermeur, 1954
- Navicula aperta Schumann, 1867
- Navicula apiculata Brébisson, 1854
- Navicula apiculata Cleve-Euler, 1949
- Navicula apiculata sensu Donkin, 1871
- Navicula apiculata sensu Gregory, 1856
- Navicula apiculatoreinhardtii M.B.Edlund & N.Soninkhishig, 2009
- Navicula apis sensu Donkin, 1871
- Navicula apis sensu Schmidt, 1872
- Navicula appendiculata Rabenhorst, 1853
- Navicula appendiculata sensu Pantocsek, 1892
- Navicula applanata Hustedt, 1964
- Navicula applicita Hustedt, 1964
- Navicula applicitoides Hustedt, 1964
- Navicula apposita Hustedt, 1954
- Navicula approximata sensu Hendey, 1958
- Navicula approximatella Hustedt
- Navicula approximatoides Hustedt, 1987
- Navicula apsteinii Pantocsek, 1902
- Navicula apta Hustedt, 1955
- Navicula aquaeductae (Krasske) Krasske, 1925
- Navicula aquaeducti
- Navicula aquaedurae Lange-Bertalot, 1993
- Navicula aquintaniae
- Navicula aquosa Archibald, 1966
- Navicula arabica Grunow ex A.Schmidt, 1875
- Navicula aradina Pantocsek, 1892
- Navicula arata Grunow, 1882 †
- Navicula arata sensu Cleve-Euler in Backman & Cleve-Euler, 1922
- Navicula arata sensu Hustedt, 1937
- Navicula araucaniana Frenguelli, 1934
- Navicula arcana Pantocsek, 1913
- Navicula archeriana O'Meara, 1874
- Navicula archibaldiana Foged, 1975
- Navicula arctica Cleve, 1873
- Navicula arctissima Schmidt
- Navicula arctotenelloides Lange-Bertalot & Metzeltin, 1996
- Navicula arcuata Heiden, 1928
- Navicula arcuata Pantocsek, 1892 †
- Navicula arcus Ehrenberg, 1836
- Navicula ardis Hohn, 1966
- Navicula ardua Mann, 1907
- Navicula arenaria Donkin, 1861
- Navicula arenariaeformis Pantocsek, 1889
- Navicula arenicola Grunow, 1882
- Navicula arenicola sensu Cleve-Euler in Backman & Cleve-Euler, 1922
- Navicula arenosa Lauby, 1909
- Navicula arenula M.H.Hohn & Hellerman, 1963
- Navicula areolata Hustedt, 1952
- Navicula areschougiana Grunow
- Navicula argestris Hustedt, 1937
- Navicula arguens Skvortzow, 1937
- Navicula argunensis Skvortzow, 1938
- Navicula argutiola M.H.Hohn & Hellerman, 1963
- Navicula argutula Hustedt, 1955
- Navicula arida Bock, 1963
- Navicula ariiensis H.Okuno, 1952 †
- Navicula arkona Lange-Bertalot & Witkowski, 2001 †
- Navicula armata J.R.Carter, 1964
- Navicula armoricana Amossé, 1932
- Navicula arraniensis O'Meara, 1875
- Navicula artemidis Cholnoky, 1957
- Navicula artificiosa Heiden in Heiden & Kolbe, 1928
- Navicula arvensiformis Carter, 1970
- Navicula arvensis Hustedt, 1937
- Navicula arvensoides Hustedt, 1945
- Navicula arverna M.Peragallo & Héribaud-Joseph, 1893
- Navicula asanwinsoensis Foged, 1966
- Navicula ascensionensis Van de Vijver, Wilfert, D.M. John & Lange-Bertalot, 2018
- Navicula asellus Weinhold ex Hustedt, 1934
- Navicula ashantiensis Foged, 1966
- Navicula asiatica Meister, 1934 (1935)
- Navicula asklepieionensis Foged, 1982
- Navicula aspeitiaae Pantocsek, 1913
- Navicula aspera Ehrenberg, 1840
- Navicula aspera sensu Donkin, 1872
- Navicula aspera sensu Schmidt in Schmidt & al., 1876
- Navicula aspergilla Carter & Denny, 1992
- Navicula aspersa Hustedt, 1966
- Navicula associata Lange-Bertalot, 2001 †
- Navicula assula Cholnoky, 1963
- Navicula assuloides Giffen, 1973
- Navicula astrolabensis Hendey, 1937
- Navicula astutus Fontell in manus., Cleve-Euler, 1953
- Navicula asymbasia M.H.Hohn & Hellerman, 1963
- Navicula asymetrica Pantocsek, 1892
- Navicula asymmetrica Cleve, 1883
- Navicula atacamae Hustedt, 1927
- Navicula atacamana Patrick, 1961
- Navicula atalos Hohn, 1966
- Navicula atasensis Simonsen, 1987
- Navicula athenae A. Witkowski, H. Lange-Bertalot & D. Metzeltin, 2000
- Navicula atomarius Skvortzow, 1936
- Navicula atomus sensu Boye Petersen, 1915
- Navicula atomus sensu Schumann, 1864
- Navicula attwoodii M. Peragallo in Tempère & Peragallo, 1908
- Navicula atwateri Seddon, Witkowski & Hemphill-Haley, 2011
- Navicula aubertii Héribaud in Héribaud & al., 1920
- Navicula aucklandica Grunow, 1863
- Navicula aueri Krasske, 1949
- Navicula augustissima Hustedt, 1935
- Navicula aulacophaena Ehrenberg, 1854
- Navicula aurangabadensis Sarode & Kamat, 1984
- Navicula aurantiaca Schoeman, 1973
- Navicula auriculata Hustedt, 1944
- Navicula aurora Sovereign, 1958
- Navicula australasiatica Y.Li & Metzeltin iin Li & al., 2020
- Navicula australoceanica A.Witkowski, C.Riaux-Gobin & G.Daniszewska-Kowalczyk, 2010
- Navicula australomediocris Lange-Bertalot & R.Schmidt, 1990
- Navicula australoshetlandica Van de Vijver, 2011
- Navicula austrocollegarum Lange-Bertalot & R.Voigt, 2001
- Navicula austroshetlandica Carlson, 1913
- Navicula avenacea sensu Pantocsek, 1902
- Navicula avenaceoides H.P.Gandhi, 1964
- Navicula avium (Tiffany, Herwig & Sterrenburg in Sterrenburg & al.) Yuhang Li & Kuidong Xu, 2017
- Navicula avonensis Round, 1966
- Navicula baardsethii Cleve-Euler, 1949
- Navicula baccata Brun in Brun & Tempère, 1889
- Navicula bachmannii Hustedt, 1961
- Navicula bacillifera Pantocsek, 1889
- Navicula bacilliformis Grunow, 1880
- Navicula bacilloides Hustedt, 1945
- Navicula bacillum Ehrenberg, 1839
- Navicula bacillum sensu Gregory, 1856
- Navicula bacterium Frenguelli, 1923
- Navicula bacula M.H.Hohn & Hellerman, 1963
- Navicula baculus Cleve, 1883
- Navicula baddensis Gasse, 1978
- Navicula bahiensis Zimmermann, 1918
- Navicula bahuensoides Foged, 1975
- Navicula bahusiensis sensu Cleve-Euler, 1915
- Navicula bahusiensis sensu Ostrup, 1895
- Navicula baicalcollegarum Kulikovskiy & Lange-Bertalot, 2012
- Navicula baicalconcentrica M.S.Kulikovskiy, H.Lange-Bertalot & D.Metzeltin, 2012
- Navicula baicalensis Skvortzov & Meyer, 1928
- Navicula baicalirmengardis Kulikovskiy Lange-Bertalot & Metzeltin, 2012
- Navicula baicalofrigidicola D.Metzeltin, M.S.Kulikovskiy & H.Lange-Bertalot, 2012
- Navicula baicalogracilis M.S.Kulikovskiy, H.Lange-Bertalot & D.Metzeltin, 2012
- Navicula baicaloradiosa Kulikovskiy Lange-Bertalot & Metzeltin, 2012
- Navicula baileyana Grunow ex A.Schmidt, 1874
- Navicula baileyensis Grunow in Cleve & Möller, 1879
- Navicula baileyi Cholnoky, 1968
- Navicula baileyi Ehrenberg
- Navicula bainii Cholnoky, 1962
- Navicula bakiana A.Witkowski & Lange-Bertalot, 2009
- Navicula bakievae Metzeltin, Kulikovskiy & Lange-Bertalot, 2012
- Navicula balatonis Pantocsek, 1902
- Navicula balcanica Hustedt in Schmidt & al., 1934
- Navicula baldjickiensis Heiden, 1905
- Navicula baleyana
- Navicula balliformis Mereschkowsky, 1903
- Navicula baltica Ehrenberg, 1838
- Navicula baltica Grunow in A. Schmidt, 1874
- Navicula bamboiensis Foged, 1966
- Navicula bannajensis Boye Petersen, 1946
- Navicula bansoensis Foged, 1966
- Navicula barbadense Vickers, 1905
- Navicula barbara Heiden, 1928
- Navicula barbarica Hustedt, 1949
- Navicula barberi Hendey, 1964
- Navicula barberiana Foged, 1979
- Navicula barbitos A.Schmidt, 1888
- Navicula barclayana Gregory, 1857
- Navicula barentsii Foged, 1964
- Navicula barkeriana O'Meara, 1875
- Navicula barodensis H.P.Gandhi ex Karthick, 2020
- Navicula barrowiana Patrick & Freese, 1961
- Navicula bartholomei Cleve, 1878
- Navicula basaltaeformis
- Navicula basaltaeproxima J.Brun & Héribaud-Joseph
- Navicula basilica Brun, 1891
- Navicula basilica Pantocsek, 1892
- Navicula bastianii M.Peragallo, 1909
- Navicula bastowii Hustedt, 1955
- Navicula bauemleri Pantocsek
- Navicula bawdiaensis Foged, 1966
- Navicula bdesma Hohn, 1961
- Navicula beaufortiana Hustedt, 1955
- Navicula beccariana Grunow, 1886
- Navicula beckii Pantocsek, 1889
- Navicula beketowii Mereschkowsky, 1902
- Navicula bella Hustedt, 1937
- Navicula bella Karajeva, 1964
- Navicula bellatii Frenguelli, 1953
- Navicula belliatula Archibald, 1971
- Navicula bellissima Hustedt, 1966
- Navicula bendaensis Schrader & Fenner, 1976
- Navicula bengalensis Grunow in Schmidt & al., 1875
- Navicula bergenensis Hohn, 1952
- Navicula bergeni Hohn, 1952
- Navicula bergeri
- Navicula bergii Cleve-Euler, 1953
- Navicula berriati Héribaud-Joseph
- Navicula bertelsenii Foged, 1966
- Navicula bertrandi Lauby, 1910
- Navicula besarensis Giffen, 1980
- Navicula beta Cleve, 1895
- Navicula biaculeata Cleve-Euler, 1949
- Navicula biagnita Simonsen, 1987
- Navicula biakensis Cholnoky, 1963
- Navicula bialbata H. Peragallo & M. Peragallo, 1898
- Navicula biblos Cleve, 1891
- Navicula bicapitata Hajós, 1959
- Navicula bicapitata Heiden & Kolbe, 1928
- Navicula bicapitata Jousé, 1936
- Navicula bicapitata O'Meara, 1875
- Navicula bicapitata sensu G.S. West, 1909
- Navicula bicapitellata Hustedt, 1925
- Navicula bicarinata Ehrenberg
- Navicula bicephala Hustedt, 1952
- Navicula bicephaloides Van de Vijver & Zidarova, 2011
- Navicula biceps Bory, 1827
- Navicula biceps sensu Schmidt in Schmidt & al., 1876
- Navicula biceps sensu Schmidt in Schmidt & al., 1877
- Navicula biclavata Cleve & Grove, 1891
- Navicula biconfusa VanLandingham, 1975
- Navicula biconica Patrick, 1959
- Navicula biconifera Morren, 1835
- Navicula biconstricta Grove & Sturt, 1887
- Navicula biconstricta Grunow, 1878
- Navicula bicontracta sensu Hustedt, 1930
- Navicula bicontracta Østrup, 1902
- Navicula bicuneata Grunow, 1860
- Navicula bicuneolus Metzeltin & Lange-Bertalot, 1998
- Navicula bicurvata De Toni, 1891
- Navicula bicuspidata Cleve & Grunow in Cleve, 1881
- Navicula biddulphioides Hustedt, 1966
- Navicula bidentula J.B.Petersen, 1928
- Navicula bievexa Hohn, 1961
- Navicula bifax Hohn & Hellerman, 1966
- Navicula bifissa Schmidt in Schmidt & al., 1897
- Navicula bifrons Ehrenberg, 1833
- Navicula bifurcatula Hustedt, 1964
- Navicula bigemmata Mann, 1925
- Navicula bigibba J.Y.Chen & H.Z.Zhu
- Navicula biglobosa Schumann, 1867
- Navicula bihastata A.Mann, 1924
- Navicula bilineata Schumann, 1862
- Navicula bilobata Leuduger-Fortmorel, 1879
- Navicula bimaculata Pantocsek, 1889
- Navicula binaria Schmidt in Schmidt & al., 1875
- Navicula binocularis Smejev, 1872
- Navicula binodulosa Sullivan & Reimer, 1975
- Navicula bintila Carter & Denny, 1982
- Navicula binziana T.Marsson, 1900
- Navicula bipatens Heiden, 1906
- Navicula bipectinalis Schumann, 1867
- Navicula bipennata
- Navicula bipodis
- Navicula bipunctata Bory, 1827
- Navicula bipunctata Grunow in Van Heurck, 1880
- Navicula bipunctata O'Meara, 1872
- Navicula bipustulata Mann, 1925
- Navicula birhis Hohn, 1961
- Navicula birostrata Gregory, 1855
- Navicula biscalaris Brebisson in litt., Janisch ex W. Smith, 1856
- Navicula biseriata Brockmann, 1952
- Navicula biseriata Petit, 1877
- Navicula bishti Singh, Nautiyal & Vimal, 1976
- Navicula biskanteri Hustedt, 1939
- Navicula bita Hohn, 1961
- Navicula bitruncata Turpin, 1816-1830
- Navicula bituminosa Pantocsek
- Navicula bjoernoeyaensis D.Metzeltin, A.Witkowski & Lange-Bertalot, 1996
- Navicula blasii Frenguelli, 1938
- Navicula blazencicae Z. Levkov & S. Krstic in Levkov, Krstic, Metzeltin & Nakov, 2007
- Navicula blazenciciae Z.Levkov & S.Krstic, 2007
- Navicula bleischiana Janisch & Rabenhorst, 1863
- Navicula bleischii Janisch in Schmidt & al., 1877
- Navicula blessingii Gran, 1900
- Navicula blotii Héribaud in Héribaud & al., 1920
- Navicula bodosensis Pantocsek
- Navicula boergesenii Østrup, 1913
- Navicula bombiformis Leuduger-Fortmorel, 1892
- Navicula bomboides A.W.F.Schmidt, 1874
- Navicula bombus Donkin, 1872
- Navicula bongrainii M. Peragallo, 1921
- Navicula bonnieri Lauby, 1910
- Navicula borbassii Pantocsek, 1902
- Navicula borgesenii Østrup, 1913
- Navicula borinquensis Hagelstein, 1939
- Navicula boris-skvortzowii M.S.Kulikovskiy, D.Metzeltin & H.Lange-Bertalot, 2012
- Navicula borneoensis Hustedt, 1966
- Navicula borowkae A. Witkowski, H. Lange-Bertalot & D. Metzeltin, 2000
- Navicula borscowii Mereschkowsky, 1902
- Navicula borussica Cleve in Grunow, 1882
- Navicula boryana Pantocsek, 1889
- Navicula boseana Skvortzov
- Navicula bossvikensis S. Busse & P. Snoeijs, 2002
- Navicula bosumtwiensis Foged, 1966
- Navicula botteriana Grunow
- Navicula bottnica Grunow, 1880
- Navicula boudetii M. Peragallo, 1921
- Navicula bouhardi Héribaud, 1902
- Navicula bouillantensis Metzeltin & Lange-Bertalot, 2007
- Navicula bourgi Lauby, 1910
- Navicula bourrellyi Manguin ex Kociolek & Reviers, 1996
- Navicula bourrellyivera Lange-Bertalot, A.Witkowski & K.Stachura, 1998
- Navicula boyei Østrup, 1920
- Navicula bozenae Lange-Bertalot, Witkowski & Zgrundo, 2003
- Navicula brachium Hustedt, 1944
- Navicula brachysira Brébisson ex Rabenhorst, 1853
- Navicula branchiata Mann, 1925
- Navicula brasiliana (Cleve) Cleve, 1894
- Navicula brasiliensis Grunow
- Navicula brauniana Grunow, 1876
- Navicula brebissonii Grunow in Van Heurck
- Navicula brebissonii sensu Lagerstedt, 1873
- Navicula brebissonii sensu Schmidt in Schmidt & al., 1876
- Navicula brehmii Hustedt
- Navicula brehmiodes Hustedt, 1952
- Navicula breitenbuchii Lange-Bertalot, 2001
- Navicula brekkaensoides Bock, 1963
- Navicula bremensis Hustedt, 1957
- Navicula breviata Hustedt, 1966
- Navicula brevirostrata Hustedt in Schmidt & al., 1936
- Navicula brevis Cleve-Euler, 1932
- Navicula brevissima Hustedt, 1937
- Navicula brevistriata Tempère & Peragallo, 1889-1895
- Navicula britannica Hustedt & Aleem, 1951
- Navicula brockmanni
- Navicula broetzii Lange-Bertalot & E.Reichardt, 1996
- Navicula brokenshirei R.F.Bastow, 1954
- Navicula bronislaae I.Kaczmarska, 1976 †
- Navicula bruchii Grunow in Cleve, 1881
- Navicula brunelii Poulin, Hudon & Cardinal, 1982
- Navicula brunii Brun, 1891
- Navicula brunii Cleve-Euler, 1939
- Navicula brunii Pantocsek, 1886
- Navicula bruyanti Lauby, 1910
- Navicula brygidae Lange-Bertalot, A.Witkowski & J.P.Kociolek, 2009
- Navicula bryophila Østrup
- Navicula bryophiloides Manguin, 1962
- Navicula buccella M.H.Hohn & Hellerman, 1963
- Navicula buchansiana Woodhead & Tweed, 1960
- Navicula budayana Pantocsek, 1892
- Navicula budda Skvortzow, 1935
- Navicula budensis Grunow in Van Heurck, 1880
- Navicula buderi Hustedt, 1954
- Navicula buderiformis H.P.Gandhi ex Karthick, 2020
- Navicula bulgariarum H. Lange-Bertalot & D. Metzeltin, 2006
- Navicula bullata Norman in Ralfs in Pritchard, 1861
- Navicula bulloides K.E. Lohman, 1957
- Navicula burcki Reinhold, 1937
- Navicula bushmanorum Cholnoky, 1957
- Navicula butreensis Foged, 1966
- Navicula caddoensis Bond, 1968 †
- Navicula cadeei B.Van de Vijver & C.Cocquyt, 2009
- Navicula cadoi Z.Levkov & S.Krstic, 2007
- Navicula caduca Hustedt, 1942
- Navicula caeca Mann, 1925
- Navicula caenosus J.R.Carter & Bailey-Watts, 1981
- Navicula caerulea O'Meara, 1875
- Navicula calcuttensis Skvortzov
- Navicula caldwellii Bastow, 1960
- Navicula calida Hendey, 1964
- Navicula calignosa Cleve & Grove, 1891
- Navicula calva Østrup, 1913
- Navicula calvata Manguin, 1964
- Navicula camerata Cholnoky, 1966
- Navicula campanile Cholnoky, 1961
- Navicula campbellii M.Peragallo, 1908
- Navicula campbellii Petit, 1877
- Navicula camplanata (Grunow) Cleve, 1883
- Navicula camprocarpa Kützing
- Navicula campylodiscus Grunow
- Navicula campylogramma Ehrenberg, 1853
- Navicula canali-kharicutensis Guiry & Karthick, 2020
- Navicula canaliculata Cleve, 1900
- Navicula canalis R.M.Patrick, 1944
- Navicula canariana Lange-Bertalot, 1993
- Navicula cancellata Donkin, 1872
- Navicula candida Schumann, 1867
- Navicula canoris M.H.Hohn & Hellerman, 1963
- Navicula cantonatii Lange-Bertalot, 2001
- Navicula cantonensis Ehrenberg, 1847
- Navicula capensis M. Peragallo, 1921
- Navicula capillata Giffen, 1980
- Navicula capitata Cleve, 1898
- Navicula capitata Fontell, 1917
- Navicula capitatoradiata Germain, 1981
- Navicula capitellata Cleve-Euler, 1943
- Navicula capitellata Skvortzow, 1935
- Navicula capitive Turpin, 1827
- Navicula capitulata Frenguelli
- Navicula capsa Hohn, 1961
- Navicula capsula Cleve-Euler, 1949
- Navicula caractacus M.H.Hohn & Hellerman, 1963
- Navicula carassius Ehrenberg, 1843
- Navicula carassius sensu Grunow, 1860
- Navicula cardiella Luchini, 1976
- Navicula cardinaliculus (Cleve) Mann
- Navicula cardinalis Ehrenberg, 1841 †
- Navicula carecti Cholnoky, 1960
- Navicula cari Ehrenberg, 1836
- Navicula cari sensu Foged, 1958
- Navicula cariana Jousé, 1939
- Navicula caribaea Schmidt, 1874
- Navicula carinata Ehrenberg, 1840
- Navicula carinifera Grunow, 1874
- Navicula cariocincta Lange-Bertalot apud Tsarenko, Lange-Bertalot, Stupina & Wasser, 2000
- Navicula carlae A.Witkowski, Lange-Bertalot & J.P.Kociolek, 2009
- Navicula carloffii Foged, 1966
- Navicula carminata Hustedt, 1934
- Navicula carniolensis Hustedt, 1945
- Navicula carolinensis Ehrenberg, 1856
- Navicula caroliniae Bahls, 2012
- Navicula caroliniana Patrick, 1959
- Navicula carpathorum Pantocsek
- Navicula carstensenii Foged, 1966
- Navicula carteri Van Landingham, 1975
- Navicula carvajaliana Patrick
- Navicula casei Cholnoky, 1954
- Navicula casertana De Notaris in De Notaris & Baglietto, 1872
- Navicula cassa W. Smith, 1859
- Navicula cassieana Foged, 1979
- Navicula castracanei Grunow in Cleve, 1881
- Navicula catalanogermanica Lange-Bertalot & G.Hofmann, 1993
- Navicula cataracta-rheni Lange-Bertalot, 1993
- Navicula cataractrarum Hustedt, 1955
- Navicula catarinensis Krasske, 1948
- Navicula caterva Hohn & Hellermann, 1963
- Navicula catharinae Ehrenberg, 1854
- Navicula caucasica Ross, 1963
- Navicula caudata Metzeltin, Kulikovskiy & Lange-Bertalot, 2012
- Navicula caupulus Hohn, 1966
- Navicula cavernae Cholnoky, 1957
- Navicula ceciliae Van de Vijver, Jarlman & Lange-Bert., 2010
- Navicula celinei Witkowski, Metzeltin & Lange-Bertalot in Metzeltin & Witkowski, 1996
- Navicula cellesensis Héribaud & M. Peragallo in Héribaud, 1902
- Navicula cendronii Manguin, 1960
- Navicula centrafricana Fusey, 1964
- Navicula centraster Cleve, 1895
- Navicula centropunctata Hustedt, 1966
- Navicula ceratogramma Ehrenberg, 1843
- Navicula ceratostigma Ehrenberg, 1841
- Navicula cerenutia Hohn, 1961
- Navicula ceres Schumann, 1867
- Navicula cerevisia Laslandes & Kociolek in Kociolek & al., 2014
- Navicula cerneutia Hohn, 1961
- Navicula certa Hustedt, 1945
- Navicula certa Meister, 1934 (1935)
- Navicula ceylanensis Leuduger-Fortmorel, 1879
- Navicula ceylanica Skvortzow, 1932
- Navicula ceylonica Skvortzow, 1930
- Navicula chaberti Héribaud, 1903
- Navicula chadwickii Foged, 1966
- Navicula challengeri Grunow, 1880
- Navicula chandolensis H.P.Gandhi, 1964
- Navicula chansiensis Skvortzow, 1935
- Navicula charlattii
- Navicula charlottae Foged, 1951
- Navicula charontis Ehrenberg, 1854
- Navicula chasei Cholnoky, 1954
- Navicula chasmaensis Foged, 1959
- Navicula chasmigera Cholnoky, 1960
- Navicula chaspula Carter & Denny, 1982
- Navicula chassagnei Héribaud in Héribaud & al., 1920
- Navicula chauhanii H.P.Gandhi ex Karthick, 2020
- Navicula cheldonensis R.F.Bastow, 1957
- Navicula chersonensis Meunier, 1910
- Navicula cherubim Ross, 1972
- Navicula chi Cleve, 1895
- Navicula chiarae Lange-Bertalot & S.I.Genkal, 1999
- Navicula chilena Lange-Bertalot, 1996
- Navicula chimmoana O'Meara, 1872
- Navicula chinensis Skvortzow, 1929
- Navicula chingmaiensis Foged, 1972
- Navicula chloridorum Cholnoky, 1968
- Navicula cholnokyana Foged, 1975
- Navicula cholnokyii H.P.Gandhi, 1964
- Navicula cholonokyana Foged, 1975
- Navicula chordata Archibald, 1966
- Navicula chrissiana Cholnoky, 1965
- Navicula chutteri Cholnoky, 1965
- Navicula chyzerii Pantocsek, 1889
- Navicula ciliata Corda, 1835
- Navicula cimex Cholnoky, 1963
- Navicula cincta (Ehrenberg) Ralfs, 1861
- Navicula cincta Pantocsek, 1889
- Navicula cincta Tarnavschi, 1930
- Navicula cincta magna J. Brun, 1901
- Navicula cinctaeformis Hustedt in Schmidt & al., 1936
- Navicula cingens Skvortzov, 1937
- Navicula cingulata Hustedt in Schmidt & al., 1936
- Navicula cingulatoides Cholnoky, 1963
- Navicula cinna M.H.Hohn & Hellerman, 1963
- Navicula cipollae Zanon, 1933
- Navicula circumcincta Grunow in Cleve & Möller, 1879
- Navicula circumnodosa Brun, 1891
- Navicula circumsuta Proschkina-Lavrenko, 1932
- Navicula circumtexta F.Meister ex Hustedt, 1934
- Navicula cistella Greville, 1863
- Navicula citrea Schmidt in Schmidt & al., 1877
- Navicula citriformis Cleve-Euler, 1953
- Navicula citriformis E.G.Lupikina, 1965 †
- Navicula citroides K.E. Lohman, 1957
- Navicula citrus Cleve-Euler, 1939
- Navicula citrus Krasske, 1923
- Navicula clagesii Gerd Moser
- Navicula clancula A.Schmidt, 1875
- Navicula clarensiana Schoeman, 1970
- Navicula claromontensis Héribaud in Héribaud & al., 1920
- Navicula clathrata Østrup, 1895
- Navicula clausa T.Marsson, 1900
- Navicula clausii Grunow ex Kolkwitz & Marsson, 1908
- Navicula clavata Manguin, 1964
- Navicula claviculus Arnott ex Grunow in Van Heurck, 1880
- Navicula clementioides Hustedt, 1944
- Navicula clepsydra Meunier, 1910
- Navicula clepsydra sensu Schmidt in Schmidt & al., 1876
- Navicula clericii Frenguelli, 1923
- Navicula clevei Lagerstedt, 1873
- Navicula cleviana O'Meara, 1876
- Navicula climacospheniae Booth, 1986
- Navicula clipeiformis D.König, 1959
- Navicula cloacina Lange-Bertalot & Bonik, 1976
- Navicula cluthensis Gregory, 1854
- Navicula cluthensoides Hustedt, 1966
- Navicula clypeus Ehrenberg, 1840
- Navicula coarctata Ehrenberg, 1842
- Navicula coarctata Schmidt in Schmidt & al., 1875
- Navicula coccinella Metzeltin, Lange-Bertalot & García-Rodríguez
- Navicula cocconeiformis Schumann, 1863
- Navicula cocconeis Ehrenberg, 1842
- Navicula cocconioides J.R.Carter, 1964
- Navicula coccus Schumann, 1863
- Navicula cochlearis Eichwald, 1844
- Navicula cocooneiformis
- Navicula cocquytae Z. Levkov & T. Nakov in Levkov, Krstic, Metzeltin & Nakov, 2007
- Navicula cocquytiae Z.Levkov & T.Nakov, 2007
- Navicula coei Cholnoky, 1960
- Navicula coerulea O'Meara, 1876
- Navicula coerulescens Marsson, 1900
- Navicula coffeiformis
- Navicula colii Héribaud in Héribaud & al., 1920
- Navicula collersonii D. Roberts & A. McMinn, 1999
- Navicula collisiana O'Meara, 1876
- Navicula columbiana Hustedt, 1966
- Navicula columnaris Ehrenberg
- Navicula comerei Héribaud in Héribaud & al., 1920
- Navicula commixta Brebisson in Brebisson & Godey, 1835
- Navicula commutabilis Hustedt
- Navicula commutata Grunow ex A.Schmidt, 1876
- Navicula comoides (Agardh) H.Peragallo
- Navicula compacta Greville, 1857
- Navicula compar Janisch in Schmidt & al., 1881
- Navicula comperei Coste & Ricard, 1982
- Navicula complanata (Grunow) Grunow, 1880
- Navicula complanata Brun, 1896
- Navicula complanatoides Hustedt, 1987
- Navicula complanatula Hustedt, 1987
- Navicula completa Hustedt, 1961
- Navicula completaoides Foged, 1971
- Navicula compositestriata Jasnitsky
- Navicula compressicauda Schmidt, 1874
- Navicula concamerata Hustedt in Schmidt & al., 1936
- Navicula concava Harting, 1852
- Navicula concava Patrick, 1945
- Navicula concentrica Carter & Bailey-Watts, 1981
- Navicula concinna Hustedt, 1944
- Navicula concordia C.Riaux-Gobin & A.Witkowski, 2010
- Navicula confecta A.Schmidt, 1875
- Navicula confidens Cholnoky, 1963
- Navicula confoederata Pantocsek, 1892
- Navicula confusa Laslandes & Kociolek in Kociolek & al., 2014
- Navicula confusa Manguin, 1949
- Navicula congerana Hagelstein, 1939
- Navicula congolensis Hustedt, 1949
- Navicula congrua Janisch in Schmidt & al., 1881
- Navicula conjugata Turpin, 1828
- Navicula conjuncta Hustedt, 1966
- Navicula consanguinea Cleve, 1895
- Navicula conscensa Cholnoky, 1963
- Navicula consentanea Hustedt, 1939
- Navicula consimilis Schmidt, 1874
- Navicula consimilis sensu Peragallo & Peragallo, 1897
- Navicula consors Schmidt in Schmidt & al., 1876
- Navicula conspersa Ehrenberg, 1854
- Navicula conspersa Pantocsek, 1892
- Navicula conspicua A.W.F.Schmidt, 1876
- Navicula constantini Skabichevskii, 1952
- Navicula constricta (Ehrenberg) Schütt, 1896
- Navicula constricta Grunow, 1860
- Navicula contempta Krasske, 1929
- Navicula contendens Mann, 1925
- Navicula contentaeformis Manguin, 1962
- Navicula contermina Schmidt in Schmidt & al., 1876
- Navicula contigua A.W.F.Schmidt
- Navicula contorta Kitton Ms., Cleve, 1895
- Navicula contortula Sovereign, 1963
- Navicula contracta Ehrenberg, 1842
- Navicula contracta Grunow in A. Schmidt, 1890
- Navicula contraria R.M.Patrick, 1959
- Navicula controversa Mann, 1925
- Navicula conveniens Hustedt, 1952
- Navicula conventus Heiden, 1900
- Navicula convergens Patrick, 1959
- Navicula convexa W.Smith, 1853
- Navicula conveyi Van de Vijver, 2011
- Navicula copiosa A.Schmidt, 1888
- Navicula coquedensis Donkin, 1869
- Navicula coraliana Metzeltin & Lange-Bertalot, 1998
- Navicula corbieri Héribaud, 1903
- Navicula cordillerae Frenguelli, 1942
- Navicula cornubiensis Hendey, 1973
- Navicula corpulenta Mann, 1925
- Navicula correpta Schmidt in Schmidt & al., 1890
- Navicula cortanensis Krasske, 1948
- Navicula cortanensis sensu Cholnoky, 1957
- Navicula corticela Manguin ex Kociolek & Reviers, 1996
- Navicula corticola Manguin, 1962
- Navicula corymbosa (Agardh) Cleve, 1896
- Navicula cosmaria Brebisson ex Kutzing, 1849
- Navicula costata Corda, 1835
- Navicula costei Héribaud-Joseph
- Navicula costuloides Skvortzow, 1937
- Navicula cotiformis Grunow ex Cleve, 1881
- Navicula cotschii Christjuk, 1930
- Navicula crabro sensu Donkin, 1871
- Navicula crabro sensu Greville, 1857
- Navicula crabro sensu Schmidt in Schmidt & al., 1881
- Navicula crabroniformis Grunow in Schmidt & al., 1875
- Navicula crassa Gregory, 1855
- Navicula crassirostris Grunow
- Navicula crassula Naegeli in Kutzing, 1849
- Navicula crassulexigua Reichardt, 1994
- Navicula crateri Patrick, 1970
- Navicula craticularis Frenguelli, 1933
- Navicula craticuloides Li & Metzeltin, 2015
- Navicula craveni Leuduger-Fortmorel, 1879
- Navicula crebra Hustedt, 1964
- Navicula creguti Héribaud & M.Peragallo
- Navicula cremeri Van de Vijver & Zidarova, 2011
- Navicula cremorme Hohn & Hellerman, 1863
- Navicula cremorne M.H.Hohn & Hellerman, 1963
- Navicula crepitacula Carter & Denny, 1982
- Navicula creuzbergensis Krasske, 1927
- Navicula creuzburgensis Krasske, 1927
- Navicula criophila Manguin, 1957
- Navicula criophila Manguin, 1960
- Navicula criophiliforma A.Witkowski, C.Riaux-Gobin & G.Daniszewska-Kowalczyk, 2010
- Navicula cristata Ehrenberg, 1854
- Navicula cristata Peragallo, 1921
- Navicula cristula Guermeur & Manguin, 1961
- Navicula cristula Hohn, 1961
- Navicula crocodili Cholnoky, 1962
- Navicula cronullensis Wood, 1963
- Navicula crucialis Frenguelli, 1929
- Navicula cruciata Cleve, 1881
- Navicula cruciata Leuduger-Fortmorel, 1879
- Navicula cruciculoides C.Brockmann, 1950
- Navicula crucifera Grunow, 1876
- Navicula crucifera O'Meara, 1876
- Navicula crucifix Tempère & Brun in Brun & Tempère, 1889
- Navicula crucigeriformis Hustedt, 1961
- Navicula crucigeroides Hustedt, 1961
- Navicula crucigerum Wm Smith Van Heurck, 1896
- Navicula crucitina H. Peragallo in Tempère & Peragallo, 1909
- Navicula crux Ehrenberg, 1838
- Navicula cruxmeridionalis D. Metzeltin, H. Lange-Bertalot & F. García-Rodríguez, 2005
- Navicula cryophila Manguin, 1957
- Navicula cryophiliforma Witkowski, Riaux-Gobin & Daniszewska-Kowalczyk
- Navicula cryptocefalsa Lange-Bertalot, 1993
- Navicula cryptocephala Kützing, 1844
- Navicula cryptocephala sensu W. Smith, 1853
- Navicula cryptocephaloides Hustedt, 1937
- Navicula cryptofallax Lange-Bertalot & Hofmann, 1993
- Navicula cryptogaster Lowe, 1972
- Navicula cryptolyra Brockmann, 1950
- Navicula cryptorrhynchus Cholnoky, 1963
- Navicula cryptostriata Salah, 1953
- Navicula cryptotenella Lange-Bertalot, 1985
- Navicula cryptotenelloides Lange-Bertalot, 1993
- Navicula crystallina Hustedt, 1961
- Navicula csaszkaae Pantocsek, 1903
- Navicula cubitus Tempère & Brun in Brun & Tempère, 1889
- Navicula cucullus Pantocsek, 1908
- Navicula cumbriensis Haworth, 1988
- Navicula cummerowii Kalbe, 1973
- Navicula cumvibia Hohn & Hellerman, 1966
- Navicula cunctans Schoeman, 1973
- Navicula cuneata O'Meara, 1876
- Navicula cuneatostriolata Kulikovskiy Lange-Bertalot & Metzeltin, 2012
- Navicula cuneicephala D.G.Mann, 1924
- Navicula cuneoquadrata Brun ex Tempère & Peragallo, 1912
- Navicula cunoniae Cholnoky, 1963
- Navicula curiosa Cholnoky, 1965
- Navicula curiosa Hustedt, 1955
- Navicula curta Hustedt, 1937
- Navicula curtestria Pantocsek, 1892
- Navicula curtestriata Pantocsek, 1889
- Navicula curtestriata Østrup, 1918
- Navicula curtisterna Lange-Bertalot, 2001
- Navicula curvilineata Mann, 1907
- Navicula curvinervia Grunow in Cleve, 1878
- Navicula curvipunctata Leuduger-Fortmorel, 1892
- Navicula curviraphis Cleve-Euler, 1953
- Navicula curvula Ehrenberg, 1838
- Navicula curvula sensu Kutzing, 1844
- Navicula cuspidata Otto Müller, 1899
- Navicula cuspidata sensu Frenguelli, 1924
- Navicula cuspidata sensu Schmidt in Schmidt & al., 1897
- Navicula cuspis O'Meara, 1876
- Navicula cuvella Carter & Denny, 1982
- Navicula cyclophora Castracane, 1886
- Navicula cyclops Mann, 1925
- Navicula cymatopleura West & G.S.West, 1911
- Navicula cymbelliformis Cholnoky, 1954
- Navicula cymbelloides Hustedt in Schmidt & al., 1934
- Navicula cymbelloides Jousé, 1952
- Navicula cymbula Donkin, 1869
- Navicula cyprinus (Ehrenberg) Kützing
- Navicula cyprinus (W. Smith) Boyer, 1916
- Navicula czekejazensis Pantocsek, 1889
- Navicula dactylus sensu Tempère & Peragallo, 1911
- Navicula daczii Gaponov, 1915
- Navicula dahomensis Hustedt, 1910
- Navicula dahurica Skabichevskií
- Navicula dahurica Skvortzov, 1937
- Navicula dailyi Reimer, 1961
- Navicula dakariana Guermeur, 1954
- Navicula dalmatica Grunow
- Navicula damasii Hustedt, 1962
- Navicula damongensis Foged, 1966
- Navicula danderiana Guermeur, 1954
- Navicula danensis Stiles, 1918
- Navicula daochengensis W. Zhang, Chudaev & T. Wang in Wang & al., 2020
- Navicula dapaliformis Hustedt, 1966
- Navicula dapalis Frenguelli, 1941
- Navicula dapaloides Frenguelli, 1953
- Navicula dartevellei Kufferath, 1957
- Navicula darwiniana Seddon & Witkowski, 2011
- Navicula davidsoniana O'Meara, 1876
- Navicula de-toniana Gutwinski, 1892
- Navicula dealpina Lange-Bertalot, 1993
- Navicula debegenica Cholnoky, 1954
- Navicula debilis Pantocsek, 1889
- Navicula debilissima Grunow, 1884
- Navicula debilitata M. Peragallo in Héribaud & al., 1920
- Navicula deblockii Héribaud in Héribaud & al., 1920
- Navicula debyi Pantocsek
- Navicula decens Pantocsek, 1913
- Navicula dechambrei Bourrelly & Manguin, 1950
- Navicula decipiens Castracane, 1886
- Navicula decipiens Cleve, 1896
- Navicula decipiens Meister, 1932
- Navicula decipiens O'Meara, 1876
- Navicula decissa Carter, 1966
- Navicula declinata Hustedt, 1966
- Navicula declivis Hustedt, 1934
- Navicula decloitrei Guermeur, 1954
- Navicula decora Grove & Sturt, 1887
- Navicula decrescens Cleve-Euler, 1948
- Navicula decrescens Héribaud-Joseph, 1903
- Navicula decumana Pantocsek, 1892
- Navicula decurrens Cleve, 1883
- Navicula decurrens sensu Grunow in Schmidt & al., 1876
- Navicula decussepunctata Simonsen, 1960
- Navicula decussis Østrup, 1910
- Navicula deficilis
- Navicula definita Grove & Sturt
- Navicula defluens Hustedt, 1944
- Navicula degenii Pantocsek, 1902
- Navicula dehissa Giffen, 1973
- Navicula delastriata Hohn & Hellerman, 1966
- Navicula delata Schmidt, 1874
- Navicula delawarensis Grunow ex Cleve, 1893
- Navicula delecta Meister, 1937
- Navicula deliberata Hustedt, 1961
- Navicula delicata Frenguelli, 1926
- Navicula delicatilineolata H.Kobayasi & S.Mayama, 2003
- Navicula delicatissima Hustedt in Schmidt & al., 1934
- Navicula delicatula Skvortzov, 1937
- Navicula delicatula W. Smith Collection, 1850
- Navicula deliginensis O'Meara, 1876
- Navicula delognei Van Heurck, 1880
- Navicula delpiroui M. Peragallo in Héribaud & al., 1920
- Navicula delta Cleve, 1893
- Navicula deltaica D.E. Kellogg, M. Stuiver, T.B. Kellogg & G.H. Denton, 1980
- Navicula deltoides Hustedt, 1966
- Navicula demerara Grunow, 1893
- Navicula demerarae Ehrenberg, 1845
- Navicula demeraroides Hustedt, 1966
- Navicula demissa Hustedt, 1945
- Navicula demta Schmidt in Schmidt & al., 1881
- Navicula denizotii Manguin, 1964
- Navicula densa Hustedt
- Navicula densepunctata Hustedt, 1962
- Navicula densilineolata (Lange-Bertalot) Lange-Bertalot, 1993
- Navicula densuensis Foged, 1966
- Navicula denticula
- Navicula denticulata O'Meara, 1867
- Navicula denticuloides Hustedt in Schmidt & al., 1934
- Navicula denudata Pantocsek, 1902
- Navicula depauxii M. Peragallo, 1921
- Navicula depressa Cleve, 1891
- Navicula dermochelycola Witkowski, Kociolek & Riaux-Gobin in Riaux-Gobin & al., 2020
- Navicula descripta Hustedt, 1943
- Navicula deserti Forti, 1928
- Navicula destituta Hustedt, 1966
- Navicula destitutiodes Hustedt, 1966
- Navicula destricta Hustedt, 1942
- Navicula detenta Hustedt, 1943
- Navicula detersa Messjatzew, 1922
- Navicula detoniana Gutwinski, 1890
- Navicula dewittiana Kain & Schultze, 1889
- Navicula diabolica Geissler & Gerloff, 1963
- Navicula diaculus Schumann
- Navicula diagonalis Bailey, 1851
- Navicula diahotana Maillard, 1978
- Navicula diaphana Ehrenberg, 1845
- Navicula diaphanea Manguin in Bourrelly & Manguin, 1952
- Navicula dibola Hohn, 1961
- Navicula dibrinatemniskovae R.Zidarova & B.Van de Vijver, 2011
- Navicula dicephala Ehrenberg, 1838
- Navicula dicephala sensu H.L. Smith, 1874-1879
- Navicula dicephaloides Fusey, 1948
- Navicula dicurvata O'Meara, 1872
- Navicula didyma Schmidt in Schmidt & al., 1881
- Navicula didyma sensu Lagerstedt, 1876
- Navicula didyma sensu Neupauer, 1867
- Navicula didyma sensu Schmidt in Schmidt & al., 1881
- Navicula didymus Ehrenberg, 1840
- Navicula diengensis VanLand., 1975
- Navicula differta Pantocsek, 1902
- Navicula difficillima Hustedt, 1950
- Navicula difficillimoides Hustedt, 1957
- Navicula diffluens Schmidt in Schmidt & al., 1874
- Navicula difformis Eichwald, 1847
- Navicula diffusa A.W.F.Schmidt
- Navicula diffusa H. Peragallo, 1888
- Navicula dificilis Pantocsek, 1892
- Navicula digitoconvergens Lange-Bertalot, 1999
- Navicula digitoradiata (Gregory) Ralfs, 1861
- Navicula digitoradiata sensu Cleve-Euler, 1922
- Navicula digitulus Hustedt, 1943
- Navicula digna Hustedt, 1957
- Navicula digrediens Schmidt in Schmidt & al., 1881
- Navicula dilatata Ehrenberg, 1843
- Navicula dilatata sensu Schmidt in Schmidt & al., 1877
- Navicula dilucida Hustedt, 1939
- Navicula dimidiata A.Mayer, 1919
- Navicula dimidiata Dujardin, 1842
- Navicula diploneiformis Hustedt, 1957
- Navicula diploneoides Hustedt, 1936
- Navicula diplosticta Grunow in Schmidt & al., 1875
- Navicula dirhynchus Ehrenberg, 1843
- Navicula dirhynchus sensu Donkin, 1871
- Navicula dirrhombus Schmidt in Schmidt & al., 1875
- Navicula discerneda Cleve-Euler, 1932
- Navicula discernenda Pantocsek, 1889
- Navicula disciformis Peticolas in Vorce, 1889
- Navicula disclusa Hustedt, 1964
- Navicula discrepans Schmidt in Schmidt & al., 1875
- Navicula discreta Hustedt, 1964
- Navicula disculus Schumann, 1862
- Navicula diserta Hustedt, 1939
- Navicula disertoides Cholnoky, 1968
- Navicula disjuncta Hustedt, 1930
- Navicula disjunctoides Manguin ex Kociolek & Reviers, 1996
- Navicula dismutica Hustedt, 1966
- Navicula dispar Schumann, 1862
- Navicula disparata Hustedt, 1942
- Navicula dispensata Hustedt & Manguin
- Navicula dispersa Grove & Sturt, 1887
- Navicula dispersa J.R.Carter, 1964
- Navicula dispersepunctata Hustedt, 1952
- Navicula dispersepunctata Skabichevskii, 1936
- Navicula dispersepunctulata Hustedt, 1966
- Navicula disposita Hustedt, 1964
- Navicula disputans R.M.Patrick, 1959
- Navicula dissimilis W. Smith, 1857
- Navicula dissipata Hustedt, 1944
- Navicula dissipata Salah
- Navicula dissociata E.Reichardt, 1984
- Navicula dissuta Giffen, 1966
- Navicula distantepunctata Simonsen, 1974
- Navicula distauridium Ehrenberg, 1841
- Navicula distenta Schmidt in Schmidt & al., 1874
- Navicula distenta Schumann
- Navicula disticha Schmidt in Schmidt & al., 1897
- Navicula distincta G.S. West, 1907
- Navicula distinctapunctulata Gaud, 1974
- Navicula distinctastriata Hohn & Hellerman, 1963
- Navicula distoma Grunow
- Navicula dithmarsica König ex Hustedt, 1964
- Navicula diuturna Cholnoky, 1962
- Navicula diuturnoides Archibald, 1966
- Navicula divaricata Hustedt, 1942
- Navicula divaricata Manguin in Bourrelly & Manguin, 1952
- Navicula divergens (W.Smith) Grunow, 1860
- Navicula divergentissima Grunow, 1879
- Navicula diversa Greville, 1863
- Navicula diversestriata Jasmitsky, 1936
- Navicula diversicostata Brun, 1894
- Navicula diversipunctata Hustedt, 1944
- Navicula diversistriata Hustedt, 1955
- Navicula diversistriata sensu Foged, 1962
- Navicula diverta Carter, 1966
- Navicula dobrinatemniskovae Zidarova & Van de Vijver, 2011
- Navicula doczii Pantocsek, 1889
- Navicula dodowaensis Foged, 1966
- Navicula doehleri Lange-Bertalot, 2001
- Navicula doellojuradoi Frenguelli, 1924
- Navicula doeringii Frenguelli
- Navicula doljensis Pantocsek, 1886
- Navicula dolomitica W.Bock, 1970
- Navicula dolosa Giffen, 1984
- Navicula dolosa Manguin, 1964
- Navicula domiciliensis E.Reichardt, 2012
- Navicula donkinia O'Meara, 1875
- Navicula donkinii A.Schmidt, 1874
- Navicula donkinii Carruthers in J.E. Gray, 1864
- Navicula dorenbergi Reichelt in Heiden in A. Schmidt, 1903
- Navicula dorenbergii Reichelt, 1899 (1900)
- Navicula dorogostaiskyi Østrup, 1908
- Navicula dosseti Azpeitia, 1911
- Navicula drouetiana Patrick, 1944
- Navicula dubia sensu Schmidt in Schmidt & al., 1877
- Navicula dubiosa de Wildeman, 1897
- Navicula dubitanda Hustedt & Kolbe, 1987 †
- Navicula dubitata Héribaud, 1903
- Navicula dubravicensis Grunow, 1882
- Navicula dugaensis Foged, 1966
- Navicula dulcioides Foged, 1981
- Navicula dulcis Foged, 1971
- Navicula dulcis Krasske, 1939
- Navicula dulcis Patrick, 1959
- Navicula dumontiae Baardseth & Taasen, 1973
- Navicula dunstonii Salah, 1953
- Navicula duomedia Patrick, 1959
- Navicula duplex Nygaard, 1956
- Navicula duplex Pantocsek, 1892
- Navicula duplicata Ehrenberg, 1843
- Navicula duplocapitata Hustedt, 1966
- Navicula durandii sensu Mann, 1925
- Navicula durrandii Kitton, 1885
- Navicula dutoitiana Cholnoky, 1959
- Navicula dvorachekii Ehrlich, 1978
- Navicula dystrophica Patrick, 1959
- Navicula eastwoodi Hanna & Grant, 1926
- Navicula ebor M.H.Hohn & Hellerman, 1963
- Navicula eburnea Zanon, 1941
- Navicula ectoris Van de Vijver, 2002
- Navicula effrenata Krasske, 1949
- Navicula egena Schmidt in Schmidt & al., 1890
- Navicula egeria Pantocsek, 1892
- Navicula egyptiaca Greville, 1866
- Navicula ehrenbergii Kützing, 1844
- Navicula eichhoriaephila Manguin, 1962
- Navicula eichhorniaephila E.Manguin ex Kociolek & Reviers, 1996
- Navicula eidrigeana J.R.Carter, 1979
- Navicula eidrigiana J.R.Carter, 1979
- Navicula ekholmensis Foged, 1964
- Navicula elaborata Hustedt in Schmidt & al., 1934
- Navicula elaphros M.H.Hohn & Hellerman, 1963
- Navicula elata H.P.Gandhi, 1970
- Navicula elata Leuduger-Fortmorel, 1879
- Navicula electa Hustedt, 1966
- Navicula electrolytifuga H. Lange-Bertalot & Rumrich in U. Rumrich, H. Lange-Bertalot & M. Rumrich, 2000
- Navicula elegans sensu Grunow, 1860
- Navicula elegantissima M. Peragallo in Tempère & Peragallo, 1908
- Navicula elegantissima Meister, 1935
- Navicula elegantula Grunow, 1860
- Navicula elenkinii Goriatscheva, 1963
- Navicula elephantis Cholnoky, 1964
- Navicula elesdiana Pantocsek, 1886
- Navicula elevata Kobayashi, 1968
- Navicula elisabethae Pantocsek, 1909
- Navicula ellips Harting, 1852
- Navicula ellipsis Smith ex Norman, 1860
- Navicula elliptica Ehrenberg, 1844
- Navicula elliptica W.Smith, 1853
- Navicula elmorei Patrick, 1966
- Navicula elongata Ehrenberg, 1856
- Navicula elongata Grunow in Schmidt, 1874
- Navicula elongata Grunow, 1875
- Navicula elongata Poretzky, 1969
- Navicula elongatula Pantocsek, 1889
- Navicula elsoniana Patrick & Freese, 1861
- Navicula emarginata Ehrenberg, 1849
- Navicula emendata Hustedt in Schmidt & al., 1934
- Navicula endophytica Hasle, 1968
- Navicula engelbrechtii Cholnoky, 1955
- Navicula englertiae A.Witkowski, Lange-Bertalot & J.P.Kociolek, 2009
- Navicula enigmatica Germain, 1980
- Navicula ennediensis Compère, 1970
- Navicula entoleia P.Cleve
- Navicula entomon Donkin, 1840
- Navicula entomon sensu Grunow in Schmidt & al., 1875
- Navicula entzii Pantocsek, 1905
- Navicula enucleata Hustedt, 1945
- Navicula eocaenica Schrader, 1969
- Navicula eomenisculus Benson & Kociolek †
- Navicula eponka Hohn, 1961
- Navicula epsilon Cleve, 1893
- Navicula equiornata Manguin in Bourrelly & Manguin, 1954
- Navicula erdmannensis Foged, 1964
- Navicula ergadensis (Gregory) Ralfs, 1861
- Navicula erifuga Lange-Bertalot, 1985
- Navicula ermanii Lupikina, 1984
- Navicula erosa Cleve
- Navicula erythraea Grunow in Schmidt & al., 1875
- Navicula esamangensis Foged, 1966
- Navicula escorialis R.Simonsen, 1959
- Navicula esoculus Schumann
- Navicula esox sensu H.L. Smith, 1874-1879
- Navicula esox sensu Lewis, 1862
- Navicula esromensis Foged, 1968
- Navicula essexii M. Peragallo in Tempère & Peragallo, 1913
- Navicula eta Cleve, 1893
- Navicula eugenia A.Schmidt, 1874
- Navicula eugeniae Cleve, 1881
- Navicula eumontana Messikommer, 1948
- Navicula eunotiiformis Mereschkowsky, 1902
- Navicula europaea Cleve-Euler, 1953
- Navicula euryale Ehrenberg, 1854
- Navicula eurycephala Rabenhorst, 1853
- Navicula eurysoma Ehrenberg, 1838 (1839)
- Navicula euthimius Stone in McLaughlin & Stone, 1986
- Navicula evanida Hustedt, 1942
- Navicula evexa Sovereign, 1963
- Navicula evulsa Giffen, 1967
- Navicula evulsa Østrup, 1895
- Navicula exasperans Kociolek & Reviers, 1996
- Navicula excavata sensu Cleve & Moller, 1878
- Navicula excellens Carlson, 1913
- Navicula excelsa Krasske, 1925
- Navicula excentrica Grunow, 1860
- Navicula excepta VanLandingham, 1975
- Navicula exemta A. Schmidt, 1874
- Navicula exemta A.Schmidt
- Navicula exigua Dujardin, 1842
- Navicula exigua Gregory, 1854
- Navicula exigua Pantocsek, 1902
- Navicula exigua sensu Pantocsek, 1892
- Navicula exiguiformis Hustedt, 1944
- Navicula exiguoides Hustedt, 1955
- Navicula exilior Østrup, 1918 (1920)
- Navicula exilis Grunow
- Navicula exilis Grunow, 1880
- Navicula exilis Kützing, 1844
- Navicula exilissima Grunow, 1880
- Navicula exiloides H.Kobayasi & S.Mayama, 2003
- Navicula eximia (Grunow) Grunow, 1897
- Navicula expecta S.L.VanLandingham, 1975 †
- Navicula expectilis Pantocsek
- Navicula expedita Schmidt in Schmidt & al., 1881
- Navicula expeditionis Frenguelli, 1924
- Navicula explanata Hustedt, 1948
- Navicula expleta A.Schmidt, 1874
- Navicula expleta O'Meara, 1876
- Navicula explicata Hustedt, 1964
- Navicula explicatoides Hustedt, 1964
- Navicula explorata Hustedt, 1966
- Navicula exsul A.Schmidt, 1874
- Navicula extensa Ralfs in Pritchard, 1861
- Navicula extenta W. Smith
- Navicula eymei Coste & Ricard, 1982
- Navicula fabiformis A.Witkowski, C.Riaux-Gobin & G.Daniszewska-Kowalczyk, 2010
- Navicula faceta Hustedt, 1949
- Navicula facilis Krasske, 1949
- Navicula falaisiensis sensu Boye Petersen, 1915
- Navicula falax Pantocsek, 1903
- Navicula falklandiae Ehrenberg, 1854
- Navicula fallax Cleve, 1894
- Navicula falsalyra Hendey, 1970
- Navicula famelica Castracane, 1889
- Navicula famintzinii Mereschkowsky, 1902
- Navicula faoensis Pankow & Huq, 1979
- Navicula farakulumensis Foged, 1959
- Navicula farcimen Østrup, 1904
- Navicula farta Hustedt, 1966
- Navicula fastuosa Ehrenberg, 1840
- Navicula fatigans Zimmermann, 1918
- Navicula fauta Hustedt, 1954
- Navicula favus Salah, 1953
- Navicula fawumangensis Foged, 1966
- Navicula febigeri Cleve, 1881
- Navicula fenestrella Hustedt, 1955
- Navicula fennoscandica Cleve-Euler in Backman & Cleve-Euler, 1922
- Navicula fenzlii Grunow, 1863
- Navicula ferdinandikoburg Pantocsek, 1912
- Navicula fernandae D. Metzeltin, H. Lange-Bertalot & F. García-Rodríguez, 2005
- Navicula fernandesii Moura, 1963
- Navicula ferrazae Cholnoky, 1968
- Navicula festinans Bory, 1824
- Navicula festiva Krasske, 1925
- Navicula feuerborni Hustedt, 1937
- Navicula feuerbornii Hustedt
- Navicula filarszkyana Pantocsek & Greguss in Greguss, 1913
- Navicula filarszkyi Pantocsek, 1903
- Navicula filholi Soubeiran, 1858
- Navicula filiformis Pantocsek, 1905
- Navicula finitima Hustedt, 1949
- Navicula finitima Janisch, 1888
- Navicula finmarchica (Cleve & Grunow) Cleve, 1895
- Navicula firma Donkin, 1871
- Navicula fischeri A.W.F.Schmidt, 1875
- Navicula fistula A.Schmidt, 1874
- Navicula flabellata Meister, 1932
- Navicula flagellifera Hustedt, 1939
- Navicula flahaulti Lauby, 1910
- Navicula flamma Schmidt in Schmidt & al., 1876
- Navicula flammarionensis Van Landingham, 1975
- Navicula flammula Schmidt in Schmidt & al., 1876
- Navicula flanatica Grunow, 1860
- Navicula flanatica Schmidt in Schmidt in Schmidt & al., 1876
- Navicula flattii Pantocsek, 1892
- Navicula flavasinensis Moghadam, 1969
- Navicula flavasinus Moghadam, 1969
- Navicula flebilis Cholnoky, 1963
- Navicula flexuosa Ehrenberg, 1832
- Navicula florentina Grunow, 1877
- Navicula floridana Cleve, 1881
- Navicula florinae Møller, 1950
- Navicula flotowii Grunow, 1880
- Navicula fluens Hustedt
- Navicula fluitans Brun
- Navicula fluminensis
- Navicula fluminisirtysch Tschistjakov, 1959
- Navicula fluminitica Camburn, 1978
- Navicula fluviae-jenisseyi Skvortzow, 1971
- Navicula fluviatilis Hustedt, 1957
- Navicula foederata Grunow ex Moller, 1881
- Navicula foerarmensis M. Peragallo, 1903
- Navicula fogedii Schoeman in Schoeman & Meaton, 1982
- Navicula foliola Tempère & Brun in Brun & Tempère, 1889
- Navicula folium Ehrenberg, 1840
- Navicula follis Ehrenberg, 1838 †
- Navicula fontana J.Zelazna-Wieczorek & Lange-Bertalot, 2011
- Navicula fontana Żelazna-Wieczorek, Lange-Bertalot, Olszyński & Witkowski, 2020
- Navicula fontelli Cleve-Euler, 1934
- Navicula fonticola Grunow, 1880
- Navicula formenterae Cleve, 1895
- Navicula formicata Krasske, 1939
- Navicula formicina Grunow in Cleve, 1878
- Navicula fortii Pantocsek, 1908
- Navicula fortis (Gregory) Ralfs ex Pritchard, 1861
- Navicula fortis sensu Schmidt in Schmidt & al., 1876
- Navicula fortunata Leuduger-Fortmorel, 1879
- Navicula fossaloides Hustedt, 1957
- Navicula fossilioides Manguin ex Kociolek & Reviers, 1996
- Navicula fossilis Ehrenberg, 1854
- Navicula foveana Peragallo & Peragallo, 1897-1908
- Navicula fracta Hustedt, 1987
- Navicula fragilis (Greville) Heiberg
- Navicula fragilis Skvortzow & Meyer, 1928
- Navicula franciscae O'Meara, 1876
- Navicula franconiana (Reinsch; Rabenhorst) M. Peragallo, 1903
- Navicula frasnensis Fusey, 1848
- Navicula fraudulenta A.Schmidt, 1881
- Navicula freesei Patrick & Freese, 1961
- Navicula frenguelli Reinhold, 1937
- Navicula frequens Van Heurck, 1909
- Navicula frickei Pantocsek, 1902
- Navicula frickei Van Heurck, 1909
- Navicula friesneri Reimer, 1961
- Navicula frigida Grunow, 1880
- Navicula frigida Manguin, 1957
- Navicula frigida Manguin, 1960
- Navicula frigida sensu E. Jorgensen, 1905
- Navicula frigidicola D. Metzeltin, H. Lange-Bertalot & S. Nergui, 2009
- Navicula frisiae Brockmann, 1914
- Navicula friska Carter, 1966
- Navicula fritschii J.W.G.Lund, 1946
- Navicula fritschii sensu Foged, 1958
- Navicula fromenterae Cleve, 1881
- Navicula frugalis Hustedt, 1957
- Navicula frustuliaeformis Cholnoky, 1960
- Navicula frustuloides Patrick, 1936
- Navicula frustulum Hustedt, 1945
- Navicula fuchsii Pantocsek, 1889
- Navicula fucicola Taasen, 1975
- Navicula fuegiana Frenguelli
- Navicula fuenzalidae Frenguelli, 1938
- Navicula fujianensis Chin & Cheng, 1979
- Navicula fukiensis Skvortzow, 1929
- Navicula fulva Brebisson in Brebisson & Godey, 1835
- Navicula funiculata Mann, 1925
- Navicula furtiva E.Manguin, 1952
- Navicula fusca Donkin, 1870
- Navicula fuscata Schumann, 1867
- Navicula fuscus Bory, 1824
- Navicula fusidium Ehrenberg, 1843
- Navicula fusiformis Ehrenberg, 1830
- Navicula fusiformis sensu Meunier, 1910
- Navicula fusioides Grunow, 1880
- Navicula fusoides Grunow, 1880
- Navicula fusticulus Østrup, 1910
- Navicula fustis Østrup, 1918 (1920)
- Navicula fusus (Ehrenberg) De Toni, 1891
- Navicula fusus (O.F. Müller) Bory, 1827
- Navicula futilis Schmidt in Schmidt & al., 1875
- Navicula gaillonii Bory de Saint-Vincent, 1824
- Navicula gainii M. Peragallo, 1921
- Navicula galapagensis
- Navicula galapagoensis Seddon & Witkowski, 2011
- Navicula galea Brun, 1891
- Navicula galikii (Pantocsek) Cleve, 1889
- Navicula gallapagensis Cleve
- Navicula gallica (W.Smith) Lagerstedt, 1873
- Navicula gallica Manguin, 1943
- Navicula galvagensis O'Meara, 1876
- Navicula gamma Cleve
- Navicula gandhii Meister, 1932
- Navicula gandrupi (Petersen) Krasske, 1938
- Navicula garkeana (Grunow) Cleve, 1894
- Navicula gasilidei Héribaud in Héribaud & al., 1920
- Navicula gastriformis Hustedt in Schmidt & al., 1934
- Navicula gastroides Gregory, 1855
- Navicula gastroides Harting, 1852
- Navicula gastrum sensu Pantocsek, 1902
- Navicula gaufinii Moghadam, 1969
- Navicula gaussii (Heiden) Hustedt
- Navicula gauthieri Amossé
- Navicula gawaniensis Gasse, 1986
- Navicula gebhardi Krasske, 1938
- Navicula geinitzi Bünte
- Navicula geisslerae R. Jahn, 1992
- Navicula geitleri Guermeur & Manguin, 1953
- Navicula geitleri Hustedt, 1937
- Navicula gelida Cleve, 1883
- Navicula gelida Grunow, 1884
- Navicula gemina A. Schmidt, 1875
- Navicula gemina Ehrenberg, 1840
- Navicula geminata Turpin, 1828
- Navicula gemma Ehrenberg, 1840
- Navicula gemmata Greville, 1859
- Navicula gemmatula Cleve, 1885
- Navicula gemmatula Grunow
- Navicula gemmifera R.Simonsen, 1960
- Navicula gendrei Héribaud-Joseph
- Navicula genestoermeri A.Witkowski, H-Lange-Bertalot & J.P.Kociolek, 2009
- Navicula geniculata Germain, 1937
- Navicula genifera Schmidt in Schmidt & al., 1874
- Navicula genovefae Fusey, 1951
- Navicula genuflexa Kützing, 1844
- Navicula genustriata Hustedt, 1942
- Navicula gerloffii Schimanski, 1978
- Navicula germainii Wallace, 1960
- Navicula germanopolonica Witkowski & Lange-Bertalot, 1993
- Navicula geronimensis M. Potapova in Potapova, M. & Charles, D.F., 2004
- Navicula gianfranchii Zanon, 1929
- Navicula gibba Ehrenberg, 1830
- Navicula gibba sensu Donkin, 1872
- Navicula gibba sensu Van Heurck, 1885
- Navicula giebelii Schmidt, 1874
- Navicula gieniaflorentina A.Witkowski, Lange-Bertalot, A.Brzeziska & J.P.Kociolek, 2009
- Navicula gieskesii Cholnoky, 1963
- Navicula giffeniana Foged, 1975
- Navicula gigantea Hustedt, 1961
- Navicula gigantorum Cholnoky, 1960
- Navicula gigas Castracane, 1866
- Navicula gigas sensu Schmidt in Schmidt & al., 1876
- Navicula gigas sensu Tempère & Peragallo, 1911
- Navicula gilva Archibald, 1971
- Navicula giovannettiae Guermeur, 1954
- Navicula giriodi Lauby, 1910
- Navicula girondica Konig, 1959
- Navicula glaberrima West & G.S.West, 1911
- Navicula glabra Østrup, 1918
- Navicula glabrissima Mann, 1925
- Navicula glabriuscula Hustedt
- Navicula glaciei Van Heurck, 1909
- Navicula glangeaudi Lauby, 1910
- Navicula glans Ehrenberg, 1838
- Navicula globiceps Grunow in Cleve & Grunow, 1880
- Navicula globiceps Lagerstedt, 1873
- Navicula globiceps W. & G.S. West, 1911
- Navicula globifera O'Meara, 1876
- Navicula globosa Meister, 1934
- Navicula globosaoides Foged, 1970
- Navicula globulifera Hustedt, 1927
- Navicula globuliferiformis Lange-Bertalot, 1993
- Navicula glomus J.R.Carter, 1981
- Navicula gloriosa Brun
- Navicula gloriosa Cleve-Euler, 1953
- Navicula godfroyi M. Peragallo, 1921
- Navicula goersii Bahls, 1983
- Navicula goesii Cleve, 1878
- Navicula gogorevii Chudaev, Glushchenko, Kulikovskiy & Kociolek in Kulikovskiy & al., 2020
- Navicula gololobovae Chudaev, 2016
- Navicula gomontiana Héribaud, 1902
- Navicula gomphonemacea Grunow in Van Heurck, 1880
- Navicula gomphonemacea Østrup in Héribaud & al., 1920
- Navicula gomphonemoides Østrup, 1910
- Navicula gondwana Lange-Bertalot, 1993
- Navicula gongii Metzeltin & Li, 2015
- Navicula gonzalvesiana Gandhi, 1955
- Navicula gorjanovicii Pantocsek, 1886
- Navicula gotlandica
- Navicula gottlandica Grunow, 1880
- Navicula goulainensis Amossé, 1975
- Navicula gourdonii M. Peragallo, 1921
- Navicula gouwsii Cholnoky, 1953
- Navicula gracilis Lauby, 1910 †
- Navicula graciloides A.Mayer, 1919
- Navicula gradata Hustedt in Schmidt & al., 1936
- Navicula gradatoides Cholnoky, 1966
- Navicula graeffii Grunow ex A.Schmidt, 1875
- Navicula gralana Carter & Denny, 1982
- Navicula grammatostoma Ehrenberg, 1841 †
- Navicula grammitis Bory, 1831
- Navicula grammitis Turpin, 1827
- Navicula granii Pantocsek, 1908
- Navicula granoryza Giffen, 1966
- Navicula granulata Bailey, 1854
- Navicula granulata Brébisson in Gregory, 1855
- Navicula granulata Ehrenberg, 1836
- Navicula granulata sensu Schmidt in Schmidt & al., 1875
- Navicula granulifera Skvortzow, 1937
- Navicula granum Schumann, 1867
- Navicula granumavenae Schumann, 1867
- Navicula grasmueckii Lange-Bertalot, 1993
- Navicula grata Pantocsek, 1889
- Navicula gratissima Hustedt, 1944
- Navicula gravistriata R.M.Patrick, 1959
- Navicula gregalis Cholnoky, 1963
- Navicula gregaria Donkin, 1861
- Navicula gregarioides Cholnoky
- Navicula gregoriana Greville, 1857
- Navicula gregoriana O'Meara, 1874
- Navicula gregorii O'Meara, 1875
- Navicula gregorii Ralfs ex Pritchard, 1861
- Navicula gretharum Simonsen, 1974
- Navicula grevilleana Hendey, 1964
- Navicula grevillei (Agardh) Heiberg, 1863
- Navicula grevillei Donkin, 1871
- Navicula grevilleoides Hustedt, 1962
- Navicula griffithii M. Peragallo in Tempère & Peragallo, 1909
- Navicula grimmii Krasske
- Navicula grimmioides Cholnoky, 1963
- Navicula grippii Simonsen., 1966
- Navicula groenlandica Cleve, 1881
- Navicula groschopfi Hustedt, 1939
- Navicula groschopfii Hustedt, 1939
- Navicula grossepunctata Hustedt, 1944
- Navicula grovei Cleve, 1893
- Navicula grovei Meister, 1932
- Navicula groveoides Hustedt, 1966
- Navicula grudeensis Foged, 1970
- Navicula gruendleri (Cleve & Grunow) Cleve
- Navicula gruendleri Schmidt, 1873
- Navicula grundleri
- Navicula grundleriana O'Meara, 1876
- Navicula grundtvigii Foged, 1966
- Navicula grunowiana De Toni, 1891
- Navicula grunowii O'Meara, 1876
- Navicula grunowii Rabenhorst
- Navicula guadalupensis Manguin in Bourrelly & Manguin, 1952
- Navicula guarujana Zimmermann, 1918
- Navicula guaynaboensis Hagelstein, 1939
- Navicula guayqueriae Frenguelli, 1934
- Navicula guetharyana Fusey, 1953
- Navicula guihotii Amossé, 1969
- Navicula guinardiana Brun in Brun & Tempère, 1889
- Navicula gujaratensis Guiry & Karthick, 2020
- Navicula guluensis Giffen, 1963
- Navicula gurovii Pantocsek, 1892 †
- Navicula guttata Grunow, 1880
- Navicula guttulifera Rabenhorst, 1853
- Navicula gutvinskii Pantocsek, 1892
- Navicula gyrinida Mann, 1907
- Navicula gysingensis Foged, 1952
- Navicula gálikii Pantocsek, 1889
- Navicula h Karsten, 1899
- Navicula h-album Cleve, 1894
- Navicula habena M.H.Hohn & Hellerman, 1963
- Navicula habita Hustedt, 1952
- Navicula habitata W. Smith, 1859
- Navicula hachiroensis H. Kobayasi in Kobayasi & al., 1977
- Navicula hagelsteinii Hustedt, 1962
- Navicula hahni Petit
- Navicula haitiana
- Navicula hajosii Pantocsek, 1909
- Navicula halinae A. Witkowski, H. Lange-Bertalot & D. Metzeltin, 2000
- Navicula halionata Pantocsek
- Navicula halophilioides Hustedt, 1959
- Navicula halophiloides Hustedt, 1959
- Navicula hambergi Hustedt, 1924
- Navicula hamiltonii A. Witkowski, H. Lange-Bertalot & D. Metzeltin, 2000
- Navicula hamulifera Grunow, 1880
- Navicula hancockii Schoeman in Schoeman & Meaton, 1982
- Navicula hangchowensis Skvortzow, 1937
- Navicula hankae Skvortzow, 1929
- Navicula hanseatica Lange-Bertalot & Stachura, 1998
- Navicula hanseni Möller, 1950
- Navicula hanseniana Lee & Reimer, 1984
- Navicula hantkenii Pantocsek, 1889
- Navicula haradaae Pantocsek, 1892
- Navicula harbinensis Skvortzow, 1937
- Navicula harderi Hustedt, 1949
- Navicula hariola Cholnoky, 1966
- Navicula harmoniae L.L.Bahls, 2014
- Navicula harpa Ehrenberg, 1846
- Navicula harrisoniana Cholnoky, 1959
- Navicula hartii Cholnoky, 1963
- Navicula hartzii Foged, 1962
- Navicula hassiaca Krasske, 1925
- Navicula hasta Pantocsek, 1892
- Navicula hastaeformis Cholnoky, 1960
- Navicula hastata Jurilj, 1954 †
- Navicula hastatula Lange-Bertalot & Miho, 2001
- Navicula hauckii Cleve, 1881
- Navicula haueri Grunow
- Navicula hawaiiensis Johansen in Rushforth, Kaczmarska & Johansen, 1984
- Navicula haynaldii Pantocsek, 1889
- Navicula haytiana Truan y Luard & Witt, 1888
- Navicula hazslinsky
- Navicula hazslinszkyi Pantocsek, 1889
- Navicula hebetata W. Smith, 1859
- Navicula hebridensis Gregory
- Navicula hecateia Cholnoky, 1965
- Navicula hedini Hustedt, 1922
- Navicula heeri Pantocsek
- Navicula heerii Pantocsek, 1889
- Navicula heidenii (Heiden) Simonsen, 1992
- Navicula heilprinensis Foged, 1955
- Navicula heimansii van Dam & Kooyman, 1982
- Navicula heimansioides Lange-Bertalot, 1993
- Navicula heimii Manguin
- Navicula helea Frenguelli, 1933
- Navicula helensis Schulz, 1926
- Navicula helensoides Archibald, 1966
- Navicula helmandensis Foged, 1959
- Navicula helminae Heiden
- Navicula hemilyrata Missuna, 1914
- Navicula hemiptera sensu Schmidt in Schmidt & al., 1876
- Navicula hemiviridula M. Peragallo in Héribaud & al., 1920
- Navicula henckeli Skvortzow & Meyer, 1928
- Navicula hennedii Janisch, 1862
- Navicula hennedyella Hustedt, 1987
- Navicula hennedyi W.Smith, 1856
- Navicula hennedyi sensu Witt, 1885
- Navicula hennedyii
- Navicula hennedyoides Hustedt, 1964
- Navicula henriquesii Zimmermann, 1917
- Navicula herbstiae Metzeltin & Lange-Bertalot, 1998
- Navicula heribaudi M.Peragallo
- Navicula heroina A.W.F.Schmidt, 1876
- Navicula herrmanii Reichelt in Cleve, 1894
- Navicula hetero-punctata Chin & Cheng, 1979
- Navicula heteroflexa Pantocsek
- Navicula heterostauron Germain, 1937
- Navicula heterosticha Yartseva, 1960
- Navicula heterostriata Fusey, 1948
- Navicula heterovalvata R.Simonsen, 2012
- Navicula heufleri Grunow, 1860
- Navicula hevesensis Pantocsek, 1889
- Navicula heviziana Gallik, 1935
- Navicula hexapla A.W.F.Schmidt, 1877
- Navicula hibernica O'Meara, 1875
- Navicula hibschii Reichelt collection, 1900
- Navicula higleri A.Witkowski & Lange-Bertalot, 2009
- Navicula hilarula Pantocsek, 1892
- Navicula hilliardii Manguin ex Kociolek & Reviers, 1996
- Navicula hintzii Lange-Bertalot, 1993
- Navicula hippodontafallax Witkowski & Ch.Li in Witkowski & al., 2016
- Navicula hippodontaformis A. Witkowski, C. Riaux-Gobin & G. Daniszewska-Kowalczyk, 2010
- Navicula hirudo Rabenhorst, 1864
- Navicula hochstetteri Grunow, 1863
- Navicula hochstetteriana Grunow, 1867
- Navicula hodgeana Patrick & Freese, 1961
- Navicula hoefleri Cholnoky & Schindler
- Navicula hoevsgoelreinhardtii M.B.Edlund & N.Soninkhishing, 2009
- Navicula hoffmannii Pantocsek, 1889
- Navicula hofmanniae Lange-Bertalot, 1993
- Navicula hohnii VanLandingham, 1975
- Navicula hollandica Cholnoky, 1963
- Navicula hollerupensis Foged, 1962
- Navicula holmenii N.Foged, 1955
- Navicula holmiensis Cleve, 1881
- Navicula holstii Cleve, 1881
- Navicula holubyi Pantocsek, 1886
- Navicula homburgiana Hustedt, 1966
- Navicula honesta Fontell in Man., Cleve-Euler, 1953
- Navicula hongkongensis Skvortzov, 1975
- Navicula hordeiformis Pantocsek, 1889
- Navicula hornigii Pantocsek, 1892
- Navicula horstii D. Metzeltin in D. Metzeltin & H. Lange-Bertalot, 2002
- Navicula horvathii Grunow, 1860
- Navicula hospes Schmidt in Schmidt & al., 1875
- Navicula hovassei Manguin, 1954
- Navicula hudsonis Grunow, 1891
- Navicula huei
- Navicula hugenottarum Cholnoky, 1959
- Navicula humboldtiana H. Lange-Bertalot & Rumrich in U. Rumrich, H. Lange-Bertalot & M. Rumrich, 2000
- Navicula humilis Donkin, 1872
- Navicula humjibreensis Foged, 1966
- Navicula hummii Hustedt, 1955
- Navicula hunanensis J.Y.Chen & H.Z.Zhu
- Navicula huniensis Foged, 1966
- Navicula hustedtiana Simonsen, 1959
- Navicula hustedtii Krasske, 1923
- Navicula hustedtii sensu Foged, 1958
- Navicula hyalina Hajós, 1968
- Navicula hyalinula De Toni, 1891
- Navicula hyalosira Cleve, 1891
- Navicula hyalosirella Hustedt, 1987
- Navicula hybrida M. Peragallo & Héribaud in Héribaud, 1893
- Navicula hyperborea Grunow, 1860
- Navicula hypothetica
- Navicula hyrtlii Pantocsek
- Navicula iasnitskii Skvortzow & Meyer, 1928
- Navicula iberica Azpeitia, 1911
- Navicula ignobilis Krasske, 1938
- Navicula ignobilis Pantocsek, 1889
- Navicula ignorata Schimanski, 1978
- Navicula ignorata Skvortzov, 2012
- Navicula ignota Krasske, 1932
- Navicula ikarii
- Navicula illicita Manguin ex Kociolek & Reviers, 1996
- Navicula illinoensis Ehrenberg, 1854
- Navicula illustra Pantocsek
- Navicula illustrioides Hustedt, 1964
- Navicula illustris Krasske, 1951
- Navicula ilopangoensis Hustedt, 1956
- Navicula imbecilla Cholnoky, 1959
- Navicula imbellis M.H.Hohn & Hellerman, 1963
- Navicula imbricata Bock, 1962
- Navicula imitans A.Mann, 1925
- Navicula impangenica Cholnoky, 1968
- Navicula impercepta Hustedt, 1964
- Navicula imperfecta Cleve, 1883
- Navicula imperialis (Ehrenberg) Kützing, 1849
- Navicula impertila Hohn & Hellerman, 1966
- Navicula impexa Hustedt, 1961
- Navicula implana Hustedt, 1964
- Navicula impleta Cleve & Grove, 1891
- Navicula importuna Hustedt, 1942
- Navicula impressa Grunow in Schmidt & al., 1875
- Navicula impressa Lagerstedt in A. Schmidt, 1876
- Navicula inaequalis Crouan fr. in Schramm & Mazé, 1865
- Navicula inaequalis Crouan fr. in Schramm & Mazé, 1866
- Navicula inaequalis Ehrenberg, 1836 †
- Navicula inaequilatera Lagerstedt, 1873
- Navicula inaequistriata Rattray, 1887 (1888)
- Navicula inattingens R.Simonsen, 1959
- Navicula inaurata Hendey, 1958
- Navicula incarum U.Rumrich & Lange-Bertalot
- Navicula incerta Ehrenberg, 1837
- Navicula incertata Lange-Bertalot, 1985
- Navicula incisa Meister, 1932
- Navicula incisa O'Meara, 1876
- Navicula inclementis Hendey, 1964
- Navicula inclinata Hustedt, 1945
- Navicula includens Pantocsek, 1892
- Navicula incoacta Hustedt, 1987
- Navicula incognita Krasske, 1932
- Navicula incomitatus M.H.Hohn & Hellerman, 1963
- Navicula incomperta Lewis
- Navicula incomposita Hagelstein
- Navicula incompta Krasske, 1932
- Navicula incongruens Hendey, 1977
- Navicula inconspicua Gregory, 1857
- Navicula incudiformis Grunow in Cleve, 1883
- Navicula inculta Manguin, 1964
- Navicula inculta Pantocsek, 1892
- Navicula incurva
- Navicula incurvata Gregory, 1856
- Navicula incus Grunow, 1876
- Navicula indefinita M. Peragallo in Tempère & Peragallo, 1908
- Navicula indemnis M.H.Hohn & Hellerman, 1963
- Navicula index Tempère & Brun in Brun & Tempère, 1889
- Navicula indianensis Reimer, 1961
- Navicula indica Ehrenberg, 1845
- Navicula indicatrix VanLandingham, 1975
- Navicula indifferens Hustedt, 1942
- Navicula indigens Mann, 1925
- Navicula indu Skvortzov, 2012
- Navicula inducens Cholnoky, 1963
- Navicula indulgens Simonsen, 1959
- Navicula inelegans Grove & Sturt, 1887
- Navicula inexacta A. Mann, 1925
- Navicula inexpectans J.R.Carter, 1964
- Navicula inexplorata Krasske, 1939
- Navicula inexspectans Carter, 1964
- Navicula infaceta Cholnoky, 1959
- Navicula infirma Grunow, 1882
- Navicula infirma Manguin, 1941
- Navicula infirmata Hustedt & Manguin in Rabenhorst, 1962
- Navicula inflasa Rabenhorst, 1859
- Navicula inflata Donkin, 1870
- Navicula inflata Gandhi, 1970
- Navicula inflata Grunow in Cleve & Möller, 1879
- Navicula inflatoides H.P. Gandhi, 1998
- Navicula inflexa (Gregory) Ralfs, 1861
- Navicula informe Grunow
- Navicula infossa Laslandes & Kociolek in Kociolek & al., 2014
- Navicula infrenis M.H.Hohn & Hellerman, 1963
- Navicula ingapirca H. Lange-Bertalot & Rumrich in U. Rumrich, H. Lange-Bertalot & M. Rumrich, 2000
- Navicula ingens Mann, 1925
- Navicula ingenua Hustedt, 1957
- Navicula ingoldii Foged, 1966
- Navicula ingrata Krasske, 1938
- Navicula ingstadii Foged, 1964
- Navicula ingustata Cholnoky, 1962
- Navicula iniqua Krasske, 1932
- Navicula injusta Simonsen, 1959
- Navicula innommata Leuduger-Fortmorel, 1892
- Navicula inornata Grunow, 1880
- Navicula inpossibilis Cholnoky, 1966
- Navicula inpunctata Cholnoky, 1957
- Navicula inquisitor Cholnoky, 1968
- Navicula inscendens Pantocsek, 1905
- Navicula inscriptura Hendey, 1977
- Navicula insepta Carter & Denny, 1982
- Navicula insequens Hustedt, 1955
- Navicula inseriata Hajós, 1968
- Navicula insignificans Mann, 1925
- Navicula insignis Pantocsek, 1889
- Navicula insignita Hustedt, 1942
- Navicula insociabilis sensu Hustedt in Schmidt & al., 1934
- Navicula insolata Loseva, 1983
- Navicula insolita É.Manguin ex J.P.Kociolek & B.de Reviers, 1996
- Navicula insolubilis Cholnoky, 1963
- Navicula insularis Cleve-Euler, 1953
- Navicula insularis Ehrenberg, 1841
- Navicula insulsa Manguin, 1952
- Navicula insulsa Metzeltin & Lange-Bertalot, 1998
- Navicula insuta Manguin, 1960
- Navicula intacta Pantocsek, 1902
- Navicula intercedens Schmidt in Schmidt & al., 1890
- Navicula interglacialis Hustedt, 1944
- Navicula interlineata Grove & Sturt, 1886
- Navicula intermedia (Grunow in Schmidt & al.) Mann, 1907
- Navicula intermixta Hustedt, 1966
- Navicula interposita Lewis, 1865
- Navicula interrupta Hustedt & Ehrenberg in Ehrenberg
- Navicula interrupta Marsson, 1900
- Navicula interruptestriata Simonsen in Schwabe & Simonsen, 1961
- Navicula interversa Peragallo & Peragallo, 1911
- Navicula intestinalis Lange-Bertalot & A.Witkowski, 2009
- Navicula intractata Hustedt, 1961
- Navicula intricata Karajeva, 1963
- Navicula inutilis Krasske, 1949
- Navicula invenusta Mann, 1907
- Navicula inversa Ehrenberg, 1840
- Navicula investigata Heiden, 1905
- Navicula invicta Hustedt in Schmidt & al., 1936
- Navicula invisitata Heiden in Schmidt & al., 1905
- Navicula involata Carter & Denny, 1982
- Navicula involuta Mayer, 1919
- Navicula iota Cleve, 1894
- Navicula iranensis Hustedt, 1962
- Navicula irata Krasske, 1932
- Navicula ireneae Van de Vijver, Jarlman & Lange-Bert., 2010
- Navicula iridescens Mann, 1925
- Navicula irmengardis Lange-Bertalot, 1996
- Navicula irminae A. Witkowski, C. Riaux-Gobin & G. Daniszewska-Kowalczyk, 2010
- Navicula irminiae A.Witkowski, C.Riaux-Gobin & G.Daniszewska-Kowalczyk, 2010
- Navicula irregularis Gasse, 1975
- Navicula irregularis Pantocsek, 1889
- Navicula irreversa Cholnoky, 1965
- Navicula irritans Cholnoky, 1959
- Navicula irritans Simonsen, 1959
- Navicula irrorata sensu Schmidt in Schmidt & al., 1874
- Navicula isabelensiformis Seddon & Witkowski, 2011
- Navicula isabelensiminor Seddon & Witkowski, 2011
- Navicula isabelensis Seddon & Witkowski, 2011
- Navicula isabelensoides Seddon & Witkowski, 2011
- Navicula iserentantii Lange-Bertalot & Witkowski, 2000 †
- Navicula isertii Foged, 1966
- Navicula islandica Grunow in Cleve & Möller, 1879
- Navicula islandica Østrup, 1918
- Navicula isolata K.E. Lohman, 1957
- Navicula isolita Manguin, 1960
- Navicula isostauron Ehrenberg, 1841
- Navicula iversenii Foged, 1962
- Navicula ivigtutensis Foged, 1953
- Navicula izsopallagae Heiden in Schmidt & al., 1905
- Navicula jaagi
- Navicula jacksoni Schrader, 1969
- Navicula jacobii Manguin in Bourrelly & Manguin, 1952
- Navicula jacotiae Schoeman, 1970
- Navicula jacuda Pantocsek, 1902
- Navicula jaernefelti Hustedt in Schmidt & al., 1936
- Navicula jaernefeltii Hustedt, 1942
- Navicula jaernefeltioides Ricard, 1975
- Navicula jakhalsensis VanLandingham, 1975
- Navicula jakkalsica Cholnoky, 1955
- Navicula jakovljevici Hustedt, 1945
- Navicula jamaicensis Greville
- Navicula janischiana Rabenhorst in Janisch & Rabenhorst, 1862
- Navicula janischii Castracane, 1886
- Navicula japonica Heiden, 1903
- Navicula jarnefelti
- Navicula jarrensis
- Navicula jasnitskii
- Navicula jatobensis Krasske
- Navicula javanenesis Leuduger-Fortmorel, 1892
- Navicula javanica Grunow, 1867
- Navicula jeffreyi Hallegraeff & Burford, 1996
- Navicula jejuna A.W.F.Schmidt
- Navicula jejunoides Van Heurck
- Navicula jelineckiana
- Navicula jelinekiana Grunow, 1867
- Navicula jennerii W.Smith, 1853
- Navicula jentzschii Grunow, 1882
- Navicula jequitinhonhae Zimmermann, 1919
- Navicula jessenii Foged, 1962
- Navicula jimboi Pantocsek, 1892
- Navicula jkarii Skvortzow, 1929
- Navicula jogensis H.P. Gandhi, 1996
- Navicula johanrossii Giffen, 1967
- Navicula johnsoniana Greville, 1863
- Navicula johnsonii (W.Smith) O'Meara, 1876
- Navicula jonssoni Østrup, 1918
- Navicula jordani Ehrenberg, 1854
- Navicula josephi Pantocsek, 1902
- Navicula josephinorum Zanon, 1928
- Navicula jota
- Navicula joubaudii H.Germain, 1982
- Navicula joursacensis Héribaud, 1903
- Navicula jouseana Skvortzow, 1971
- Navicula juanitalinda D. Metzeltin, H. Lange-Bertalot & F. García-Rodríguez, 2005
- Navicula jucuda Cleve-Euler, 1948
- Navicula jucuda Pantocsek, 1902
- Navicula jugata Cleve, 1881
- Navicula jugifera Hustedt in Schmidt & al., 1936
- Navicula julieni Héribaud & Brun in Héribaud, 1893
- Navicula jungii Krasske
- Navicula jurassensis Fusey, 1948
- Navicula jurgensii Kützing, 1844
- Navicula jurilji Hajós, 1968
- Navicula justa Hustedt, 1955
- Navicula juvenis (Ehrenberg) F.W. Mills, 1934
- Navicula kaapensis Cholnoky, 1955
- Navicula kaelfvensis Grunow Ms. in Cleve, 1894
- Navicula kaikonkiensis Woodhead & Tweed, 1960
- Navicula kalganica Skvortzow, 1935
- Navicula kamorthensis Grunow, 1863
- Navicula kamorthensis Schmidt in Schmidt & al., 1875
- Navicula kanemi Iltis, 1971
- Navicula kanitzii Pantocsek, 1892
- Navicula kantsiensis Giffen, 1967
- Navicula kappa Cleve, 1894
- Navicula karelia (Cleve) M. Peragallo, 1903
- Navicula karelica Cleve-Euler
- Navicula kariana Grunow in Cleve & Grunow, 1880
- Navicula kariana Meunier, 1910
- Navicula karsia Hohn, 1961
- Navicula karstenii Pantocsek, 1902
- Navicula karyokonites Cleve, 1883
- Navicula kawamurae Skvortzow, 1936
- Navicula keeleyi Patrick, 1945
- Navicula kefvingensis sensu Pantocsek, 1902
- Navicula kelleri Pantocsek, 1889
- Navicula kenaiensis McLaughlin & Stone, 1976
- Navicula kenaiensis Stone in McLaughlin & Stone, 1986
- Navicula kenon Skvortzow, 1938
- Navicula kenyae Cholnoky, 1960
- Navicula kepesii Grunow, 1884
- Navicula kerguelenensis Castracane, 1886
- Navicula kerguelensis Heiden
- Navicula kernensis Hanna, 1932
- Navicula kertschiana Pantocsek, 1902
- Navicula khentiiensis D. Metzeltin, H. Lange-Bertalot & S. Nergui, 2009
- Navicula kincaidii Sovereign, 1963
- Navicula kinkeriana Pantocsek, 1892
- Navicula kinkerii Pantocsek, 1889
- Navicula kirchenpauerii De Toni, 1891
- Navicula kirchneriana Florin, 1970
- Navicula kisber M.H.Hohn & Hellerman, 1963
- Navicula kittoniana O'Meara, 1875
- Navicula kittoniana Schmidt in Schmidt & al., 1874
- Navicula kizakensis Skvortzow, 1936
- Navicula kjellmanii (Cleve) Cleve
- Navicula klavsenii Østrup
- Navicula kleerekoperi Patrick, 1944
- Navicula knysnensis Cholnoky, 1956
- Navicula kochii Pantocsek, 1889
- Navicula koeiei Foged, 1959
- Navicula koenigi Brockmann, 1950
- Navicula kohlenbachii H. Lange-Bertalot & Rumrich in U. Rumrich, H. Lange-Bertalot & M. Rumrich, 2000
- Navicula kohlmaieri Lange-Bertalot, 1998
- Navicula kolbei Meister, 1932
- Navicula kolbei Poretzky & Anissimova, 1933
- Navicula kolentiensis Woodhead & Tweed, 1960
- Navicula kolugoensis Foged, 1966
- Navicula komarovii Poretzky, 1940
- Navicula kongsfjordensis Stachura & al., 2015
- Navicula koniamboensis Manguin ex Kociolek & Reviers, 1996
- Navicula konstantini Skabichevskií, 1952
- Navicula koreana Skvortzow, 1936
- Navicula korzeniewskii A. Witkowski, H. Lange-Bertalot & D. Metzeltin, 2000
- Navicula koslowii Pantocsek, 1913
- Navicula kossuthii Pantocsek, 1886
- Navicula kotschyana Grunow in Cleve & Grunow, 1880
- Navicula kovalchookiana Skvortzow, 1937
- Navicula kozlowii
- Navicula kpongensis Foged, 1966
- Navicula kraeuselii Cholnoky, 1954
- Navicula krammeriae Lange-Bertalot in Lange-Bertalot & Metzeltin, 1996
- Navicula krasskei Hustedt, 1930
- Navicula krenneri Z.Levkov, M.B.Edlund & T.Nakov, 2008 †
- Navicula kriegeri Krasske, 1943
- Navicula krockii Grunow, 1882
- Navicula krsticii Z.Levkov, 2007
- Navicula kryokonites Cleve
- Navicula kryophila Cleve, 1883
- Navicula kuelbsii Lange-Bertalot, 1985
- Navicula kuetzingiana H.L. Smith, 1878
- Navicula kuetzingii Grunow, 1860
- Navicula kuntzei Reichelt, 1898
- Navicula kuolensis Cleve-Euler, 1934
- Navicula kuripanensis Hustedt in Schmidt & al., 1936
- Navicula kurzii Grunow in Cleve, 1878
- Navicula kuseliana H. Lange-Bertalot & Rumich in U. Rumrich, H. Lange-Bertalot & M. Rumrich, 2000
- Navicula kutzingiana H.L.Smith, 1878
- Navicula kuusamensis Cleve-Euler, 1939
- Navicula kuwaitiana Hendey, 1970
- Navicula kwamkuji Hustedt, 1922
- Navicula kützingiana Hilse, 1863
- Navicula labrobacata Bone & Gosden, 1968
- Navicula lacertosa Hustedt, 1955
- Navicula laciniosa Schmidt in Schmidt & al., 1875
- Navicula lacrimans A.W.F.Schmidt
- Navicula lacrymans
- Navicula lacuna Patrick & Freese, 1961
- Navicula lacunarum Grunow, 1880
- Navicula lacunicola Patrick & Freese, 1961
- Navicula lacunolaciniata Lange-Bertalot & Bonik, 1976
- Navicula lacunosa Simonsen, 1992
- Navicula lacus-chandolensis Guiry & Karthick, 2020
- Navicula lacus-karluki Manguin ex Kociolek & Reviers, 1996
- Navicula lacus-lemani (J.Brun) J.Brun
- Navicula lacusbaicali
- Navicula lacuskarluki Manguin, 1960
- Navicula lacuslemanii
- Navicula lacustris Grunow, 1860
- Navicula lacustris Schmidt, 1874
- Navicula lacuum Lange-Bert., Hofmann, Werum & Van de Vijver, 2009
- Navicula ladogensis Cleve, 1891
- Navicula laeta A.Mayer, 1919
- Navicula laeta Ehrenberg, 1841
- Navicula laetvittata
- Navicula laevimarginata Hustedt, 1966
- Navicula laevis Cleve-Euler, 1922
- Navicula laevis Ehrenberg, 1854
- Navicula laevis Pantocsek, 1889
- Navicula laevissima sensu Donkin, 1871
- Navicula laevissima sensu W. Smith, 1856
- Navicula lagerheimii sensu Hustedt, 1921
- Navicula lagerheimii sensu Manguin, 1942
- Navicula lagerstedti
- Navicula lagerstedtii O'Meara, 1876
- Navicula lagerstedtii sensu Hustedt in Schmidt & al., 1934
- Navicula lagerstedtii sensu Kolbe, 1959
- Navicula lagerstedtii sensu Motschi, 1907
- Navicula lagunae Seddon & Witkowski, 2011
- Navicula laingii Foged, 1966
- Navicula lalia M.H.Hohn & Hellerman, 1963
- Navicula lambertensis Héribaud, 1903
- Navicula lamella Ehrenberg, 1840
- Navicula lamii Manguin, 1941
- Navicula lampra Schrader, 1969
- Navicula lamprocampa Ehrenberg, 1840
- Navicula lamprocarpa
- Navicula lanceolata Ehrenberg, 1838
- Navicula lanceolata sensu Hassall, 1845
- Navicula lanceolata sensu W. Smith, 1853
- Navicula lancettula Schumann, 1867
- Navicula lange-bertalotii E.Reichardt, 1985
- Navicula langoraensis Foged, 1966
- Navicula lapeyrereana Tempère & M. Peragallo in Tempère & Peragallo, 1908
- Navicula lapidosa sensu Foged, 1958
- Navicula lapila J.R.Carter, 1981
- Navicula lapsa Carter & Denny, 1992
- Navicula lata Brébisson ex Kützing, 1846
- Navicula lata sensu Van Heurck, 1880
- Navicula latelongitudinalis R.M.Patrick, 1959
- Navicula latens Krasske ex Hustedt, 1934 †
- Navicula lateropunctata J.H.Wallace, 1960
- Navicula laterostrata Hustedt, 1925
- Navicula latestriata Gregory
- Navicula latestriata Petit & Leuduger-Fortmoral
- Navicula latevittata Pantocsek, 1892
- Navicula laticeps Hustedt, 1942
- Navicula laticeps sensu Cleve-Euler, 1953
- Navicula latissima J.W. Bailey, 1854
- Navicula latissima sensu Brockmann, 1928
- Navicula lauca U.Rumrich & Lange-Bertalot
- Navicula lauriensis J.Frenguelli & H.A.Orlando, 1958
- Navicula lauta Grunow
- Navicula lawsonii Foged, 1966
- Navicula leboimei Manguin, 1960
- Navicula leemanniae Cholnoky, 1854
- Navicula lefevrei Manguin in Allorge & Manguin, 1941
- Navicula legumen Ehrenberg
- Navicula lehmanniae Lange-Bertalot & Steindorf in Moser, Steindorf & Lange-Bertalot, 1995
- Navicula leistikowii Lange-Bertalot, 1993
- Navicula lemanniae Cholnoky, 1954
- Navicula lemkei A.Witkowski, 2009
- Navicula lemmermanni Hustedt, 1911
- Navicula lengana
- Navicula lenoblei Manguin, 1952
- Navicula lenticula Østrup, 1913
- Navicula lenzi Krasske, 1939
- Navicula lenzii Hustedt, 1936
- Navicula leonardii Compère, 1967
- Navicula leonis Pantocsek, 1905
- Navicula lepida Gregory, 1856
- Navicula lepidissima Cleve-Euler, 1953
- Navicula lepidosa Khabakov, 1945
- Navicula lepidula Grunow, 1880
- Navicula lepta Schrader, 1969
- Navicula leptocephala Brébisson, 1880
- Navicula leptocephala Rabenhorst, 1853
- Navicula leptoceros Ehrenberg, 1854
- Navicula leptogongyla Ehrenberg, 1841 †
- Navicula leptogongyla Ehrenberg, 1843
- Navicula leptolopa Meister, 1937
- Navicula leptorhynchus Ehrenberg, 1843
- Navicula leptosoma Grunow, 1880
- Navicula leptostigma sensu Pantocsek, 1902
- Navicula leptostriata Jørgensen, 1948
- Navicula leptostylus Ehrenberg, 1842
- Navicula leptotermina Ehrenberg, 1844 (1845)
- Navicula lesinensis Cleve ex Thum, 1889
- Navicula lesinensis Grunow in Cleve, 1885
- Navicula lesmonensis Hustedt, 1957
- Navicula lesothensis Schoeman, 1969
- Navicula letourneurii Pantocsek, 1889
- Navicula letulenta Archibald, 1966
- Navicula leudugeri Cleve, 1883
- Navicula levanderi Hustedt, 1934
- Navicula leveillei Héribaud, 1903
- Navicula levensis Carruthers in J.E. Gray, 1864
- Navicula levis Pantocsek, 1889
- Navicula levissima
- Navicula leviuscula De Toni, 1891
- Navicula lewisiana Greville, 1863
- Navicula liaotungiensis Skvortzow, 1929
- Navicula libellus Gregory, 1857
- Navicula libonensis Schoeman, 1970
- Navicula librile Ehrenberg, 1832
- Navicula liburnica Grunow, 1860
- Navicula libyca Ehrenberg, 1840
- Navicula licenti Skvortzow, 1935
- Navicula ligneri Lauby, 1910
- Navicula limanense Østrup in Héribaud & al., 1920
- Navicula limata Hustedt, 1944
- Navicula limatoides Hustedt, 1950
- Navicula limbata Ehrenberg, 1843
- Navicula limicola Cleve, 1893
- Navicula limitanea Schmidt in Schmidt & al., 1875
- Navicula limnetica Kociolek in Kociolek & al., 2014
- Navicula limosa Rabenhorst, 1853
- Navicula limosa sensu Donkin, 1872
- Navicula limosa sensu Lagerstedt, 1873
- Navicula limpida Perty, 1852
- Navicula lindae Sullivan & Reimer, 1975
- Navicula linearicuneata Gleser in Afanas'eva & Gleser, 1986
- Navicula linearis Bory, 1827
- Navicula linearis Grunow, 1860
- Navicula lineata Bory, 1824
- Navicula lineata Bory, 1827
- Navicula lineata Turpin, 1828 (1816-1829)
- Navicula lineola Ehrenberg, 1854
- Navicula lineola Grunow
- Navicula lineolata Ehrenberg, 1838
- Navicula lineolata Ehrenberg, 1843
- Navicula lineostriata Patrick, 1936
- Navicula linter O. Witt, 1873
- Navicula liostauron Ehrenberg, 1841
- Navicula liouvillei M. Peragallo, 1921
- Navicula lirata Ehrenberg
- Navicula lithognatha Cholnoky, 1963
- Navicula lithognathoides Cholnoky, 1963
- Navicula litoralis
- Navicula litoricola Hustedt, 1955
- Navicula litorina Heiden, 1900
- Navicula litoris Salah, 1953
- Navicula litos M.H.Hohn & Hellerman, 1963
- Navicula littoralioides de Wildeman, 1897
- Navicula littoralis Donkin, 1871
- Navicula ljungneri Cleve-Euler
- Navicula lobata Cleve, 1878
- Navicula lobata Grove & Sturt, 1887
- Navicula lobata Schwartz in Rabenhorst, 1877
- Navicula lobeliae Jørgensen, 1948
- Navicula loczyi Pantocsek, 1889
- Navicula lohmannii H. Lange-Bertalot & Rumrich in U. Rumrich, H. Lange-Bertalot & M. Rumrich, 2000
- Navicula loibl-sittlerii Reichardt, 1988
- Navicula lomastriata Hohn, 1966
- Navicula londonensis Foged, 1964
- Navicula longa (Gregory) Ralfs ex Pritchard, 1861
- Navicula longi Reinhold, 1937
- Navicula longicephala Hustedt, 1944
- Navicula longifissa Hustedt, 1952
- Navicula longirostris Hustedt, 1930
- Navicula longistriata Horikawa & Okuno in Okuno, 1940
- Navicula lorami Frenguelli, 1936 (1938)
- Navicula lorcana Azpeitia, 1911
- Navicula lorenziana Grunow, 1860
- Navicula lorenzii (Grunow) Hustedt, 1961
- Navicula lovenii Foged, 1964
- Navicula loveridgei Cholnoky, 1964
- Navicula lubbockii Hohn & Hellerman, 1961
- Navicula lubetii Konig, 1959
- Navicula lucenoides Giffen, 1980
- Navicula lucens Hustedt, 1942
- Navicula lucentiformis Cholnoky, 1960
- Navicula luciae A. Witkowski & H. Lange-Bertalot in H. Lange-Bertalot & S. I. Genkal, 1999
- Navicula luciana Cholnoky, 1960
- Navicula lucida O'Meara, 1876
- Navicula lucida Pantocsek, 1892
- Navicula lucidula Grunow, 1880
- Navicula lucifica (Kuntze) Pantocsek
- Navicula lucinensis Hustedt, 1950
- Navicula luculenta A.W.F.Schmidt, 1876
- Navicula ludloviana Schmidt, 1876 †
- Navicula ludlowiana
- Navicula luisii Patrick, 1961
- Navicula lumbricastriata Hohn & Hellerman, 1966
- Navicula lumen H. Peragallo, 1888
- Navicula lunata Kützing, 1844
- Navicula lunatapicalis Salah, 1953
- Navicula lundii Reichardt, 1985
- Navicula lundii Sinha & Srivastava, 1986
- Navicula lundstroemii sensu Cholnoky, 1958
- Navicula lundstromii
- Navicula lundströmii
- Navicula lunula Cleve, 1894
- Navicula lunulifera H.P.Gandhi ex Karthick, 2020
- Navicula lunyacsekii Pantocsek, 1886
- Navicula lupula Carter & Denny, 1982
- Navicula lurinda Carter & Denny, 1982
- Navicula lusitanica Zimmermann, 1917
- Navicula lusoria Giffen, 1975
- Navicula luxoriensis Foged, 1980
- Navicula luzonensis Hustedt, 1942
- Navicula lychnidis Jurilj, 1954
- Navicula lyra Ehrenberg, 1843
- Navicula lyra Kitton, 1884
- Navicula lyra sensu Brockmann, 1950
- Navicula lyra sensu Hanna, 1933
- Navicula lyrans Jurilj, 1957
- Navicula lyrata Ehrenberg, 1856
- Navicula lyrella Hustedt, 1964
- Navicula lyrigera Østrup, 1918
- Navicula mabokiana Fusey, 1964
- Navicula macdonaghi Frenguelli, 1930
- Navicula macer Schoeman, 1973
- Navicula maceria Schimanski, 1978
- Navicula macilenta Ehrenberg, 1837 †
- Navicula macra Grunow, 1876
- Navicula macraeana Pantocsek, 1889
- Navicula macraei Rabenhorst, 1864
- Navicula macrocephala Schumann, 1867
- Navicula macrogongyla Rabenhorst, 1860
- Navicula macromphala Schumann, 1867
- Navicula macropunctata Hajós, 1973
- Navicula macula Gregory, 1856
- Navicula maculata Hustedt
- Navicula maculosa Donkin, 1871
- Navicula maculosa H. Peragallo & M. Peragallo, 1898
- Navicula madagascarensis Cleve in Tempère, 1890
- Navicula madagascarensis Fritsch, 1914
- Navicula madeirensis Lange-Bertalot, 1993
- Navicula madrae Hanna & Grant, 1926
- Navicula madumensis E.G.Jørgensen, 1948
- Navicula maeandriana Cleve, 1893
- Navicula maeandrinoides Hustedt in Schmidt & al., 1930
- Navicula maeotica Pantocsek, 1902
- Navicula magellancia
- Navicula maginii M. Peragallo, 1924
- Navicula magna Skvortzov
- Navicula magnifica Hustedt in Schmidt & al., 1934
- Navicula magocsyi
- Navicula maharashtrensis Sarode & Kamat, 1984
- Navicula mahoodii A. Witkowsi & Witton in A. Witkowski, H. Lange-Bertalot & D. Metzeltin, 2000
- Navicula maidanae Metzeltin & Lange-Bertalot, 1998
- Navicula maillardii Germain, 1982
- Navicula major (sensu Dippel) F.W. Mills, 1934
- Navicula major sensu Grunow in Schmidt & al., 1876
- Navicula major sensu W. Smith, 1853
- Navicula majuscula Hustedt, 1964
- Navicula majusculoides Hustedt, 1964
- Navicula malacarae Frenguelli, 1945
- Navicula maleposita Simonsen, 1992
- Navicula maliana Maillard, 1977
- Navicula malica Carter & Denny, 1982
- Navicula malinvaudi Héribaud, 1902
- Navicula malombensis Otto Müller, 1910
- Navicula malutiana Schoeman, 1969
- Navicula mammalis Castracane, 1886
- Navicula manginii M. Peragallo, 1924
- Navicula manguini Guermeur, 1954
- Navicula manifesta Hustedt, 1939
- Navicula manifesta Marsson, 1900
- Navicula maniliensis
- Navicula mannii Hagelstein, 1939
- Navicula manokwariensis Cholnoky, 1963
- Navicula mansiensis Foged, 1966
- Navicula mantichora Pantocsek, 1892
- Navicula manubialis Archibald, 1966
- Navicula mardansouensis Héribaud, 1908
- Navicula margalithii Lange-Bertalot, 1985
- Navicula margarita Pantocsek, 1905
- Navicula margarita Schmidt in Schmidt & al., 1892
- Navicula margaritacea Hustedt, 1937
- Navicula margaritata Pantocsek, 1903
- Navicula margaritiana Witkowski, 1994
- Navicula margaritifera Pantocsek, 1892
- Navicula margaritifera Truan y Luard & Witt, 1888
- Navicula marginata Lewis, 1862
- Navicula marginestriata Hustedt in Schmidt & al., 1936
- Navicula margino-nodularis Salah, 1953
- Navicula margino-ornata Salah, 1955
- Navicula marginolineata Grove & Sturt, 1887
- Navicula marginonodularis Salah, 1953
- Navicula marginopunctata Grove & Sturt, 1887
- Navicula marginulata Cleve, 1881
- Navicula maria Hohn, 1966
- Navicula mariagracielae D. Metzeltin, H. Lange-Bertalot & F. García-Rodríguez, 2005
- Navicula marina Janisch & Rabenhorst, 1863
- Navicula mariposae Cholnoky, 1968
- Navicula marlieri Kufferath, 1957
- Navicula marmorata Jurilj, 1957
- Navicula marnieri Manguin, 1957
- Navicula marnierii Manguin, 1960
- Navicula martini Krasske, 1939
- Navicula martinii Krasske
- Navicula martonfii Pantocsek, 1892
- Navicula martyi Lauby, 1910
- Navicula massadaea Ehrlich, 1978
- Navicula massalskiana Kochman-Kedziora, Olech & Van de Vijver, 2020
- Navicula mastogloidea Pantocsek, 1886
- Navicula matanza VanLandingham, 1975
- Navicula mauleri Brun, 1891
- Navicula mauriciana Van Heurck, 1909
- Navicula maxima sensu Donkin, 1872
- Navicula mayeri A. Cleve, 1953
- Navicula mediacomplexa M.H.Hohn & Hellernan, 1963
- Navicula mediahelos M.H.Hohn & Hellerman, 1963
- Navicula medica Skvortzow, 1935
- Navicula medioconvexa Hustedt, 1961
- Navicula mediocostata Reichardt, 1988
- Navicula mediocriformis Coste & Ricard, 1983
- Navicula medioinflata Pantocsek, 1912
- Navicula mediopartita E.Grove ex A.Schmidt, 1896
- Navicula mediopunctata Hustedt in Schmidt & al., 1934
- Navicula mediterranea Cleve & Brun
- Navicula mediterranea Kützing, 1844
- Navicula megacuspida Carlson, 1913
- Navicula megaloptera (Ehrenberg) Héribaud, 1893
- Navicula megapolitana Heiden in Schmidt & al., 1903
- Navicula megastauros Cleve, 1883
- Navicula meisterii Pantocsek, 1912
- Navicula melanesica Lange-Bertalot & Steindorf in Moser, Steindorf & Lange-Bertalot, 1995
- Navicula melanocephala Giffen, 1975
- Navicula melchersi Kutner, 1961
- Navicula meleagris Kützing, 1844
- Navicula melovskii Z.Levkov & S.Krstic, 2007
- Navicula membranacea Cleve, 1897
- Navicula menageae Cholnoky, 1954
- Navicula menaiana Hendey, 1956
- Navicula menapiensis O'Meara, 1876
- Navicula menda J.R.Carter & Bailey-Watts, 1981
- Navicula mendica Mann, 1925
- Navicula mendosina Frenguelli, 1934
- Navicula mendotia VanLandingham, 1975
- Navicula mengeae Cholnoky, 1954
- Navicula menilitica Pantocsek, 1889
- Navicula meniscoides Hustedt, 1955
- Navicula meniscula
- Navicula menisculus Schumann, 1867 †
- Navicula menisculus sensu Krenner, 1926
- Navicula menisculus sensu Pantocsek, 1902
- Navicula meniscus sensu Meister, 1912
- Navicula mentzii Foged, 1962
- Navicula mereschkowskii
- Navicula meridiepacifica Hustedt
- Navicula meridionalis Hustedt, 1952
- Navicula meridiorecens D. Metzeltin, H. Lange-Bertalot & F. García-Rodríguez, 2005
- Navicula mersa Heiden
- Navicula mesogongyla (Ehrenberg) Kützing
- Navicula mesoleia Cleve in Cleve & Moller, 1879
- Navicula mesoleia Cleve, 1881
- Navicula mesolepta Heiberg, 1863
- Navicula mesolepta sensu Schmidt in Schmidt & al., 1876
- Navicula mesoleptoides Reinhard, 1869 (1870)
- Navicula mesopachya Ehrenberg, 1842
- Navicula mesotyla sensu Kutzing, 1844
- Navicula mesotyla sensu Schumann, 1867
- Navicula meulemansii A.Mertens, A.Witkowski & Lange-Bertalot, 2013
- Navicula meyeri Foged, 1966
- Navicula meyeri Skvortzov, 1937
- Navicula mica Hohn & Hellerman, 1963
- Navicula microcari Lange-Bertalot, 1993
- Navicula microcephala Grunow, 1868
- Navicula microdicta Cholnoky, 1962
- Navicula microdigitoradiata Lange-Bertalot, 1993
- Navicula microlyra Cholnoky, 1959
- Navicula micropupula Cholnoky, 1957
- Navicula microrhombus (Cholnoky) Schoeman & Archibald, 1977
- Navicula microrhynchus Grunow, 1882
- Navicula microrhynchus sensu Pantocsek, 1889
- Navicula microstauron (Ehrenberg) O'Meara, 1875
- Navicula microstoma Kützing, 1846
- Navicula microtatos
- Navicula migma M.H.Hohn & Hellerman, 1963
- Navicula mikado Pantocsek, 1892
- Navicula mikrotatos Pantocsek, 1886
- Navicula millotiana Manguin, 1952
- Navicula millsi Reinhold, 1937
- Navicula milthersii Foged, 1962
- Navicula mimicans Hanna, 1932
- Navicula mimula Mann, 1925
- Navicula mina Leuduger-Fortmorel, 1892
- Navicula minima Grunow, 1880
- Navicula minima sensu Foged, 1958
- Navicula minimoides Manguin ex Kociolek & Reviers, 1996
- Navicula minnewaukonensis Elmore, 1921
- Navicula minor De Toni, 1892
- Navicula minor Gregory, 1857
- Navicula minthe Hohn & Hellermann, 1963
- Navicula mintracta Carter & Denny, 1982
- Navicula minusculoides Hustedt, 1942
- Navicula minuta Sheshukova, 1956
- Navicula minuta Skvortzow, 1936
- Navicula minutissima Grunow, 1860
- Navicula minutissima Rabenhorst, 1853
- Navicula minutula W.Smith, 1853
- Navicula miocenica Hajós, 1959
- Navicula mira Pantocsek & Greguss in Greguss, 1913
- Navicula mirabilis Castracane, 1886
- Navicula mirabilis G.Leuduger-Fortmorel
- Navicula mirabunda Pantocsek & Greguss in Greguss, 1913
- Navicula miramaris Frenguelli, 1925
- Navicula miranda Hustedt, 1964
- Navicula mirifica Krasske
- Navicula misella Hustedt, 1955
- Navicula misionera Frenguelli, 1953
- Navicula mitigata Hustedt, 1966
- Navicula mitis Hustedt, 1945
- Navicula mocsarensis Pantocsek, 1892
- Navicula modesta Cleve-Euler, 1948
- Navicula modesta Grunow, 1882
- Navicula modica Hustedt, 1945
- Navicula moeandrina Cleve, 1893
- Navicula moenofranconica Lange-Bertalot, 1993
- Navicula moerckii Foged, 1966
- Navicula moesta Schmidt in Schmidt & al., 1881
- Navicula moesta sensu Wolle, 1890
- Navicula molesta Mann, 1925
- Navicula molestiformis Hustedt, 1949
- Navicula mollicula Hustedt, 1945
- Navicula mollis (W.Smith) Cleve, 1896
- Navicula mollissima Hustedt, 1962
- Navicula monela Hohn, 1966
- Navicula mongolica Skvortzow, 1935
- Navicula mongolreinhardtii M.B.Edlund & N.Soninkhishing, 2009
- Navicula monile Ehrenberg, 1840
- Navicula monita Hustedt, 1966
- Navicula monmouthiana Grunow in Cleve & Grunow, 1880
- Navicula monmouthianastodderi Yermoloff, 1918
- Navicula monoculata Hustedt, 1945
- Navicula monodi Guermeur, 1954
- Navicula monodon Brun, 1891
- Navicula monradii Foged, 1966
- Navicula montana Moghadam, 1969
- Navicula montana Schoeman, 1970
- Navicula montanensis Moghadam, 1969
- Navicula montisatrae Cholnoky, 1959
- Navicula mooreana O'Meara, 1872
- Navicula moorosiana Schoeman, 1973
- Navicula moralesii D. Metzeltin & H. Lange-Bertalot, 2007
- Navicula moreii O'Meara, 1876
- Navicula mormonorum Grunow ex A.Schmidt, 1876
- Navicula morricei Hanna, 1932
- Navicula moskalii Metzeltin, Witkowski & Lange-Bertalot, 1996
- Navicula mossbergensis Cleve-Euler, 1953
- Navicula mossiana O'Meara, 1876
- Navicula motschii Meister, 1912
- Navicula mournei Patrick, 1959
- Navicula mucicola Hustedt, 1939
- Navicula mucicoloides Hustedt, 1942
- Navicula mucosa Meunier, 1915
- Navicula mucronata Elmore, 1921
- Navicula mucronula Pantocsek, 1902
- Navicula muelleri R.E.M. Archibald, 1983
- Navicula mugadensis Gandhi, 1959
- Navicula mujibensis Gerloff, Natour & Rivera, 1984
- Navicula multicopsiforme W. & G.S. West, 1911
- Navicula multicopsis
- Navicula multicostata Grunow, 1860
- Navicula multicostata sensu Schmidt in Schmidt & al., 1875
- Navicula multigramme M.H.Hohn & Hellerman, 1963
- Navicula multiperla Nygaard, 1956
- Navicula multiplex Van Landingham
- Navicula multipunctata J.Y.Chen & H.Z.Zhu
- Navicula multiseriata Grunow in Cleve, 1881
- Navicula multistriata Patrick, 1936
- Navicula muncki Foged, 1972
- Navicula munda Janisch in Schmidt & al., 1881
- Navicula muralibionta Bock, 1970
- Navicula muraliformis Hustedt, 1949
- Navicula muralis Grunow, 1880
- Navicula muraloides Hustedt, 1950
- Navicula musca sensu Donkin, 1872
- Navicula muscaeformis Grunow
- Navicula muscaeformis Pantocsek, 1892
- Navicula muscatinei Reimer & Lee, 1986
- Navicula muscerda Hohn, 1961
- Navicula musciformis Grunow, 1878
- Navicula muscora J.P.Kociolek & B.Reviers, 1996
- Navicula muscosa Skvortzow, 1938
- Navicula mutabilis Gregory, 1855
- Navicula mutica Grunow, 1860
- Navicula mutica sensu Rabenhorst, 1848-1860
- Navicula mutico-rotaeana Brun, 1901
- Navicula muticoides Hustedt, 1949
- Navicula muticopsiformis West & G.S.West, 1911
- Navicula muticopsis Van Heurck, 1909
- Navicula muzafarovii A.Witkowski & H.Lange-Bertalot, 2012
- Navicula my Cleve, 1895
- Navicula nabrona Carter & Denny, 1982
- Navicula nagbogensis Foged, 1966
- Navicula nagjae H. Lange-Bertalot & D. Metzeltin, 2006
- Navicula nakai Skvortzov, 1971
- Navicula namibica Lange-Bertalot & Rumrich, 1993
- Navicula nana Ehrenberg, 1862
- Navicula nana Gregory
- Navicula nanella Conger, 1924
- Navicula nansenii Foged, 1964
- Navicula narinosa Hohn, 1961
- Navicula nasuta Giffen, 1973
- Navicula natalensis Cholnoky, 1957
- Navicula natchikae Boye Petersen, 1946
- Navicula naumanni Hustedt, 1942
- Navicula nautica Cholnoky, 1963
- Navicula naveana Grunow, 1863
- Navicula navigans Brun in Schmidt & al., 1892
- Navicula navrongensis Foged, 1966
- Navicula nebulosa (Meneghini) Grunow, 1880
- Navicula nebulosa Gregory, 1857
- Navicula nebulosa Manguin in Bourrelly & Manguin, 1952
- Navicula neglecta Karsten, 1899
- Navicula neglecta Krasske, 1929
- Navicula neglecta Kützing, 1844
- Navicula neidioides Manguin in Bourrelly & Manguin, 1952
- Navicula nemoris M.H.Hohn & Hellerman, 1963
- Navicula neocaledonica Manguin, 1962
- Navicula neocomplanata Hustedt, 1962
- Navicula neocruciata De Toni, 1891
- Navicula neogena Pantocsek, 1892
- Navicula neoiridis
- Navicula neomundana (Lange-Bert. & Rumrich) Lange-Bert., Jarlman & Van de Vijver in Van de Vijver & Lange-Bertalot, 2009
- Navicula neoplicata Hustedt, 1962
- Navicula neoreversa VanLandingham, 1975
- Navicula neoseptentrionalis VanLandingham, 1971
- Navicula neoventricosa Hustedt F., 1964
- Navicula neowiesneri Chudaev & Kulikovskiy, 2016
- Navicula nervosa Brebisson (in litt.?) ex Kutzing, 1849
- Navicula netroformis Andrews, 1971
- Navicula neumayeri Janisch in Schmidt & al., 1876
- Navicula neumayeriana Pantocsek, 1905
- Navicula neumayerii Pantocsek, 1892
- Navicula neupaueri Pantocsek, 1886
- Navicula nezsideriana Pantocsek, 1912
- Navicula niceaensis H. Peragallo, 1888
- Navicula nicobarica Grunow, 1863
- Navicula nicolai Pantocsek, 1902
- Navicula nidulans Cleve, 1891
- Navicula nielsfogedii J.C.Taylor & Cocquyt, 2016
- Navicula nienta J.R.Carter, 1966
- Navicula nigra Thum's slides
- Navicula nigri De Notaris in De Notaris & Baglietto, 1872
- Navicula nigricans Pantocsek, 1892
- Navicula nigrii De Notaris emend Granetti, 1968
- Navicula nimbus M.H.Hohn & Hellerman, 1963
- Navicula niobrara Andrews, 1970
- Navicula nipkowii Meister, 1932
- Navicula nippon Skvortzow, 1936
- Navicula nipponica (Skvortzov) Lange-Bertalot, 1993
- Navicula nitida Smith ex Gregory
- Navicula nitrifuga Cholnoky, 1964
- Navicula nitrophila J.B.Petersen, 1928
- Navicula nitzschii Ehrenberg, 1837
- Navicula nivalis Ehrenberg, 1853
- Navicula nivaloides W.Bock, 1962
- Navicula nivellis Fusey, 1953
- Navicula nivorum M.Peragallo
- Navicula nobilis Kützing
- Navicula nodosa Schmidt in Schmidt & al., 1876
- Navicula nodosa sensu Neupauer, 1867
- Navicula nodulosa (Brébisson) Kützing
- Navicula nolens Simonsen, 1959
- Navicula nolensoides Bock, 1970
- Navicula nonana Cholnoky, 1966
- Navicula nootkana Bory, 1827
- Navicula norae Metzeltin, Lange-Bertalot & García-Rodríguez, 2005
- Navicula nordenskioeldi Foged, 1964
- Navicula nordstedtiana Grunow in Cleve & Möller, 1879
- Navicula normalis Hustedt, 1955
- Navicula normaloides Cholnoky, 1968
- Navicula normanni Rebenhorst
- Navicula northumbrica Donkin, 1861
- Navicula northumricaeformis M. Peragallo in Héribaud & al., 1920
- Navicula norwegica Ehrenberg, 1840
- Navicula notabilis Pantocsek, 1889
- Navicula notabilis sensu Pantocsek, 1902
- Navicula notanda Cleve-Euler, 1953
- Navicula notanda Østrup, 1913
- Navicula notha Wallace, 1960
- Navicula novadecipiens Hustedt, 1966
- Navicula novaeguineaensis Tempère in Brun & al., 1891
- Navicula novaeseelandiae Hustedt, 1964
- Navicula novaesiberica Lange-Bertalot, 1993
- Navicula nsutaensis Foged, 1966
- Navicula nubicola Grunow in Van Heurck, 1880
- Navicula nubila Manguin, 1964
- Navicula nuda Pantocsek, 1889
- Navicula nugalis M.H.Hohn & Hellerman, 1963
- Navicula nugax W. Smith in Greville, 1855
- Navicula nummularia Greville, 1859
- Navicula nummularioides M. Peragallo in Tempère & Peragallo, 1908
- Navicula nunguaensis Foged, 1966
- Navicula nunivakiana Patrick & Freese, 1961
- Navicula nutata Carter & Denny, 1982
- Navicula nuwukiana Patrick & Freese, 1961
- Navicula ny Cleve, 1894
- Navicula nyella Hustedt, 1964
- Navicula nympharum Hustedt in Schmidt & al., 1936
- Navicula o'mearii
- Navicula oamaruensis Grunow in Schmidt & al., 1888
- Navicula oamaruensis Schrader, 1969
- Navicula obdurata Hohn & Hellermann, 1963
- Navicula oberohensis Hustedt, 1954
- Navicula obesa Otto Müller, 1910
- Navicula obiecta Cholnoky, 1964
- Navicula obligata Hustedt, 1966
- Navicula obliqua Ehrenberg in Ralfs in Pritchard, 1861
- Navicula obliqua Turpin, 1816-1829
- Navicula oblique striata Schmidt in Schmidt & al., 1877
- Navicula oblita Mereschkowsky, 1902
- Navicula oblonga (Kützing) Kützing, 1844 †
- Navicula oblonga Ehrenberg, 1843
- Navicula oblonga Neupauer, 1867
- Navicula oblonga Østrup, 1910
- Navicula oblongella sensu Grunow, 1860
- Navicula oblongiformis Hustedt in Schmidt & al., 1934
- Navicula oblongopunctata Zakrzewski, 1934
- Navicula obscura Hustedt, 1937
- Navicula obscura Hustedt, 1942
- Navicula obscura Pantocsek, 1909
- Navicula observabilis Heiden & Kolbe, 1928
- Navicula observanda Simonsen, 1959
- Navicula obsidialis Hustedt, 1942
- Navicula obsoleta Hustedt, 1942
- Navicula obstinata Krasske, 1939
- Navicula obtecta I.Jüttner & E.J.Cox
- Navicula obtusa Bory, 1824
- Navicula obtusa Bory, 1827
- Navicula obtusa Ehrenberg, 1843
- Navicula obtusa W.Smith, 1853
- Navicula obtusangula Hustedt, 1942
- Navicula obtusata Karajeva, 1964
- Navicula obtuseprotracta Hustedt, 1966 †
- Navicula obtuserostrata Hustedt, 1961
- Navicula ocalli Hohn, 1961
- Navicula occasa Giffen, 1975
- Navicula occidentalis Cleve, 1894
- Navicula occulta Krasske, 1929
- Navicula ocellata Mann, 1925
- Navicula ocellata Skvortzov
- Navicula ocellata Østrup, 1904
- Navicula ochridana Hustedt, 1945
- Navicula octavosignata Salah, 1953
- Navicula oculata Meunier, 1910
- Navicula oculiformis Hustedt, 1955
- Navicula oculus Østrup, 1897
- Navicula odiosa Wallace, 1960
- Navicula oerensis Cleve-Euler, 1953
- Navicula oestrupi Cleve, 1896
- Navicula oestrupi Heiden in Schmidt & al., 1905
- Navicula oestrupii Héribaud in Héribaud & al., 1920
- Navicula oestrupii Pantocsek, 1908
- Navicula oestrupioides Hustedt, 1961
- Navicula oetzvallensis H. Lange-Bertalot in Werum & Lange-Bertalot, 2004
- Navicula ognjanovae Z.Levkov & D.Metzeltin, 2007
- Navicula ohiensis Ehrenberg, 1856
- Navicula okawangoi Cholnoky, 1966
- Navicula okunoi Hustedt, 1966
- Navicula olgae Pantocsek, 1902
- Navicula oliffii Cholnoky, 1956
- Navicula oligotraphenta Lange-Bertalot & Hofmann, 1993
- Navicula olivacea Leuduger-Fortmorel, 1879
- Navicula olivieri Héribaud, 1903
- Navicula omearae Gogorev, 2018
- Navicula omega Cleve, 1893
- Navicula omegopsis Hustedt, 1944
- Navicula omicron Cleve, 1895
- Navicula omissa Hustedt, 1945
- Navicula omitta Pantocsek, 1913
- Navicula omphalia Ehrenberg, 1844 (1845)
- Navicula onoensis Okuno, 1952
- Navicula opaia Schrader, 1969
- Navicula opalensis K.E. Lohman, 1957
- Navicula ophiocephala Cleve & Grove, 1891
- Navicula opiei Manguin ex Kociolek & Reviers, 1996
- Navicula opima Grunow, 1867
- Navicula opimoides Cholnoky, 1959
- Navicula opportuna Hustedt, 1950
- Navicula oppressa Hustedt, 1952
- Navicula oppugnata Hustedt, 1945
- Navicula optima Hanna, 1932
- Navicula opuntioides Simonsen, 1959
- Navicula oranensis A. Schmidt
- Navicula orbiculata Patrick, 1959
- Navicula orbis J.R.Carter, 1981
- Navicula orbita Carter, 1966
- Navicula orcula Cholnoky, 1963
- Navicula ordinaria Hustedt, 1950
- Navicula ordinata Brébisson ex Ralfs in Pritchard, 1861
- Navicula oregonensis Hustedt, 1966
- Navicula orellana Hohn, 1966
- Navicula orensis A. Cleve, 1953
- Navicula oribica Cholnoky, 1960
- Navicula orientata Karajeva, 1964
- Navicula oris Zanon, 1949
- Navicula ornata A.W.F.Schmidt
- Navicula orphei Pantocsek, 1905
- Navicula orthoneoides Hustedt, 1955
- Navicula ortolanae Hanna & Grant, 1926
- Navicula orvinii Foged, 1964
- Navicula oscitans A.W.F.Schmidt
- Navicula osculata Ehrenberg, 1842
- Navicula osculifera Cleve Ms. in Tempère & Peragallo, 1889-1895
- Navicula ostenfeldii Ostrup
- Navicula osterosa Giffen, 1976
- Navicula ostii Cholnoky, 1963
- Navicula ostracodarum Pantocsek, 1892
- Navicula ostrearia Bory, 1827
- Navicula ostrearia Bory, 1831
- Navicula ostrearia Kützing, 1849
- Navicula ostrobottnica Cleve-Euler, 1939
- Navicula ostrogothica Cleve-Euler, 1953
- Navicula ostrupii Héribaud in Héribaud & al., 1920
- Navicula oswaldii Janisch, 1888
- Navicula ovalis Hilse, 1875
- Navicula ovalis Naegeli in Kutzing, 1849
- Navicula ovalis W.Smith, 1853
- Navicula ovata M. Peragallo
- Navicula ovata M. Peragallo in Héribaud, 1893
- Navicula oviformis Cleve, 1895
- Navicula ovulum Grunow, 1860
- Navicula ovulum Schmidt, 1874
- Navicula ovumpaschale Schmidt in Schmidt & al., 1875
- Navicula oxeia Castracane, 1886
- Navicula oxyphyllum Kützing, 1844
- Navicula oxyptera Kützing, 1844
- Navicula oxysphenia Ehrenberg, 1846
- Navicula paanaensis A.Cleve, 1939
- Navicula paca Hohn & Hellerm., 1963
- Navicula pacardi I.Kaczmarska, 1985 †
- Navicula pacha Schrader, 1969
- Navicula pachycephala sensu Schumann, 1867
- Navicula pacifica Grunow, 1867
- Navicula pacifica Meister, 1937
- Navicula paeninsulae Cholnoky, 1963
- Navicula pagesi Héribaud, 1902
- Navicula pagophila Grunow, 1884
- Navicula palea Hassall, 1845
- Navicula palea Skvortzov, 1936
- Navicula paleacea Pantocsek, 1902
- Navicula palearctica Hustedt, 1966
- Navicula palebralis
- Navicula palestinae Gerloff, Natour & Rivera, 1984
- Navicula pallescens T.Marsson, 1900
- Navicula pallida Hustedt, 1962
- Navicula palludinarum
- Navicula palpebralis Brébisson ex W.Smith, 1853
- Navicula palpebrulum Cholnoky, 1961
- Navicula paludinarum Pantocsek, 1892 †
- Navicula paludosa Hustedt, 1957
- Navicula palustris P.Fusey, 1948
- Navicula pampeana Frenguelli, 1926
- Navicula panda Lohman & Andrews, 1968
- Navicula panduriformis Baranov, 1942
- Navicula pangeroni Leuduger-Fortmorel, 1892
- Navicula panhalgarhensis H.P.Gandhi, 1959
- Navicula pannonica Grunow, 1860
- Navicula pannosa Frenguelli, 1953
- Navicula pantocseki Hajós, 1968
- Navicula pantocsekiana De Toni, 1891
- Navicula papilio D.E. Kellog, M. Stuiver; T.B. Kellogg & G.H. Denton, 1980
- Navicula papilioarea A.Witkowski, C.Riaux-Gobin & G.Daniszewska-Kowalczyk, 2010
- Navicula papillifera O'Meara, 1876
- Navicula papula A.W.F.Schmidt, 1875
- Navicula parabilis Hohn & Hellerman, 1963
- Navicula paracari Lange-Bertalot, 1993
- Navicula paradoxa Ehrenberg, 1843
- Navicula paradoxa Skvortzow, 1937
- Navicula parahasta Lange-Bertalot & Miho, 2001
- Navicula parallela Castracane, 1886
- Navicula parallelistriata Pantocsek, 1889
- Navicula paranipponica Lange-Bertalot, 1993
- Navicula paraobesa D.Metzeltin & Z.Levkov, 2007
- Navicula parapontica A.Witkowski, M.Kulikovskiy, E.Nevrova & H.Lange-Bertalot, 2010
- Navicula pararabda Schrader, 1969
- Navicula parasubtilissima H.Kobayasi & T.Nagumo, 1988
- Navicula paratunkae Boye Petersen, 1946
- Navicula parca A.Schmidt, 1875
- Navicula parca sensu Ostrup, 1895
- Navicula parentum Simonsen, 1959
- Navicula pargemina G.J.C.Underwood & M.L.Yallop, 1994
- Navicula parinacota Rumrich & Lange-Bertalot in U. Rumrich, H. Lange-Bertalot & M. Rumrich, 2000
- Navicula paripinnata Pantocsek, 1892
- Navicula parmula Brébisson ex Kützing, 1846
- Navicula parodia Hohn, 1961
- Navicula parsura Hustedt, 1962
- Navicula partabgarhensis Gandhi, 1955
- Navicula parthenopea Peragallo & Peragallo, 1908
- Navicula particulus Foged, 1971
- Navicula partita Mann, 1925
- Navicula parunculoides Hustedt, 1952
- Navicula parunculus Hustedt, 1952
- Navicula parva (Meneghini ex Kutzing) Cleve-Euler, 1953
- Navicula parva Skvortzow, 1935
- Navicula parvipendata Cholnoky, 1966
- Navicula parvula (Grunow) Hustedt, 1909
- Navicula parvula H.L. Smith, 1878
- Navicula parvula Ralfs, 1861
- Navicula parvula sensu Lagerstedt, 1873
- Navicula pascuorum Cholnoky, 1965
- Navicula patagonica
- Navicula patricia Mann, 1925
- Navicula patrickae Hustedt, 1955
- Navicula patrina Carter & Denny, 1982
- Navicula patula W.Smith, 1853
- Navicula paucis Krasske, 1949
- Navicula paucivisitata R.M.Patrick, 1959
- Navicula paul-schulzii Witkowski & Lange-Bertalot
- Navicula paulseniana J.B.Petersen, 1930
- Navicula pauper Mann, 1925
- Navicula paupercula Lange-Bertalot & U.Rumrich
- Navicula pavida Pantocsek, 1892
- Navicula pavillardi Hustedt, 1939
- Navicula pavillardii Hustedt, 1939
- Navicula paynei Ross, 1972
- Navicula pectinalis Brébisson in litt., W. Smith, 1856
- Navicula peculiarisis Salah & Tamas, 1968
- Navicula pedalis Brun, 1891
- Navicula pediculus Cleve, 1896
- Navicula peguenensis Moura, 1963
- Navicula peisonis Grunow
- Navicula peisonis sensu Pantocsek, 1902
- Navicula peisonis sensu Schmidt in Schmidt & al., 1877
- Navicula pelagi Schmidt in Schmidt & al., 1875
- Navicula pelagica Cleve, 1896
- Navicula pellicola Brockmann, 1950
- Navicula pelliculosa Rabenhorst, 1864
- Navicula pellucida Karsten, 1905
- Navicula pellucida O'Meara, 1867
- Navicula pellucidoides Hustedt, 1962
- Navicula pellucidula Hustedt
- Navicula pelta Hohn, 1966
- Navicula peltoensis A.Cleve, 1934
- Navicula peltoensis sensu Cleve-Euler, 1953
- Navicula peltoides Hendey, 1958
- Navicula pennata A.Schmidt, 1876
- Navicula pennsylvanica Patrick, 1966
- Navicula pensacolae Cleve, 1881
- Navicula penzhica Lupikina & Dolmatova, 1985
- Navicula peragalli Brun, 1891
- Navicula peragalli Frenguelli, 1923
- Navicula perangustissima Y.Li & Metzeltin iin Li & al., 2020
- Navicula peratomus Hustedt, 1957
- Navicula peraustralis West & G.S.West, 1911
- Navicula perducta Pantocsek, 1892
- Navicula perdurrans Pantocsek, 1902
- Navicula peregrina (Ehrenberg) Kützing, 1844
- Navicula peregrina sensu Pantocsek, 1902
- Navicula peregrinoides A. Cleve(-Euler) in Halden, 1917
- Navicula peregrinoides D. Metzeltin, H. Lange-Bertalot & F. García-Rodríguez, 2005
- Navicula peregrinoides Muzafarov, 1952
- Navicula peregrinopsis H. Lange-Bertalot & A. Witkowski in A. Witkowski, H. Lange-Bertalot & D. Metzeltin, 2000
- Navicula perelegans Hustedt, 1952
- Navicula perennis Pantocsek, 1903
- Navicula perexigua Østrup, 1910
- Navicula perfida Manguin ex Kociolek & Reviers, 1996
- Navicula perfidissima Lange-Bertalot, 1989
- Navicula pergamonensis Foged, 1982
- Navicula perhibita Hustedt, 1950
- Navicula perhyalina Cleve-Euler, 1953
- Navicula peripontica H. Lange-Bertalot & D. Metzeltin, 2006
- Navicula peripunctata Brun, 1891
- Navicula perlata Hustedt in Schmidt & al., 1934
- Navicula perlata Marsson, 1900
- Navicula perlatoides Hustedt, 1966
- Navicula perlepida Cleve, 1883
- Navicula perlepida Grunow, 1884
- Navicula perlonga Pantocsek, 1889
- Navicula perlucens Østrup, 1895
- Navicula perlucida Hustedt, 1937
- Navicula perminuta Grunow, 1880
- Navicula perminuta Østrup, 1913
- Navicula permitis Hustedt, 1945
- Navicula permulsa Hustedt in Schmidt & al., 1934
- Navicula perobesa Hustedt, 1934 †
- Navicula peroblonga D. Metzeltin, H. Lange-Bertalot & S. Nergui, 2009
- Navicula peroi Gogorev, 2018
- Navicula perotettii (Grunow) Grunow, 1877
- Navicula perotii Patrick & Freese, 1961
- Navicula perparva Hustedt, 1937
- Navicula perpendicularis Cleve-Euler, 1953
- Navicula perpicea M.S.Kulikovskiy, H.Lange-Bertalot & D.Metzeltin, 2012
- Navicula perplexa H.Peragallo & M.Peragallo, 1897
- Navicula perplexoides Hustedt, 1964
- Navicula perpusilloides J.Y.Chen & H.Z.Zhu
- Navicula perrhombus Hustedt ex Simonsen
- Navicula perrostrata Hustedt in Schmidt & al., 1936
- Navicula perrotetii
- Navicula perryana Kitton, 1873
- Navicula persculpta Pantocsek, 1903
- Navicula persica Rabenhorst, 1853
- Navicula persignata Cholnoky, 1968
- Navicula pertensa Giffen, 1967
- Navicula pertenuis Hustedt in Schmidt & al., 1934
- Navicula pertenuis Hustedt, 1934
- Navicula pertinax Cholnoky, 1960
- Navicula perturbata Jurilj, 1954
- Navicula pervasta Pantocsek, 1892
- Navicula perventralis Hustedt, 1937
- Navicula peterseni Hustedt, 1937
- Navicula petersenii Hustedt, 1937
- Navicula peticolasii M.Peragallo, 1909
- Navicula petilina Carter & Denny, 1982
- Navicula petitiana Grunow in Cleve, 1881
- Navicula petrmarvanii Falasco & Ector, 2009
- Navicula petrovii E.Nevrova; A.Witkowski, J.P.Kociolek & H.Lange-Bertalot, 2014
- Navicula petrovskae Z.Levkov & S.Krstic, 2007
- Navicula peudolucidula Guermeur, 1954
- Navicula peysonis
- Navicula pfitzeriana O'Meara, 1876
- Navicula pfitzeriana O. Witt
- Navicula phalangium Pantocsek, 1892
- Navicula phantasma Hohn, 1966
- Navicula phi Cleve, 1895
- Navicula philippina Skvortzow, 1937
- Navicula philippinarum Mann, 1925
- Navicula philippinica De Toni, 1891
- Navicula philopena Ehrenberg
- Navicula phyllepta Kützing, 1844
- Navicula phylleptosoma Lange-Bertalot, 1999
- Navicula phylleptosomaformis Seddon & Witkowski, 2011
- Navicula phyllophaena Ehrenberg, 1872
- Navicula pi Cleve, 1893
- Navicula picea M.S.Kulikovskiy, H.Lange-Bertalot & D.Metzeltin, 2012
- Navicula picta Ehrenberg, 1835
- Navicula pieli Voigt, 1949
- Navicula pierre-comperei H.Lange-Bertalot & G.Hofmann, 2014
- Navicula pileda Gregory, 1856
- Navicula pinguis Mann, 1907
- Navicula pinna Chin & Cheng, 1979
- Navicula pinnata Pantocsek, 1889
- Navicula pinnularia Meunier, 1910
- Navicula pinnularioides Østrup
- Navicula pistillum Bleisch, 1863
- Navicula pitoti Guermeur, 1954
- Navicula placentiformis Hustedt, 1944
- Navicula placentula sensu Pantocsek, 1902
- Navicula placida A.W.F.Schmidt
- Navicula placita Grove & Sturt, 1887
- Navicula plagiostoma Grunow, 1879
- Navicula plana Hustedt in Schmidt & al., 1936
- Navicula planamembranacea Hendey, 1964
- Navicula planiceps Cleve-Euler, 1953
- Navicula platalea Ehrenberg, 1842
- Navicula plathi Brockmann, 1950
- Navicula platycephala Otto Müller, 1899
- Navicula platystoma Ehrenberg, 1838
- Navicula platyventris Meister, 1934 (1935)
- Navicula plaudinarum
- Navicula plausibilis Hustedt, 1966
- Navicula pletura Hohn, 1961
- Navicula pleuronectes (Ehrenberg) De Toni, 1891
- Navicula pleurophora Kützing, 1844
- Navicula pleurostauroides Frenguelli, 1945
- Navicula pleurostaurum Mann, 1907
- Navicula plicata Bodeanu, 1976
- Navicula plicata Donkin, 1873
- Navicula plicatoides Hustedt, 1962
- Navicula plicatula Grunow in Cleve & Möller, 1878
- Navicula plitvicensis Hustedt, 1945
- Navicula plumbicolor O'Meara, 1876
- Navicula pluscula Cholnoky, 1960
- Navicula plutonia O'Meara, 1872
- Navicula poconoensis Patrick, 1945
- Navicula podolica Gaponov, 1915
- Navicula podzorskii Lange-Bertalot, 1993
- Navicula poirieri Lauby, 1910
- Navicula polae Heiden, 1903
- Navicula polaris Lagerstedt, 1873
- Navicula poli Nicolucci, 1842
- Navicula polita Brun, 1891
- Navicula polyconfusa VanLandingham, 1975
- Navicula polygibba Pantocsek, 1892
- Navicula polygona Brun, 1891
- Navicula polymorpha Lagerstedt, 1873
- Navicula polyonca Brébisson, 1849
- Navicula polyplexa VanLandingham, 1975
- Navicula polyptera Ehrenberg
- Navicula polysticta Greville, 1859
- Navicula polystricta
- Navicula ponticula Giffen, 1970
- Navicula ponticulus K. McCartney & S.W. Wise Jr., 1990
- Navicula pontifica Mann, 1925
- Navicula poretzkiae Korotkevich, 1960
- Navicula poretzkyi Jouravleva, 1936
- Navicula porifera Hustedt, 1944
- Navicula porifera Jurilj, 1957
- Navicula porrecta (Ehrenberg) Kützing, 1844
- Navicula porta-aurata A.Witkowski, H.Lange-Bertalot & M.Bak, 2009
- Navicula portanova Riznyk, 1973
- Navicula portaregiensis A. Berg, 1952
- Navicula porticola Cholnoky, 1963
- Navicula portomontana Cleve, 1894
- Navicula portomonttana
- Navicula poseidon Cholnoky, 1968
- Navicula potzgeri C.W.Reimer, 1961
- Navicula powellii sensu H. Peragallo, 1888
- Navicula pozzuoliensis VanLandingham, 1975
- Navicula praecepta A. Berg in Berg & Hessland, 1949
- Navicula praeclara Pantocsek, 1892
- Navicula praedicabilis Simonsen, 1959
- Navicula praedii Cholnoky & Claus, 1961
- Navicula praeflua Pantocsek, 1892
- Navicula praegnans Skuja, 1937
- Navicula praerupta Hustedt, 1944
- Navicula praesecta Schmidt, 1874
- Navicula praestes Schmidt in Schmidt & al., 1875
- Navicula praestoeensis M.Møller, 1950
- Navicula praeterita Hustedt, 1945
- Navicula praetexta Ehrenberg, 1860
- Navicula praetexta sensu Truan y Luard & Witt, 1888
- Navicula pragma M.H.Hohn & Hellerman, 1963
- Navicula pragmatica Giffen, 1967
- Navicula prespanensis Z.Levkov & D.Metzeltin, 2007
- Navicula pressa Pantocsek, 1892
- Navicula primigena
- Navicula primordialis Pantocsek, 1892
- Navicula prinslooii Schoeman, 1969
- Navicula prisca Schmidt in Schmidt & al., 1875
- Navicula pristina Afanas'eva in Afanas'eva & Gleser, 1986
- Navicula pristiophora Janisch in Schmidt & al., 1881
- Navicula probabilis Schmidt in Schmidt & al., 1877
- Navicula problematica Azpeitia, 1911
- Navicula problematica Cleve-Euler, 1915
- Navicula problematica Østrup, 1908
- Navicula proboscoidea Heiden, 1900
- Navicula procera Pantocsek, 1889
- Navicula prodiga Mann, 1907
- Navicula producta (Grunow) Forti, 1902
- Navicula producta Brébisson
- Navicula producta Pantocsek, 1905
- Navicula producta Ralfs in Pritchard, 1861
- Navicula producta sensu Dippel, 1905
- Navicula prominula Schmidt in Schmidt & al., 1875
- Navicula promota Archibald, 1971
- Navicula propinqua Cleve-Euler, 1953
- Navicula propinqua Schmidt in Schmidt & al., 1875
- Navicula proserpinae Pantocsek
- Navicula proserpinae Rabenhorst, 1864
- Navicula protearum Cholnoky, 1959
- Navicula protracta (Grunow) Cleve, 1894
- Navicula protracta Grunow, 1880
- Navicula protracta Kustner, 1914
- Navicula protracta sensu Hustedt, 1950
- Navicula protractoides Hustedt, 1957
- Navicula protrudens Mann, 1925
- Navicula proveniens Cholnoky, 1961
- Navicula proxima Janisch in Schmidt & al., 1881
- Navicula pseudacceptata H.Kobayasi, 1986
- Navicula pseudagrestis Lund, 1946
- Navicula pseudagrestis sensu Foged, 1958
- Navicula pseudanglica Cleve-Euler, 1948
- Navicula pseudanglica Lange-Bertalot, 1985
- Navicula pseudannulata Frenguelli, 1941
- Navicula pseudatomus Lund, 1946
- Navicula pseudo-libellus Attheya
- Navicula pseudo-libellus T. West, 1860
- Navicula pseudo-schoenfeldii Skvortzow, 1971
- Navicula pseudoacceptata Kobayasi in Kobayasi & Mayama, 1986
- Navicula pseudoaffinis Mann, 1925
- Navicula pseudoanglica Foged & Moller, 1968
- Navicula pseudoantonii Z.Levkov & D.Metzeltin, 2007
- Navicula pseudoapproximata Hendey, 1958
- Navicula pseudoarvensis Hustedt, 1942
- Navicula pseudoaspera Pantocsek, 1892
- Navicula pseudobrasiliana A.Tuji, 2003
- Navicula pseudobrehmii Hustedt, 1966
- Navicula pseudobrevissima Manguin in Bourrelly & Manguin, 1952
- Navicula pseudobrockmannii Manguin, 1964
- Navicula pseudobryophila Hustedt, 1942
- Navicula pseudocari Krasske, 1939
- Navicula pseudocarinifera Manguin, 1960
- Navicula pseudocarminata Manguin, 1952
- Navicula pseudocincta De Toni, 1891
- Navicula pseudocitrus Manguin in Bourrelly & Manguin, 1954
- Navicula pseudoclamans J.R.Carter, 1981
- Navicula pseudoclavata Mann, 1925
- Navicula pseudoclementis Hustedt, 1952
- Navicula pseudococconeiformis Poretzky, 1925
- Navicula pseudocomides Hendey, 1964
- Navicula pseudoconcamerata Maillard, 1978
- Navicula pseudoconfervacea Manguin, 1952
- Navicula pseudoconstans Foged, 1968
- Navicula pseudocontenta Manguin in Bourrelly & Manguin, 1952
- Navicula pseudocrassirostris Hustedt, 1961
- Navicula pseudocryptocephala Foged, 1958
- Navicula pseudocurta Cholnoky, 1955
- Navicula pseudocurta Manguin, 1962
- Navicula pseudocuspidata Gandhi
- Navicula pseudodahurica H. Kobayasi in Kobayasi & al., 1977
- Navicula pseudodemararae Hustedt in Schmidt & al., 1930
- Navicula pseudodemerae
- Navicula pseudodicephala Fritsch & Rich, 1929
- Navicula pseudodispensata Manguin, 1964
- Navicula pseudodispersa Schrader, 1969
- Navicula pseudodissipata H. Kobayasi in Kobayasi & al., 1977
- Navicula pseudoexilissima Hustedt, 1962
- Navicula pseudofaceta Guermeur, 1954
- Navicula pseudoforcipata Hustedt, 1942
- Navicula pseudofossalis Krasske, 1948
- Navicula pseudofrickia Patrick, 1959
- Navicula pseudofrugalis H.P. Gandhi, 1998
- Navicula pseudofusca Pantocsek, 1886
- Navicula pseudogamma Giffen, 1967
- Navicula pseudogastrum Aleem, 1958
- Navicula pseudogemmata Pantocsek, 1892
- Navicula pseudoglacialis
- Navicula pseudogracilis Hustedt, 1927 †
- Navicula pseudogracilis Skvortzow, 1937
- Navicula pseudographa Manguin, 1952
- Navicula pseudogrimmei Compère, 1970
- Navicula pseudohalophila Cholnoky, 1960
- Navicula pseudohamulata Guermeur, 1964
- Navicula pseudohasta E.Manguin ex Kociolek & Reviers, 1996
- Navicula pseudohasta Z. Levkov, M.B. Edlund & T. Nakov, 2008
- Navicula pseudohochstetteri M. Peragallo, 1929
- Navicula pseudohumilis Amossé, 1932
- Navicula pseudoincerta Giffen, 1970
- Navicula pseudoinflata Giffen, 1975
- Navicula pseudoingrata Manguin, 1964
- Navicula pseudoinsociabilis Manguin in Bourrelly & Manguin, 1949
- Navicula pseudokotschyi Lange-Bertalot, 1985
- Navicula pseudokrasskei Cholnoky, 1954
- Navicula pseudokryokonites M. Peragallo, 1921
- Navicula pseudolacertosa Cholnoky, 1966
- Navicula pseudolagerheimi H.P.Gandhi, 1967
- Navicula pseudolanceolata Lange-Bertalot, 1980
- Navicula pseudolapidosa Manguin, 1964
- Navicula pseudolinearis Hustedt, 1922
- Navicula pseudolitoricola Hakansson, 1980
- Navicula pseudolucidula Guermeur, 1954
- Navicula pseudomastogloia Fontell in Ms. ex Cleve-Euler, 1953
- Navicula pseudomediopartita Schrader, 1969
- Navicula pseudomembranacea Cleve-Euler, 1952
- Navicula pseudomenisculus J.R.Carter, 1981
- Navicula pseudominuscula Fusey, 1950
- Navicula pseudomitis Hustedt, 1950
- Navicula pseudomuraliformis Simonsen, 1987
- Navicula pseudomuralis Hustedt, 1937
- Navicula pseudomutica Hustedt, 1955
- Navicula pseudomuticopsis Stone in McLaughlin & Stone, 1986
- Navicula pseudonaumannii Manguin, 1964
- Navicula pseudonivalis Bock, 1970
- Navicula pseudonony Hustedt, 1955
- Navicula pseudony Hustedt, 1955
- Navicula pseudopalpebralis Hendey, 1964
- Navicula pseudoparunculus Hustedt, 1952
- Navicula pseudopelliculosa Manguin, 1952
- Navicula pseudopima Hustedt, 1954
- Navicula pseudoplacentula Foged & Moller, 1968
- Navicula pseudoporifera Hustedt, 1952
- Navicula pseudoppugnata Lange-Bertalot & Miho, 2001
- Navicula pseudoquadratarea Heiden in Schmidt & al., 1905
- Navicula pseudoramphoides Stone in McLaughlin & Stone, 1986
- Navicula pseudoreinhardti Patrick, 1959
- Navicula pseudoretusa Peragallo & Peragallo, 1897
- Navicula pseudorhynchocephala Poretzky ex Proschkina-Lavrenko, 1950
- Navicula pseudorhynchocephala Poretzky, 1953
- Navicula pseudorthoneoides Foged, 1975
- Navicula pseudorupicola Fusey, 1953
- Navicula pseudosalinarum Giffen, 1975
- Navicula pseudoschumanniana Hustedt, 1914
- Navicula pseudoscutiformis Hustedt, 1930
- Navicula pseudosemilyrata R.Simonsen, 1959
- Navicula pseudoseminulum Skvortzow, 1935
- Navicula pseudosepta Patrick, 1961
- Navicula pseudosilicula Hustedt
- Navicula pseudosiliculaoides Foged, 1968
- Navicula pseudostauropteroides Fritsch & Rich, 1929
- Navicula pseudostrearia Aleem, 1973
- Navicula pseudostundlii Barber & Carter, 1971
- Navicula pseudosubtilis Fusey, 1964
- Navicula pseudosubtilissima Manguin in Bourrelly & Manguin, 1952
- Navicula pseudosydowii Schoeman & Archibald, 1988
- Navicula pseudotamnaena Guermeur, 1954
- Navicula pseudotantula Guermeur, 1954
- Navicula pseudotemeraria Schoeman, 1973
- Navicula pseudotenelloides Cholnoky, 1955
- Navicula pseudotenelloides Krasske, 1938
- Navicula pseudotenelloides Maillard, 1966
- Navicula pseudotenera Manguin, 1962
- Navicula pseudothienemanni H.P.Gandhi, 1967
- Navicula pseudotuscula Hustedt, 1943
- Navicula pseudotuscula sensu Brockman, 1950
- Navicula pseudoventosa Schoeman, 1973
- Navicula pseudoventralis Hustedt, 1936
- Navicula pseudowiesneri Chudaev & Kulikovskiy, 2016
- Navicula psychrophila Grunow
- Navicula pterophena (Ehrenberg) De Toni, 1891
- Navicula puacivistata Patrick, 1959
- Navicula puchella sensu Heiden & Kolbe, 1928
- Navicula pudens Mann, 1925
- Navicula pudibundus Foged, 1971
- Navicula pudica Cholnoky, 1959
- Navicula puella A.Schmidt, 1875
- Navicula puella Peragallo & Peragallo, 1897
- Navicula puella Schumann, 1867
- Navicula pugio Mann, 1925
- Navicula pulchella Heiden
- Navicula pulcherrima Leuduger-Fortmorel ex Tempère & Peragallo, 1915
- Navicula pulchra Gregory, 1856
- Navicula pulchripora Kaczmarska & Chan, 1995
- Navicula pullus Hustedt, 1955
- Navicula pulverea Cholnoky, 1963
- Navicula pulverentula Woodhead & Tweed, 1960
- Navicula pulvulenta Mann, 1925
- Navicula pumilio Ehrenberg, 1841 †
- Navicula punctata O'Meara, 1872
- Navicula punctata W. Arnott in litt. ex Brébisson, 1870
- Navicula punctatula
- Navicula puncticulata Skvortzov, 1976
- Navicula punctifera Hustedt, 1952
- Navicula punctigera Hustedt, 1955
- Navicula punctulata Ehrenberg, 1842
- Navicula punctulata W.Smith, 1853
- Navicula pungens Cleve-Euler, 1953
- Navicula pupilla Manguin in Bourrelly & Manguin, 1952
- Navicula pupula Bristol, 1920
- Navicula pupuloides Cholnoky, 1955
- Navicula pupuloides Guermeur, 1954
- Navicula puschii Missuna, 1914
- Navicula pusilla sensu Donkin, 1870
- Navicula pusilloides Compère, 1967
- Navicula pusio sensu Mayer, 1919
- Navicula pusioides Foged, 1981
- Navicula pygmaea Frenguelli, 1923
- Navicula pygmaea Kützing, 1849
- Navicula pygmaeformis Kobayasi, 1968
- Navicula pyrenaica W. Smith, 1857 (1858)
- Navicula quadrangulis H. Kobayasi, 1964
- Navicula quadrata Gregory, 1856
- Navicula quadricostata Ehrenberg, 1838
- Navicula quadrifasciata Ehrenberg, 1840
- Navicula quadrilineata Grunow, 1879
- Navicula quadrimaculata Manguin, 1964
- Navicula quadripartita Hustedt, 1934
- Navicula quadripedis Cleve-Euler, 1952
- Navicula quadripuctata Hustedt, 1950
- Navicula quadriseriata Cleve & Grunow in Cleve, 1881
- Navicula quadrisinuata Quint in Hustedt, 1930
- Navicula quadrisulcata Grunow, 1867 (1870)
- Navicula quadriundulata Hustedt in Schmidt & al., 1934
- Navicula quadriundulata Manguin, 1941
- Navicula quadriundulata Meister, 1932
- Navicula quaesita Cholnoky, 1968
- Navicula quarnerensis Grunow
- Navicula quarnerensoides Hustedt, 1961
- Navicula quasidisjuncta Lange-Bertalot & U.Rumrich
- Navicula quaterna A. Berg, 1952
- Navicula quaternaria D.E. Kellogg, M. Stuiver, T.B. Kellogg & G.H. Denton, 1980
- Navicula quechua Lange-Bertalot & U.Rumrich
- Navicula quercyana Guermeur & Manguin, 1953
- Navicula quincunx Cleve, 1891
- Navicula quinquenodis Grunow, 1860
- Navicula quintiana Pantocsek & Greguss in Greguss, 1913
- Navicula quodest Cholnoky, 1960
- Navicula rabenhorstiana Hilse in Rabenhorst, 1859
- Navicula rabenhorstii Ralfs in Pritchard, 1861
- Navicula radians Héribaud-Joseph, 1903 †
- Navicula radiata Leuduger-Fortmorel, 1892
- Navicula radiopunctata Hustedt in Schmidt & al., 1934
- Navicula radiosa Kützing, 1844
- Navicula radiosaeformis Manguin in Bourrelly & Manguin, 1952
- Navicula radiosafallax Lange-Bertalot, 1993
- Navicula radiosiola Lange-Bertalot, 1993
- Navicula radiostriata Hustedt, 1936
- Navicula rainierensis Sovereign, 1963
- Navicula rajmundii A. Witkowski, H. Lange-Bertalot & D. Metzeltin, 2000
- Navicula rakowskae Lange-Bertalot, 2001
- Navicula ramingensis Handmann, 1913
- Navicula ramosissima (C.Agardh) Cleve, 1895
- Navicula ramosissimoides Gandhi, 1970
- Navicula ramphoides Pantocsek, 1889
- Navicula rancurellii Amossé, 1970
- Navicula rapsonii Cholnoky, 1959
- Navicula rara Ehrenberg, 1854
- Navicula rara Frenguelli, 1938
- Navicula rara Hustedt, 1934
- Navicula rarissima Bennett & Kociolek in Kociolek & al., 2014
- Navicula rasa Pantocsek, 1913
- Navicula rattrayi Pantocsek, 1889
- Navicula rauhii Manguin, 1964
- Navicula rautenbachiae Cholnoky, 1957
- Navicula ravinae Cholnoky, 1960
- Navicula recava Hohn & Hellerman, 1963
- Navicula recognita Torka, 1933
- Navicula recondita Hustedt, 1942
- Navicula recta Brun & Héribaud in Héribaud, 1893
- Navicula rectalineata Meister, 1934 (1935)
- Navicula rectangularis
- Navicula rectangulata Gregory, 1857
- Navicula recurvata Gran, 1900
- Navicula regata Hanna & Grant, 1926
- Navicula regelii Krieger, 1944
- Navicula regressa Hustedt in Schmidt & al., 1934
- Navicula regula Grunow & Cleve
- Navicula regularis Hustedt
- Navicula reichardtiana Lange-Bertalot, 1989
- Navicula reichardtii Grunow, 1880
- Navicula reihardtii
- Navicula reimeri Gandhi, 1970
- Navicula reimeri Patrick & Freese, 1961
- Navicula reimerites VanLandingham, 1964
- Navicula reinhardtii (Grunow) Grunow in Van Heurck, 1880
- Navicula reinickeana Rabenhorst, 1859
- Navicula reissii Lee, Reimer & McEnery, 1980
- Navicula relicta McCall, 1933
- Navicula remota Grunow, 1880
- Navicula renauldi Héribaud-Joseph
- Navicula repentina Krasske, 1949
- Navicula resecta J.R.Carter, 1981
- Navicula reservata Cholnoky, 1968
- Navicula residua Schmidt in Schmidt & al., 1876
- Navicula restituta A.Schmidt ex Cleve & Moller, 1878
- Navicula reticulata Grunow, 1867
- Navicula reticulata Mereschkowsky, 1901
- Navicula reticuloradiata Tempère & Brun in Brun & Tempère, 1889
- Navicula retinenda Schmidt in Schmidt & al., 1897
- Navicula retracta Meister, 1937
- Navicula retrica Carter & Denny, 1982
- Navicula retrocurvata J.R.Carter ex R.Ross & P.A.Sims, 1978
- Navicula retrostauros Mann, 1925
- Navicula retusa H. Lange-Bertalot & K. Bonik, 1976
- Navicula retusa sensu Cleve & Grunow, 1880
- Navicula retusa sensu Van Heurck, 1885
- Navicula reusii Pantocsek, 1892
- Navicula reversa Hustedt, 1952
- Navicula reversa Mann, 1925
- Navicula rho Cleve, 1895
- Navicula rhodana M.H.Hohn & Hellerman, 1963
- Navicula rhombea Ehrenberg, 1843
- Navicula rhombica Gregory, 1855 †
- Navicula rhombica sensu Donkin, 1872
- Navicula rhombicula Hustedt, 1962
- Navicula rhombiformis Gandhi, 1959 (1960)
- Navicula rhombiformis Hustedt, 1944
- Navicula rhomboidea Castracane, 1878
- Navicula rhombulus Schumann, 1867
- Navicula rhombus Petit, 1877
- Navicula rhynchocephala Kützing, 1844
- Navicula rhynchocephaloides Frenguelli, 1941
- Navicula rhynchocephaloides Hustedt in Schmidt & al., 1930
- Navicula rhynchotella Lange-Bertalot, 1993
- Navicula ricardae Lange-Bertalot, 2001 †
- Navicula ricardii Germain, 1981
- Navicula richardsoniana O'Meara, 1876
- Navicula ridelii Cleve-Euler, 1953
- Navicula riediana Lange-Bertalot & Rumrich, 2000
- Navicula rimosa Ehrenberg, 1838
- Navicula rimosa Greville, 1866
- Navicula riojae Cleve
- Navicula riotecensis Metzeltin & Lange-Bertalot, 1998
- Navicula ripageriensis Renault, 1903
- Navicula riparia Hustedt, 1942
- Navicula riparta Carter, 1966
- Navicula rivalis M.H.Hohn & Hellerman, 1963
- Navicula rivularis Hustedt, 1942
- Navicula rivulensis Patrick & Freese, 1961
- Navicula rivulorum H. Lange-Bertalot & Rumich in U. Rumrich, H. Lange-Bertalot & M. Rumrich, 2000
- Navicula robertsii Patrick & Freese, 1961
- Navicula robertsoniana
- Navicula robusta Ehrenberg, 1840
- Navicula robusta Grunow, 1877
- Navicula robusta Pantocsek, 1889
- Navicula rogallii Hustedt, 1961
- Navicula rogersii Giffen, 1964
- Navicula rolandii Wunsam, Witkowski & Lange-Bertalot in Witkowski, Lange-Bertalot & Stachura, 1998
- Navicula romanowii Pantocsek, 1902
- Navicula romanum Ehrenberg, 1854
- Navicula rosenbergii Østrup, 1910
- Navicula rossi Salah, 1955
- Navicula rossiana Mayer, 1931
- Navicula rostellaria Schmidt, 1874
- Navicula rostellifera O'Meara, 1876
- Navicula rostelloides Østrup, 1910
- Navicula rostellum W. Smith, 1856
- Navicula rostellum sensu Ostrup, 1895
- Navicula rostochiensis Heiden in Schmidt & al., 1903
- Navicula rostrata Ehrenberg, 1840
- Navicula rostrata Frenguelli, 1929
- Navicula rostrata W. Smith Ms., Gregory, 1856
- Navicula rotaeana (Rabenhorst) Grunow, 1880
- Navicula rotesta Carter, 1970
- Navicula rotula A.Cleve, 1953
- Navicula rotunda Andrews, 1966
- Navicula rotunda Hustedt, 1945
- Navicula rotundata Hantzsch fide Grunow in Van Heurck, 1880
- Navicula rotundata Hantzsch in Rabenhorst, 1862
- Navicula rotundella Andrews, 1968
- Navicula rouxioidea Sheshukova-Poretskaya, 1967
- Navicula rovignensis Grunow in Cleve & Möller, 1879
- Navicula rudiformis Hustedt, 1964
- Navicula rudis Cleve
- Navicula rufisquiana Guermeur, 1954
- Navicula rugosa Janisch, 1888
- Navicula rugula M.H.Hohn & Hellerman, 1963
- Navicula rumaniensis Hustedt in Schmidt & al., 1934
- Navicula runtuensis Cholnoky, 1966
- Navicula rupestris O'Meara, 1876
- Navicula rupicola Hustedt, 1937
- Navicula rusticensis Lobban, 1984
- Navicula ruttneri Hustedt, 1937
- Navicula sabiniana R.M.Patrick, 1959
- Navicula sacrophagus H.P.Gandhi ex Karthick, 2020
- Navicula saeptata Jurilj, 1957
- Navicula safana Fusey, 1966
- Navicula sagitta M.H.Hohn & Hellerman, 1963
- Navicula sahyadrensis Sarode & Kamat, 1984
- Navicula salaria Patrick & Freese, 1961
- Navicula salebrosa Cholnoky, 1963
- Navicula salinaroides Cholnoky, 1963
- Navicula salinarum Grunow, 1880
- Navicula salinarum sensu Pantocsek, 1902
- Navicula salinicola Hustedt, 1939
- Navicula salsa Patrick & Freese, 1961
- Navicula salva Schmidt in Schmidt & al., 1876
- Navicula sambiensis Schumann, 1867
- Navicula samoensis Grunow, 1877
- Navicula samrai Salah, 1955
- Navicula sanctaecrucis Østrup, 1913
- Navicula sancti caroli Pantocsek, 1902
- Navicula sancti-naumii Z.Levkov & D.Metzeltin, 2007
- Navicula sanctibenedicti Pantocsek, 1902
- Navicula sanctinoberti Lacsny, 1917
- Navicula sanctithomae Cleve, 1878
- Navicula sandegrenii Cleve-Euler, 1922
- Navicula sandriana Grunow, 1863
- Navicula sandriana sensu Schmidt in Schmidt & al., 1881
- Navicula sansegana Grunow, 1875
- Navicula sansomei Foged, 1966
- Navicula santacrux Brun, 1896
- Navicula santapauii Suxena & Venkateswarlu, 1968
- Navicula sapeloensis Williams, 1962
- Navicula saprophila Lange-Bertalot & Bonik, 1976
- Navicula sarmatica Schljapina ex Makarova & Kozyrenko, 1966
- Navicula sarolata J.R.Carter & P.Denny, 1982
- Navicula satura Schmidt in Schmidt & al., 1876
- Navicula saugerri
- Navicula sauvis
- Navicula savannae Ehrenberg
- Navicula saxicola E.Manguin ex J.P.Kociolek & B.Reviers, 1996
- Navicula saxophila W.Bock ex Hustedt, 1966
- Navicula scabellum Hustedt, 1942
- Navicula scala Hohn & Hellerman, 1966
- Navicula scalarifer Brun, 1891
- Navicula scalpellum Kützing, 1849
- Navicula scalpia Carter, 1966
- Navicula scalprum Ehrenberg, 1836
- Navicula scalprum Gaillon, 1827
- Navicula scalprum Kützing, 1844
- Navicula scandinaviae Ehrenberg, 1875 (1876)
- Navicula scaniae Van de Vijver, Jarlman & Lange-Bert., 2010
- Navicula scanica Cleve-Euler, 1952
- Navicula scela Carter & Denny, 1982
- Navicula schaarschmidtii Pantocsek, 1886
- Navicula schadei Krasske, 1929
- Navicula schadeiformis Foged, 1972
- Navicula schaeferi Hustedt, 1964
- Navicula schaferi Hustedt In Rabenhorst, 1964
- Navicula schefterae Lobban, 1986
- Navicula schilberszkyi Pantocsek
- Navicula schinzii Brun, 1891
- Navicula schiracka Skabichevskii, 1936
- Navicula schirschowii Seczkina, 1956
- Navicula schizonemoides Kisselev, 1930
- Navicula schleinitzii Janisch in Schmidt & al., 1881
- Navicula schmassmanni Hustedt in Schmidt & al., 1934
- Navicula schmassmanni Hustedt, 1943
- Navicula schmidti
- Navicula schmidtiana Grunow in Schmidt & al., 1876
- Navicula schmidtii Lagerst., 1876
- Navicula schmidtii O'Meara, 1875
- Navicula schneideri Grunow, 1878
- Navicula schoemaniana Foged, 1975
- Navicula schomburgkorum Ehrenberg, 1845
- Navicula schonfeldii Hustedt, 1930
- Navicula schonfeldtii
- Navicula schonkenii Hustedt, 1955
- Navicula schroeteri Meister, 1932
- Navicula schubartii Hustedt, 1952
- Navicula schuettii Van Heurck
- Navicula schultzei C.H.Kain
- Navicula schultzii
- Navicula schulzii Cleve, 1895
- Navicula schumannii Nathorst, 1894
- Navicula schuttii
- Navicula schwabei Krasske, 1939
- Navicula schweickerdtii Cholnoky, 1954
- Navicula schweinfurthi A.W.F.Schmidt, 1876
- Navicula scintillans Schmidt in Schmidt & al., 1881
- Navicula scintillans Tempère & Brun in Brun & Tempère, 1889
- Navicula scintillosa Manguin in Bourrelly & Manguin, 1949
- Navicula scirpus J.R.Carter, 1981
- Navicula scita W. Smith, 1857 (1858)
- Navicula scoliopleura Schmidt in Schmidt & al., 1876
- Navicula scoliopleuroides Quint in Hustedt, 1930
- Navicula scopulorum sensu Cleve, 1894
- Navicula scoresbyi Foged, 1964
- Navicula scotica A.Schmidt, 1876
- Navicula scottiae Cholnoky & Claus, 1961
- Navicula scutelliformis
- Navicula scutelloides W.Smith, 1856
- Navicula scutula Hohn, 1961
- Navicula scutum Schumann, 1862
- Navicula scutum sensu Cleve-Euler in Backman & Cleve-Euler, 1922
- Navicula scythica Pantocsek, 1892
- Navicula secernenda A.W.F.Schmidt, 1876
- Navicula secreta Pantocsek, 1902
- Navicula sectilis A.W.F.Schmidt
- Navicula secura R.M.Patrick, 1959
- Navicula seductilis A.Schmidt, 1874
- Navicula seibigiana Lange-Bertalot, 1993
- Navicula seibigii Lange-Bertalot, 1991
- Navicula seippiana Lange-Bertalot & Steindorf in Moser, Steindorf & Lange-Bertalot, 1995
- Navicula sejuncta A.Schmidt, 1874
- Navicula semen Ehrenberg, 1843
- Navicula semenoides Hustedt, 1927
- Navicula semiaperta Hustedt, 1936
- Navicula semiarea Meister, 1934 (1935)
- Navicula semicruciata Ehrenberg, 1843
- Navicula semidecora Brun, 1896
- Navicula semidiversa Manguin ex Kociolek & Reviers, 1996
- Navicula semifasciata Østrup, 1918
- Navicula semihyalina Bock, 1970
- Navicula semiinflata Østrup, 1895
- Navicula semilyrata R.Simonsen, 1959
- Navicula seminoides Cleve & Grove, 1894
- Navicula seminuda C. Jao & Y.Y. Lee in Jao, Zhu & Y.Y. Lee, 1974
- Navicula seminuda Meister, 1937
- Navicula seminularia Cholnoky, 1966
- Navicula seminuloides Hustedt, 1937
- Navicula seminulum Ehrenberg, 1842
- Navicula seminulum sensu Schumann, 1862 (1863)
- Navicula semipronia Perty, 1849
- Navicula semipronia Perty, 1852
- Navicula semistauros Mann, 1925
- Navicula semistriata Østrup, 1895
- Navicula semitecta Schmidt, 1874
- Navicula semivirgata Krasske, 1929
- Navicula semota Schmidt in Schmidt & al., 1897
- Navicula senegalensis Ehrenberg, 1854
- Navicula senegalensis Guermeur, 1954
- Navicula senjoensis H. Kobayasi in Ando, Haraguchi & H. Kobayasi, 1971
- Navicula sennenii M. Peragallo in Heribaud & al., 1920
- Navicula senonquei M. Peragallo, 1921
- Navicula sentechii Diakonova-Savelieva, 1929
- Navicula sentelloides Smith
- Navicula separabilis Schmidt in Schmidt & al., 1875
- Navicula sepasiensis Foged, 1966
- Navicula seposita Hustedt, 1942
- Navicula septata Hustedt
- Navicula septata Proschkina-Lavrenko, 1963
- Navicula septataeoides Hustedt, 1966
- Navicula septenaria Bailey, 1862
- Navicula septentrionalis (Grunow) Gran, 1908
- Navicula septentrionalis Cleve, 1896
- Navicula septentrionalis Østrup, 1897
- Navicula septifera Proschkina-Lavrenko, 1967
- Navicula sequens H.G.Barber & J.R.Carter, 1971
- Navicula serdicensis H. Lange-Bertalot & D. Metzeltin, 2006
- Navicula serena Frenguelli, 1941
- Navicula serica Schimanski, 1978
- Navicula sericea Cholnoky, 1961
- Navicula seriosa Pantocsek, 1892
- Navicula serpentina McCall, 1933
- Navicula serratula Grunow in Schmidt & al., 1875
- Navicula setanensis Okuno, 1959
- Navicula setschwanensis Skuja, 1937
- Navicula setzeri Patrick & Freese, 1961
- Navicula severascens Cholnoky, 1960
- Navicula severini Nicolucci, 1842
- Navicula shackletonii W.West & G.S.West, 1911
- Navicula shanwangensis J.-Y. Li, 1982 †
- Navicula shengxianensis Huang in Huang & Cai, 1984
- Navicula shiloi J.J. Lee, C.W. Reimer & M.E. McEnery, 1980
- Navicula siamensis Østrup, 1904
- Navicula siberica Skvortzow, 1929
- Navicula sibirica Skvortzov, 1929
- Navicula sicula Ehrenberg, 1839
- Navicula sideralis Brun in Schmidt & al., 1892
- Navicula sieboldii Pantocsek, 1892
- Navicula sieminskiae Lange-Bertalot & Witkowski, 2001
- Navicula sigma Brun, 1891
- Navicula sigma Ehrenberg, 1833
- Navicula sigmaraphis Round, 1961
- Navicula sigmoidea (Nitzsch) Ehrenberg, 1832
- Navicula signatula Hustedt, 1964
- Navicula silenda Hohn, 1966
- Navicula silens Cholnoky, 1959
- Navicula silicea Skvortzow, 1937
- Navicula silicina Kisselev, 1931
- Navicula silicula Ehrenberg, 1843
- Navicula silicula sensu Grunow in Van Heurck, 1880
- Navicula silvahercynia Lange-Bertalot in Lange-Bertalot & Krammer, 1989
- Navicula silvatica Cholnoky, 1959
- Navicula silvestrina
- Navicula silvicola Cholnoky, 1966
- Navicula sima Ehrenberg, 1845
- Navicula simbirskiana Pantocsek, 1889
- Navicula simiaevultus Brun, 1891
- Navicula simonii Heiden
- Navicula simplex Meister, 1937
- Navicula simplexoides H.P.Gandhi ex Karthick, 2020
- Navicula simplus Meister, 1937
- Navicula simula Patrick, 1959
- Navicula simulans Donkin, 1873
- Navicula simulata Manguin, 1942
- Navicula simulator Mann, 1925
- Navicula sinensis Ehrenberg, 1847
- Navicula singularis Maillard, 1978
- Navicula singularis Schmidt, 1876
- Navicula sinuata Schumann, 1867
- Navicula sinuiraphe Patrick & Freese, 1961
- Navicula sinuosa Ehrenberg, 1840
- Navicula siofokensis Pantocsek, 1902
- Navicula siofokensis sensu Fontell in Man., Cleve-Euler, 1953
- Navicula siolii Hustedt, 1952
- Navicula sipanguelensis Li, 1983
- Navicula sitiens Cholnoky, 1966
- Navicula sjoersii S.Busse & P.Snoeijs, 2002
- Navicula skabitschewsky
- Navicula skalenastriata Hohn, 1961
- Navicula sketechiensis Foged, 1966
- Navicula skiftei Foged, 1964
- Navicula skvortzowii Karajeva, 1971
- Navicula sleensis Simonsen, 1959
- Navicula slesvicensis Grunow, 1880
- Navicula smeerenburgensis Foged, 1964
- Navicula smithiana Rabenhorst, 1868
- Navicula smithii (Grunow) Hustedt, 1909
- Navicula smithii Brébisson, 1854
- Navicula smithii sensu Donkin, 1870
- Navicula smithii sensu Schmidt in Schmidt & al., 1875
- Navicula smithii sensu Van Heurck, 1880
- Navicula smolandica Cleve-Euler, 1953
- Navicula sniadeckii Missuna, 1914
- Navicula sobralensis Zimmermann, 1918
- Navicula sobria Cholnoky, 1963
- Navicula sobrina Mann, 1937
- Navicula socialis T.C.Palmer, 1910
- Navicula soederlundii Cleve in Cleve & Moller, 1878
- Navicula sohrensis
- Navicula solaris Gregory, 1856
- Navicula solaris Schmidt in Schmidt & al., 1876
- Navicula soleta Cholnoky, 1959
- Navicula solida Cleve in Cleve & Grunow, 1880
- Navicula solitaria Cleve, 1896
- Navicula soluta Cholnoky, 1968
- Navicula soluta Frenguelli, 1941
- Navicula solutepunctata Hustedt, 1939
- Navicula solutina Schoeman in Schoeman & Meaton, 1982
- Navicula soochowensis Skvortzow, 1946
- Navicula soodensis Krasske, 1927
- Navicula sorella M.H.Hohn & Hellerman, 1963
- Navicula sorriensis Foged, 1966
- Navicula sovereignae Hustedt, 1955
- Navicula sovereignii L.L.Bahls, 2011
- Navicula sovereignoides Stone in McLaughlin & Stone, 1986
- Navicula sparsipunctata Grove & Sturt, 1886
- Navicula sparsistriata Hustedt, 1964
- Navicula spartinetensis Sullivan & Reimer, 1975
- Navicula spathifera Grove & Sturt in litt. Grunow, 1888
- Navicula spathula Brun, 1891
- Navicula spatiata Østrup, 1918
- Navicula speciosa Hustedt, 1913
- Navicula speciosa Mann, 1907
- Navicula spectabilis Gregory, 1857
- Navicula spectabilis Greville in A. Schmidt, 1874
- Navicula spectabilis Grunow, 1860
- Navicula spectataissima Greville, 1866
- Navicula spectrum Manguin, 1952
- Navicula specululum Witkowski, 1994
- Navicula speibonae Giffen, 1970
- Navicula spencerii Bailey ex Quekett, 1848
- Navicula sperkiana Reinhard, 1870
- Navicula sphaerocephala Cleve-Euler, 1953
- Navicula sphaerophora Ehrenberg, 1843
- Navicula sphaerophora Geitler, 1927
- Navicula sphaerophora sensu Donkin, 1871
- Navicula sphagnicola Fusey, 1948
- Navicula sphagnophila Krasske, 1948
- Navicula spicoides Fusey, 1951
- Navicula spiculifera A. Mann, 1925
- Navicula spina
- Navicula spinifera W.Bock, 1970
- Navicula spiralis O'Meara, 1872
- Navicula spirans Hustedt, 1934
- Navicula spirata Hustedt, 1937
- Navicula spissata Manguin in Bourrelly & Manguin, 1954
- Navicula splendens Schwartz in Rabenhorst, 1877
- Navicula splendicula Van Landingham, 1975
- Navicula splendida Ehrenberg, 1832
- Navicula splendidula Hustedt & Krasske, 1949
- Navicula sponsa J.R.Carter, 1964
- Navicula sponsalia Giffen, 1971
- Navicula spuma Mann, 1907
- Navicula spuria Cleve, 1896
- Navicula st. thomae Cleve, 1878
- Navicula stabilis F. Adams collection, 1934
- Navicula stachurae A. Witkowski, H. Lange-Bertalot & D. Metzeltin, 2000
- Navicula stagna J.Y.Chen & H.Z.Zhu
- Navicula stagnalis Skvortzov, 1937
- Navicula staminea Cholnoky, 1968
- Navicula standeri Cholnoky, 1957
- Navicula standeriella Archibald, 1966
- Navicula stankovici Hustedt, 1945
- Navicula starmachii A.Witkowski & Lange-Bertalot
- Navicula starmachii Kaczmarska, 1976
- Navicula starmachioides A. Witkowski & H. Lange-Bertalot in D. Metzeltin & A. Witkowski, 1996
- Navicula staurifera Thomas, 1886
- Navicula stauroneiformis Elmore, 1921
- Navicula stauroneiformis Leuduger-Fortmorel, 1892
- Navicula stauroneiformis M. Peragallo, 1921
- Navicula stauroneiformis Manguin, 1949
- Navicula stauroneiformis Wolle, 1890
- Navicula stauroptera Schumann, 1867
- Navicula stauropteroides F.E.Fritsch, 1912
- Navicula stehlei Manguin in Bourrelly & Manguin, 1952
- Navicula stephanssoni Foged, 1974
- Navicula stercusmuscarum Cleve, 1895
- Navicula steuropleura
- Navicula stigmata Frenguelli
- Navicula stigmata Rich, 1937
- Navicula stigmatifera J.John, 1981
- Navicula stippi Hanna & Grant, 1926
- Navicula stoermeri Kociolek & Reviers, 1996
- Navicula stokesiana O'Meara, 1876
- Navicula stolida Krasske, 1939
- Navicula stompsii Cholnoky, 1963
- Navicula stradneri Hajós, 1974
- Navicula strangulata Greville, 1866
- Navicula streckerae Lange-Bertalot & Witkowski, 2000
- Navicula strenzkei Hustedt, 1962
- Navicula striata Filarszky, 1900
- Navicula striola Prudent, 1907
- Navicula striolata (Grunow) Lange-Bertalot, 1985
- Navicula stroemii Hustedt, 1931
- Navicula stroemii sensu Foged, 1958
- Navicula structa Lange-Bertalot & Steindorf in Moser, Steindorf & Lange-Bertalot, 1995
- Navicula struggeri Cholnoky, 1963
- Navicula stundlii Hustedt, 1959
- Navicula stuxbergii Cleve
- Navicula stygia Cleve-Euler, 1934
- Navicula stylus Ehrenberg, 1842
- Navicula styriaca Grunow, 1880
- Navicula styriaca Pantocsek, 1892
- Navicula suavis Cleve & Grove, 1894
- Navicula sub-kawamurae Skvortzow, 1971
- Navicula subacuta (Ehrenberg) Ralfs, 1861
- Navicula subacutis Foged, 1971
- Navicula subadnata Hustedt, 1942
- Navicula subagnita Proschkina-Lavrenko, 1963
- Navicula subagrestis Guermeur, 1954
- Navicula subalata Grunow in Cleve & Grunow, 1880
- Navicula subalpina Reichardt, 1988
- Navicula subantarctica Frenguelli, 1938
- Navicula subarvensis Hustedt, 1942
- Navicula subarvensoides Archibald, 1966
- Navicula subatomoides Hustedt, 1936
- Navicula subbacillum Hustedt, 1937
- Navicula subbengalensis Gandhi, 1970
- Navicula subbottnica A.Witkowski & Lange-Bertalot, 2009
- Navicula subcancellata Hustedt in Schmidt & al., 1934
- Navicula subcincta A.Schmidt, 1874
- Navicula subcincta Grunow, 1884
- Navicula subcingulata Cholnoky, 1963
- Navicula subclementis Hustedt, 1952
- Navicula subcoccus Cholnoky, 1960
- Navicula subconcentrica Lange-Bertalot, 2001
- Navicula subcontenta Hustedt
- Navicula subcontenta Krieger, 1943
- Navicula subcontracta Cleve-Euler, 1953
- Navicula subconveniens Hustedt, 1952
- Navicula subcrassirostris Hustedt, 1961
- Navicula subcreta Frenguelli, 1941
- Navicula subcuneata Østrup, 1910
- Navicula subdapaliformis Gandhi, 1970
- Navicula subdecipiens De Toni, 1891
- Navicula subdecussis Hustedt, 1942
- Navicula subdeliberata Manguin, 1964
- Navicula subdelicata Hustedt in Schmidt & al., 1934
- Navicula subdicephala Hustedt
- Navicula subdiffusa Hustedt, 1955
- Navicula subdigna Gandhi, 1970
- Navicula subdilucida Cholnoky, 1959
- Navicula subdirecta Cleve-Euler, 1953
- Navicula subdita Schmidt in Schmidt & al., 1897
- Navicula subdivisa Grunow in Cleve & Grunow, 1880
- Navicula subelata H.P.Gandhi, 1998
- Navicula subelliptica Cleve-Euler, 1953
- Navicula subelongata Skabichevskii, 1936
- Navicula subexilissima Carter, 1970
- Navicula subfasciata Pantocsek, 1912
- Navicula subfasciata Patrick, 1959
- Navicula subforcipata Hustedt, 1964
- Navicula subfortis Hustedt, 1954
- Navicula subfossalis Hustedt, 1934
- Navicula subfossilis Lichti-Federovich, 1980
- Navicula subfraudulenta Simonsen, 1987
- Navicula subfusca Pantocsek, 1892
- Navicula subgastriformis Hustedt, 1945
- Navicula subgastrum Hustedt in Schmidt & al., 1934
- Navicula subglabra Østrup, 1904
- Navicula subglobosa Gasse, 1980
- Navicula subgrimmei Messikommer, 1949
- Navicula subhastatula Z.Levkov & D.Metzeltin, 2007
- Navicula subhexagona Hustedt in Schmidt & al., 1934
- Navicula subhustedtii Cholnoky, 1960
- Navicula subhyalina Cleve-Euler, 1934
- Navicula subimpressa Grunow
- Navicula subinflata Grunow, 1883
- Navicula subinflatoides Hustedt, 1962
- Navicula subinsoensis Foged, 1966
- Navicula subirritans Giffen, 1970
- Navicula subirroratoides Hustedt, 1964
- Navicula sublanceolata H.P.Gandhi ex Karthick, 2020
- Navicula sublinearis Grunow, 1885
- Navicula sublucidula Hustedt, 1950
- Navicula sublyrata Grunow in Cleve, 1883
- Navicula subminuscula (Skvortzov, 2012)
- Navicula subminuscula Manguin, 1942
- Navicula submissa Zimmermann, 1918
- Navicula submitis Hustedt, 1945
- Navicula submolesta Hustedt, 1949
- Navicula submuralis Hustedt, 1945
- Navicula submuscicola Krasske, 1939
- Navicula submutica Fusey, 1964
- Navicula submuticoides N.Woodhead & R.D.Tweed, 1958
- Navicula subnuda A.W.F.Schmidt
- Navicula subnympharum Hustedt in Schmidt & al., 1936
- Navicula subocculta Hustedt
- Navicula suboscitans Mann, 1925
- Navicula subparallela
- Navicula subplacentula Hustedt, 1930
- Navicula subpolaris Hendey, 1937
- Navicula subprocera Hustedt, 1945
- Navicula subpupula Woodhead & Tweed, 1960
- Navicula subquadrata Schumann, 1867
- Navicula subradiosa Pantocsek
- Navicula subrecta Brébisson
- Navicula subretusa Grunow, 1885
- Navicula subretusa Peragallo & Peragallo, 1897-1908
- Navicula subrhombica Hustedt, 1922
- Navicula subrhombica Marsson, 1900
- Navicula subrhomboidea Castracane, 1886
- Navicula subrhynchocephala Hustedt, 1935
- Navicula subrostellata Hustedt, 1955
- Navicula subrotunda Schumann
- Navicula subrotundata Hustedt
- Navicula subsalsa Mereschkowsky, 1903
- Navicula subseminulum Hustedt, 1950
- Navicula subspectablis Hanna & Grant, 1926
- Navicula substauroneis Mann, 1925
- Navicula subsulcata Hustedt in Schmidt & al., 1936
- Navicula subsulcatoides Hustedt, 1987
- Navicula subtenelloides Cholnoky, 1958
- Navicula subtenuis Cleve-Euler, 1948
- Navicula subtilacea Cholnoky, 1960
- Navicula subtilis (Gregory) Ralfs
- Navicula subtilis Brebisson in Kutzing, 1849
- Navicula subtilissima Cleve, 1891
- Navicula subtilyra Cholnoky, 1963
- Navicula subtrophicatrix A.Tuji, 2003
- Navicula subula Kützing, 1844
- Navicula subulata Grunow
- Navicula subundulata Cleve & Grove, 1891
- Navicula subvalida Cholnoky, 1960
- Navicula subvasta Carter, 1970
- Navicula subvasta Hustedt, 1935
- Navicula subveneta Cleve-Euler, 1934
- Navicula subventraloides Guermeur, 1954
- Navicula subventricosa Grunow in Cleve & Grunow, 1880
- Navicula subviridula Z.Levkov, 2011
- Navicula subvitabunda Cholnoky, 1956
- Navicula subvulpina Hustedt
- Navicula subwalkeri Bahls & Potapova, 2015
- Navicula succincta Schmidt in Schmidt & al., 1881
- Navicula suchlandtii Hustedt, 1943
- Navicula suchlandtii sensu Foged, 1958
- Navicula suchlandtii sensu Krasske, 1949
- Navicula sudanensis Bastow, 1960
- Navicula sudora Schrader & Fenner, 1976
- Navicula suecica Ehrenberg, 1838
- Navicula suecicarum Van de Vijver, Jarlman & Lange-Bert. in Van de Vijver & Lange-Bertalot, 2009
- Navicula suffocata Mann, 1925
- Navicula suhinensis Foged, 1966
- Navicula sukatschevii Yakovlev, 1924
- Navicula sulcata Greville, 1865
- Navicula sulcata sensu Schmidt in Schmidt & al., 1897
- Navicula sulcifera Hustedt, 1955
- Navicula sulphurea J.Frenguelli & H.A.Orlando, 1958
- Navicula sulta Carter & Denny, 1982
- Navicula suluensis O'Meara, 1872
- Navicula sumatrensis Leuduger-Fortmorel, 1892
- Navicula sunkonensis N.Woodhead & R.D.Tweed, 1958
- Navicula superba Cleve
- Navicula supercilliaris Cholnoky, 1963
- Navicula supercontenta Cleve-Euler, 1948
- Navicula supergradata Brun, 1891
- Navicula supergregaria Rumrich & Lange-Bertalot, 2000
- Navicula superhasta Lange-Bertalot & D.Metzeltin, 2006
- Navicula superimposita Schmidt, 1874
- Navicula supleeorum L.Bahls, 2013
- Navicula supralitoralis Aleem & Hustedt, 1951
- Navicula suprinii Gerd Moser
- Navicula suriana Pantocsek & Greguss in Greguss, 1913
- Navicula surinamensis Cleve, 1895
- Navicula surirella Ehrenberg, 1881
- Navicula surirellae
- Navicula suspecta A.W.F.Schmidt
- Navicula suspica Carter & Denny, 1992
- Navicula suspirii Cholnoky, 1961
- Navicula sverdrupii Foged, 1964
- Navicula swaniana Moghadam, 1969
- Navicula sydowii Cholnoky, 1963
- Navicula symmetrica Patrick, 1944
- Navicula syrachii Foged, 1966
- Navicula syvertsenii Witkowski, Metzeltin & Lange-Bertalot in Metzeltin & Witkowski, 1996
- Navicula szaboi Pantocsek, 1889
- Navicula szlachetkoi A.Witkowski, C.Riaux-Gobin & G.Daniszewska-Kowalczyk, 2010
- Navicula szontaghii Pantocsek, 1886
- Navicula szontaghii sensu Peragallo & Peragallo, 1897
- Navicula söhrensis Krasske
- Navicula tabellaria (Ehrenberg) Kützing, 1844
- Navicula tabellaria sensu Donkin, 1872
- Navicula tabellariaeformis Krasske, 1939
- Navicula tabida Rylands Ms. ex Van Heurck, 1880
- Navicula tackei Hustedt, 1942
- Navicula taedens Cholnoky, 1968
- Navicula tagiana Patrick, 1970
- Navicula tahitensis Grunow, 1863
- Navicula tainensis Foged, 1966
- Navicula tairuaensis Foged, 1979
- Navicula takoradiensis Hendey, 1958
- Navicula tamanaena Guermeur, 1954
- Navicula tamanica Milovanova, 1955
- Navicula tambourense M. Peragallo in Héribaud & al., 1920
- Navicula tanakae H. Fukushima, T. Ko-Bayashi & S. Yoshitake, 2002
- Navicula tanganyikae G.S.West, 1907
- Navicula tanneri Cleve-Euler, 1934
- Navicula tantula Hustedt, 1943
- Navicula tantuloides Cholnoky, 1960
- Navicula taraxa Hohn & Hellerman, 1966
- Navicula taschenbergeri Schmidt in Schmidt & al., 1892
- Navicula tau Cleve, 1893
- Navicula tauta Carter & Denny, 1982
- Navicula taylori Salah, 1955
- Navicula tecta Marsson, 1900
- Navicula tectissima Lange-Bertalot, 1996 †
- Navicula teleta Hohn, 1966
- Navicula teletskoyensis Chudaev
- Navicula temeraria Cholnoky, 1965
- Navicula temniskovae H. Lange-Bertalot & D. Metzeltin, 2006
- Navicula temperei Brun in Brun & Tempère, 1889
- Navicula temperiana De Toni, 1891
- Navicula tenella sensu Schmidt in Schmidt te al., 1876
- Navicula tenellaeformis Hustedt, 1937
- Navicula tenelloides Hustedt, 1937
- Navicula tenera Hustedt, 1936
- Navicula tenera Hustedt, 1937
- Navicula teneroides Hustedt, 1956
- Navicula tenerrima Hustedt, 1937
- Navicula tennellaeformis Hustedt, 1937
- Navicula tennelloides
- Navicula tentata Cholnoky, 1966
- Navicula tenuirostris O'Meara, 1876
- Navicula tenuis Meister, 1937
- Navicula tenuissima Archibald, 1971
- Navicula terebrata Hustedt, 1944
- Navicula termes Ehrenberg
- Navicula termes sensu Schmidt in Schmidt & al., 1876
- Navicula terminata Hustedt, 1964
- Navicula termitina Ehrenberg, 1854
- Navicula terricola Bristol, 1920
- Navicula tersa Hustedt, 1956
- Navicula teschi Reinhold, 1937
- Navicula testata Hustedt, 1942
- Navicula testudo Ehrenberg, 1840
- Navicula texana R.M.Patrick, 1959
- Navicula thaitiana Castracane, 1886
- Navicula thallodes Proschkina-Lavrenko, 1955
- Navicula theelii Cleve in Cleve & Grunow, 1880
- Navicula theibaudii M. Peragallo, 1924
- Navicula theresiae Pantocsek, 1909
- Navicula thermalis De Toni, 1891
- Navicula thermalis Ehrenberg, 1840
- Navicula thermes Elmore, 1921
- Navicula thermicola J.B.Petersen, 1928
- Navicula theronii Cholnoky, 1954
- Navicula theta Cleve, 1893
- Navicula thienemanni Hustedt, 1937
- Navicula thienemannioides Gandhi, 1970
- Navicula thienemannoides Cholnoky, 1952
- Navicula thingvallae Østrup, 1918 †
- Navicula thomasii Hancock, 1973
- Navicula thomasii Schumann, 1862
- Navicula thorax Brun, 1891
- Navicula thoroddseni Foged, 1974
- Navicula thouleti Lauby, 1910
- Navicula thumii Pantocsek, 1886
- Navicula thurholmensis Juhlin-Dannfelt, 1882
- Navicula thuringiaca Rabenhorst, 1852, Alg. Sach.
- Navicula thuringica Kützing, 1844
- Navicula tibestiensis Amossé, 1934
- Navicula tientsinensis Skvortzow, 1927
- Navicula tignaria Hustedt, 1942
- Navicula tithonia Pantocsek, 1902
- Navicula tokiensis Cleve-Euler, 1953
- Navicula tokyoensis Kobayashi, 1968
- Navicula tolmani Hanna, 1927
- Navicula topia Pantocsek, 1902
- Navicula torellii Foged, 1964
- Navicula torganae D. Metzeltin, H. Lange-Bertalot & F. García-Rodríguez, 2005
- Navicula torifera Hustedt, 1955
- Navicula torneensis Cleve, 1891
- Navicula torpedo Zimmermann, 1918
- Navicula torrendi
- Navicula torta D.G.Mann, 1924
- Navicula tortuosa Ehrenberg, 1843
- Navicula tortuosa Leuduger-Fortmorel, 1879
- Navicula tortura Cholnoky, 1960
- Navicula totarae Schrader, 1969
- Navicula toulaae Pantocsek, 1892
- Navicula toulaae sensu Brockmann, 1950
- Navicula toulaae Østrup in Hartz & Østrup, 1899
- Navicula towutiensis Cholnoky, 1963
- Navicula toxa J.R.Carter, 1960
- Navicula trabecula Ehrenberg, 1843
- Navicula tracery M.H.Hohn & Hellerman, 1963
- Navicula tranchet Turpin, 1828
- Navicula transistans
- Navicula transistantiodes Foged, 1975
- Navicula transitans Cleve, 1883
- Navicula translucens Mann, 1925
- Navicula translucida O'Meara, 1876
- Navicula transversa A.Schmidt, 1876
- Navicula transversa Bory de Saint-Vincent, 1824
- Navicula transversa Turpin, 1828 (1816-1829)
- Navicula transylvanica Pantocsek
- Navicula traucilola Guermeur
- Navicula triangulifera Héribaud, 1903
- Navicula trichoptera Foged, 1952
- Navicula triconfusa VanLandingham, 1975
- Navicula tridens Meunier, 1910
- Navicula tridentula Krasske, 1923
- Navicula tridentulaeformis Manguin in Bourrelly & Manguin, 1949
- Navicula trigibba Fresenius, 1862
- Navicula trigibba Lacsny, 1916
- Navicula trigibbula Schumann, 1867
- Navicula trigomirae Moura, 1963
- Navicula trigramma Fresenius, 1862
- Navicula trigranula Marsson, 1900
- Navicula trilatera L.Bahls, 2013
- Navicula trilineata Grove & Sturt, 1887
- Navicula trinkleri Meister, 1932
- Navicula trinodis Ehrenberg, 1837
- Navicula trinodis W.Smith, 1856
- Navicula trinodis sensu Lewis, 1861
- Navicula trinotata Pantocsek, 1892
- Navicula tripartita Heiden
- Navicula triplex VanLandingham, 1975
- Navicula tristitiae Schoeman, 1973
- Navicula tristriata Skvortzow, 1946
- Navicula trituberculata Prowse, 1962
- Navicula triundulata Grunow, 1867
- Navicula trivialis Lange-Bertalot, 1980
- Navicula trochus Ehrenberg, 1854
- Navicula trochus Schumann, 1863
- Navicula troglodytes Pantocsek, 1889
- Navicula trolopensis Frenguelli, 1942
- Navicula trophicatrix Lange-Bertalot, 1996
- Navicula trophicatrixoides Chudaev in Chudaev & Jüttner, 2020
- Navicula tropica Meister, 1934 (1935)
- Navicula tropicoidea Witkowski, Metzeltin & Lange-Bertalot in Metzeltin & Witkowski, 1996
- Navicula truanii Pantocsek, 1886
- Navicula truncata Cleve-Euler, 1915
- Navicula truncata Donkin, 1861
- Navicula truncata Kützing, 1844
- Navicula truncatula Hustedt, 1966
- Navicula trunculis Schumann, 1867
- Navicula trunculus Schumann, 1867
- Navicula truthi Pero, 1895
- Navicula tryblionella Yakovlev, 1923
- Navicula tschernyschevii Missuna, 1914
- Navicula tschuktschorum Cleve, 1883
- Navicula tsetsegmaae D. Metzeltin, H. Lange-Bertalot & S. Nergui, 2009
- Navicula tsitsikammae Cholnoky, 1959
- Navicula tsukamotoi (Sterrenburg & Hinz) Yuhang Li & Kuidong Xu in Li & al., 2017
- Navicula tubulata Østrup, 1901
- Navicula tubulifera Geissler & Gerloff, 1964
- Navicula tubulosa J.Brun, 1895
- Navicula tugelae Cholnoky, 1956
- Navicula tugtoi Foged, 1971
- Navicula tulugakii Foged, 1971
- Navicula tumens W.Smith, 1853
- Navicula tumescens Grunow in Schmidt & al., 1877
- Navicula tumescensoides Amossé, 1969
- Navicula tumida Brébisson ex Kützing
- Navicula tumidula Rabenhorst, 1853
- Navicula turbulata Østrup, 1901
- Navicula turgescens Mann, 1925
- Navicula turgida Ehrenberg, 1830
- Navicula turgidula Pantocsek, 1892
- Navicula turkestanensis Hustedt, 1955
- Navicula turpinii Brebisson ex W. Smith Collection
- Navicula turriformis Y.Li & Metzeltin iin Li & al., 2020
- Navicula turris Hustedt, 1936 †
- Navicula tuscula sensu Grunow in Van Heurck, 1880
- Navicula tuscula sensu Pantocsek, 1902
- Navicula tuscula sensu Van Heurck, 1880
- Navicula tuulensis D. Metzeltin, H. Lange-Bertalot & S. Nergui, 2009
- Navicula tuzsoni Lacsny, 1916
- Navicula tuzsonii Lacsny, 1916
- Navicula twymaniana Archibald, 1966
- Navicula typografica Hustedt in Schmidt & al., 1930
- Navicula tytthocephala Skvortzov, 1976
- Navicula udintsevii Schrader & Fenner, 1976
- Navicula ulna (Nitzsch) Ehrenberg
- Navicula ultratenelloides Lange-Bertalot, 1996
- Navicula umbilica K.E. Lohman, 1957
- Navicula umbilicata Ehrenberg, 1856
- Navicula umbilicata Grunow
- Navicula umbilicata Zimmermann, 1917
- Navicula umbilicatissima Reichardt, 1983 †
- Navicula umbonata Ehrenberg, 1837
- Navicula umbra M.H.Hohn & Hellerman, 1963
- Navicula umida Bock, 1963
- Navicula umkantziensis Schoeman & Meaton
- Navicula umpatica Cholnoky, 1968
- Navicula umtalensis Cholnoky, 1954
- Navicula umtentwenica Cholnoky, 1960
- Navicula uncinata Ehrenberg, 1830
- Navicula undata Mann, 1907
- Navicula undata Schumann in A. Schmidt, 1876
- Navicula undosa Ehrenberg, 1843
- Navicula undosa sensu Donkin, 1871
- Navicula undosa sensu O'Meara, 1876
- Navicula undula Schumann, 1862 †
- Navicula undulata O'Meara, 1875
- Navicula undulata Ralfs, 1861
- Navicula undulata Skvortzov, 1936
- Navicula undulatistriata Manguin, 1954
- Navicula undulatostriata Gleser in Afanas'eva & Gleser, 1986
- Navicula ungavae Poulin & Cardinal, 1982
- Navicula unica Salah & Tamas, 1968
- Navicula unilaterarea Salah, 1953
- Navicula unipunctata Bory, 1831
- Navicula unipunctata O'Meara, 1872
- Navicula unipunctata Skvortzow, 1937
- Navicula uniseriata Hustedt in Schmidt & al., 1934
- Navicula uniseriata Østrup, 1913
- Navicula upupensis Cholnoky, 1966
- Navicula urbana Krasske, 1939
- Navicula ursina Pantocsek, 1902
- Navicula ursinus Foged, 1971
- Navicula usoltsevae Metzeltin, Kulikovskiy & Lange-Bertalot, 2012
- Navicula uspenskiana Gleser & Scheschukova, 1968
- Navicula usutensis Cholnoky, 1962
- Navicula utahensis K.E. Lohman, 1957
- Navicula utermoehlii Hustedt, 1942
- Navicula utlandshoerniensis VanLandingham, 1975
- Navicula vacillans A.Schmidt, 1875
- Navicula vacillans Cleve-Euler, 1948
- Navicula vaga Cleve, 1896
- Navicula vagabunda Brun in Schmidt & al., 1892
- Navicula vahliana Grunow in Schmidt, 1874
- Navicula vahlii Foged, 1964
- Navicula valdestriata Hustedt, 1952
- Navicula valens Cholnoky, 1963
- Navicula valens Hustedt, 1962
- Navicula valeriana D. Metzeltin, H. Lange-Bertalot & F. García-Rodríguez, 2005
- Navicula valida Cleve & Grunow
- Navicula validicostata Cleve-Euler, 1953
- Navicula vallis
- Navicula vallis-natrii
- Navicula vampyra Hohn, 1966
- Navicula vana Schmidt in Schmidt & al., 1881
- Navicula vandamii Schoeman & Archibald, 1987
- Navicula vandermerwei Cholnoky, 1957
- Navicula vaneei Lange-Bertalot, 1998
- Navicula vanei H. Lange-Bertalot in D. Metzeltin & A. Witkowski, 1996
- Navicula vaneldenii Cholnoky, 1957
- Navicula vanheurckii R.M.Patrick, 1966
- Navicula vanhoeffeniformis Gandhi, 1955
- Navicula vanhoeffenii Gran, 1897
- Navicula vanidica Cholnoky, 1962
- Navicula vanmeelii Kufferath, 1956
- Navicula vara Hustedt in Schmidt & al., 1934
- Navicula variabilis Bljumina, 1959
- Navicula varians Gregory, 1855
- Navicula varikuli Foged, 1972
- Navicula variolinea J.R.Carter, 1971
- Navicula varrensis
- Navicula vasta Hustedt, 1937
- Navicula vaszaryi Pantocsek
- Navicula vatinata Carter & Denny, 1982
- Navicula vaucheriae Petersen, 1915
- Navicula vaupellii Foged, 1962
- Navicula vegae Cleve, 1883
- Navicula vekhovii Lange-Bertalot & Genkal, 1999
- Navicula velata Cleve-Euler, 1953
- Navicula velata Schmidt in Schmidt & al., 1876
- Navicula velata sensu Cleve-Euler, 1953
- Navicula velox Ehrenberg, 1830
- Navicula velox Kützing, 1844
- Navicula venerablis Hohn & Hellerman, 1963
- Navicula veneta Schumann, 1867
- Navicula venetiformis B. Van de Vijver & L. Beyens in Van de Vijver, Frenot & Beyens, 2002
- Navicula venetoides S.Blanco, I.Alvarez-Blanco & C.Cejudo-Figueiras, 2012
- Navicula venezuelana Cholnoky, 1968
- Navicula venezuelensis Hustedt, 1956
- Navicula ventosa Hustedt, 1957
- Navicula ventralis Krasske, 1923
- Navicula ventralis sensu Foged, 1958
- Navicula ventraloconfusa Lange-Bertalot, 1989
- Navicula ventraloides Hustedt, 1945
- Navicula ventricosa Ehrenberg, 1830
- Navicula venus Pantocsek, 1892
- Navicula venusta Janisch ex Cleve, 1895
- Navicula venusta Pantocsek, 1889
- Navicula venustissima Kitton in Leuduger-Fortmorel, 1892
- Navicula verecunda Hustedt, 1930
- Navicula verecundaeformis Manguin ex Kociolek & Reviers, 1996
- Navicula verecundoides Manguin ex Kociolek & Reviers, 1996
- Navicula vernalis Donkin, 1869
- Navicula versatilis Marsson, 1900
- Navicula versicolor Grunow, 1874
- Navicula vertebrata O'Meara, 1872
- Navicula vespa O'Meara, 1871
- Navicula vesparella Mann, 1925
- Navicula veterana Hustedt, 1987
- Navicula vetita Krasske, 1941
- Navicula vetula A.Schmidt, 1875
- Navicula vexans Petit, 1904
- Navicula vexativa Manguin, 1952
- Navicula vibrio Ehrenberg, 1854
- Navicula vichiensis C. Petit in Montagne, 1856
- Navicula vicina Hustedt, 1952
- Navicula vickersii O'Meara, 1876
- Navicula vidovichii Grunow in litteris, 1863
- Navicula vilaplanii (Lange-Bertalot & Sabater) Lange-Bertalot & Sabater, 2000
- Navicula viminea Hustedt in Schmidt & al., 1934
- Navicula viminoides Giffen, 1975
- Navicula vincita Carter & Denny, 1982
- Navicula viola Schmidt in Schmidt & al., 1896
- Navicula virgata Hustedt in Schmidt & al., 1934
- Navicula virginalis Hustedt, 1956
- Navicula virginea Cleve, 1878
- Navicula viridis (Nitzsch) Ehrenberg, 1832
- Navicula viridis Ehrenberg, 1838
- Navicula viridis Schmidt in Schmidt & al., 1876
- Navicula viridis sensu Kutzing, 1844
- Navicula viridis sensu Pantocsek, 1892
- Navicula viridula Neupauer, 1867
- Navicula viridulacalcis Lange-Bertalot, 2000
- Navicula viriduloides H.P.Gandhi, 1959
- Navicula virihensis Cleve-Euler, 1953
- Navicula virosa Carter & Denny, 1992
- Navicula visitanda Carter, 1970
- Navicula vitabunda Hustedt, 1930
- Navicula vitila Carter & Denny, 1982
- Navicula vitrea Grunow in Cleve & Möller, 1879
- Navicula vitriscala Brun, 1891
- Navicula vixcylindrata Kulikovskiy Lange-Bertalot & Metzeltin, 2012
- Navicula vixvisibilis Hustedt, 1937
- Navicula vladivostokensis Skvortzow, 1932
- Navicula voigtii F.Meister, 1932
- Navicula voigtioides Amossé, 1969
- Navicula volcanica Bahls & Potapova, 2015
- Navicula voltaensis Foged, 1966
- Navicula vonhauseniae Cholnoky, 1954
- Navicula vonpostii Cleve-Euler, 1953
- Navicula vukotinovicii Pantocsek, 1886
- Navicula vula J.R.Carter, 1971
- Navicula vulpecula Schmidt in Schmidt & al., 1875
- Navicula vulpina Kützing, 1844
- Navicula vulpina Wislouch, 1921
- Navicula vulpina sensu Pantocsek, 1902
- Navicula vumbae Cholnoky, 1954
- Navicula waernensis Foged, 1964
- Navicula walkeri Patrick & Freese, 1961
- Navicula walkerii Sovereign, 1958
- Navicula wallacei Bastow, 1957
- Navicula wallacei Reimer, 1966
- Navicula walterconradii Kufferath, 1957
- Navicula walzii Reinhard, 1870
- Navicula wangii Skvortzov, 2012
- Navicula wardhensis Sarode & Kamat, 1984
- Navicula wardii Patrick, 1959
- Navicula warmingii Foged, 1962
- Navicula wasmundii Witkowski, Metzeltin & Lange-Bertalot in Metzeltin & Witkowski, 1996
- Navicula watveae C. Radhakrishnan, Kociolek & B. Karthick
- Navicula wavella Carter & Denny, 1982
- Navicula wawrikae Hustedt, 1961
- Navicula weberi Bahls, 2012
- Navicula weikerti E.Manguin, 1952
- Navicula weinzierlii H.Schimanski, 1975
- Navicula weissflogii A.W.F.Schmidt, 1873
- Navicula wellingtonica Cholnoky, 1962
- Navicula wendlingii Lange-Bert., G.Hofm. & Van de Vijver in Van de Vijver & Lange-Bertalot, 2009
- Navicula werestschagini Skvortzov & Meyer
- Navicula westermannii Ehrenberg, 1835
- Navicula westii W.Smith, 1853
- Navicula wetzeli Hustedt in Schmidt & al., 1934
- Navicula wheeleri MacKay in Bailey, 1924
- Navicula whitefishensis L.Bahls, 2012
- Navicula wiesneri Lange-Bertalot, 1993
- Navicula wiesnerii Pantocsek, 1886 †
- Navicula wigginsiana Patrick & Freese, 1961
- Navicula wiktoriae A.Witkowski & Lange-Bertalot, 1994
- Navicula wilczeckii Grunow, 1884
- Navicula wildii Lange-Bertalot, 1993
- Navicula willeri Krasske, 1939
- Navicula williamsonii O'Meara, 1875
- Navicula willisiae Seddon & Witkowski, 2011
- Navicula wilmanni Fritsch & Rich, 1929
- Navicula winchelliana H.L. Smith in B.W. Thomas, 1893
- Navicula winona Bahls, 2012
- Navicula wisei Harwood & Maruyama, 1992
- Navicula wislouchii Kutzing
- Navicula wislouchii Skvortzov & Meyer
- Navicula witkowskii Lange-Bertalot, Iserentant & Metzeltin, 1998
- Navicula witti Heiden in Schmidt & al., 1903
- Navicula wittiana Grunow in A. Schmidt, 1874
- Navicula wittii Grunow in Cleve, 1881
- Navicula wohlenbergi Brockmann, 1950
- Navicula wolterecki
- Navicula woronichinii Jasnitsky, 1936
- Navicula woroninii Mereschkowsky, 1903
- Navicula wrightiana Woodhead & Tweed, 1960
- Navicula wrightii O'Meara, 1867
- Navicula wuestii R.Simonsen, 1959
- Navicula wulffii Petersen, 1924
- Navicula wunsamiae A. Witkowski, H. Lange-Bertalot & D. Metzeltin, 2000
- Navicula wustula Carter & Denny, 1982
- Navicula wygaschii Lange-Bertalot, 2001
- Navicula xi Cleve
- Navicula xi sensu Hustedt in Schmidt & al., 1930
- Navicula yabe Skvortzow, 1937
- Navicula yarrasii Grunow in H.L. Smith, 1874-1879
- Navicula yatukaensis Y.Horikawa & H.Okuno, 1943
- Navicula yorkensis Camburn, 1978
- Navicula ypsilon Cleve, 1894
- Navicula yunnanensis Li & Metzeltin, 2015
- Navicula yuraensis Negoro & Gotoh, 1983
- Navicula zachariasi Reichelt, 1903
- Navicula zagrebensis VanLandingham, 1975
- Navicula zahlbruckneri Pantocsek, 1909
- Navicula zanardiniana Grunow, 1860
- Navicula zanonii
- Navicula zastronensis Schoeman, 1973
- Navicula zebra Ehrenberg, 1833
- Navicula zechenteri Pantocsek, 1886
- Navicula zeilleri Lauby
- Navicula zelebori Ehrenberg, 1862
- Navicula zeta Cleve, 1895
- Navicula zhengii Witkowski & Ch.Li in Witkowski & al., 2016
- Navicula zichyi
- Navicula zimmermannii D.F.Gomes & D.M.Williams, 2012
- Navicula zipila Carter & Denny, 1982
- Navicula zizix Van Landingham, 1975
- Navicula zohdyi Salah, 1953
- Navicula zonata Hustedt, 1956
- Navicula zonula Cholnoky, 1960
- Navicula zostereti Grunow
- Navicula zostereti sensu Schmidt, 1874
- Navicula zsivnyana Krenner, 1926
- Navicula zulu Cholnoky, 1957
- variété Navicula var. fasciata